# Dobrocin (województwo warmińsko-mazurskie)
Dobrocin (niem. Groß Bestendorf) – osada w Polsce położona w województwie warmińsko-mazurskim i w historycznym regionie Prus Górnych (niem. Oberland), ściślej w jego części zwanej dawniej Hockerlandią.

## Nazwa

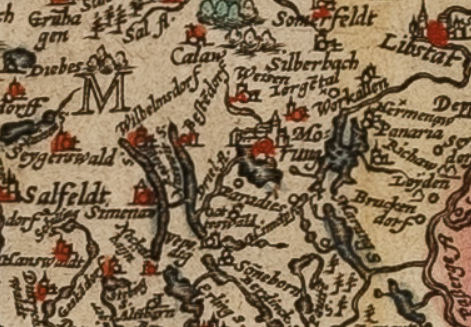
Bestendorf (Dobrocin) na mapie z 1584

Miejscowość nazywała się pierwotnie Bestendorf (czasem zapisywana jako Bestendorff ) oraz później Groß Bestendorf (podczas gdy Klein Bestendorf to Kozia Wólka). Od 1928 pod nazwą Alt Bestendorf funkcjonowała tu gmina (niem. Landgemeinde), a od 1930 jednostka administracyjna Amtsbezirk i czasem nazywano tak samą osadę, również na oficjalnych mapach i dokumentach.
Po drugiej wojnie światowej osada znalazła się w granicach Polski i w latach 1945–1946 nosiła nazwę Świętogóry. W 1947 jej nazwę zmieniono ostatecznie z Groß Bestendorf i Alt Bestendorf na Dobrocin.

## Położenie
Dobrocin położony jest w gminie Małdyty, w powiecie ostródzkim, województwie warmińsko-mazurskim, przy drodze wojewódzkiej nr 519 i około 7 kilometrów na wschód od drogi ekspresowej S7. Przystanek kolejowy w Dobrocinie leży na trasie linii kolejowej nr 220 (Elbląg–Morąg–Olsztyn).
Z Dobrocina wybiegają lokalne drogi w kierunku północnym i południowym prowadzące do sąsiednich wsi i przysiółków, m.in. Kiełkut, Dobrocinka, Naświt, Woli Kudypskiej.
Geograficznie osada leży na Pojezierzu Dzierzgońsko-Morąskim i otoczona jest częściowo Lasami Dobrocińskimi, rozciągającymi się na łagodnych morenowych wzniesieniach.

## Historia

### Epoka kamienia

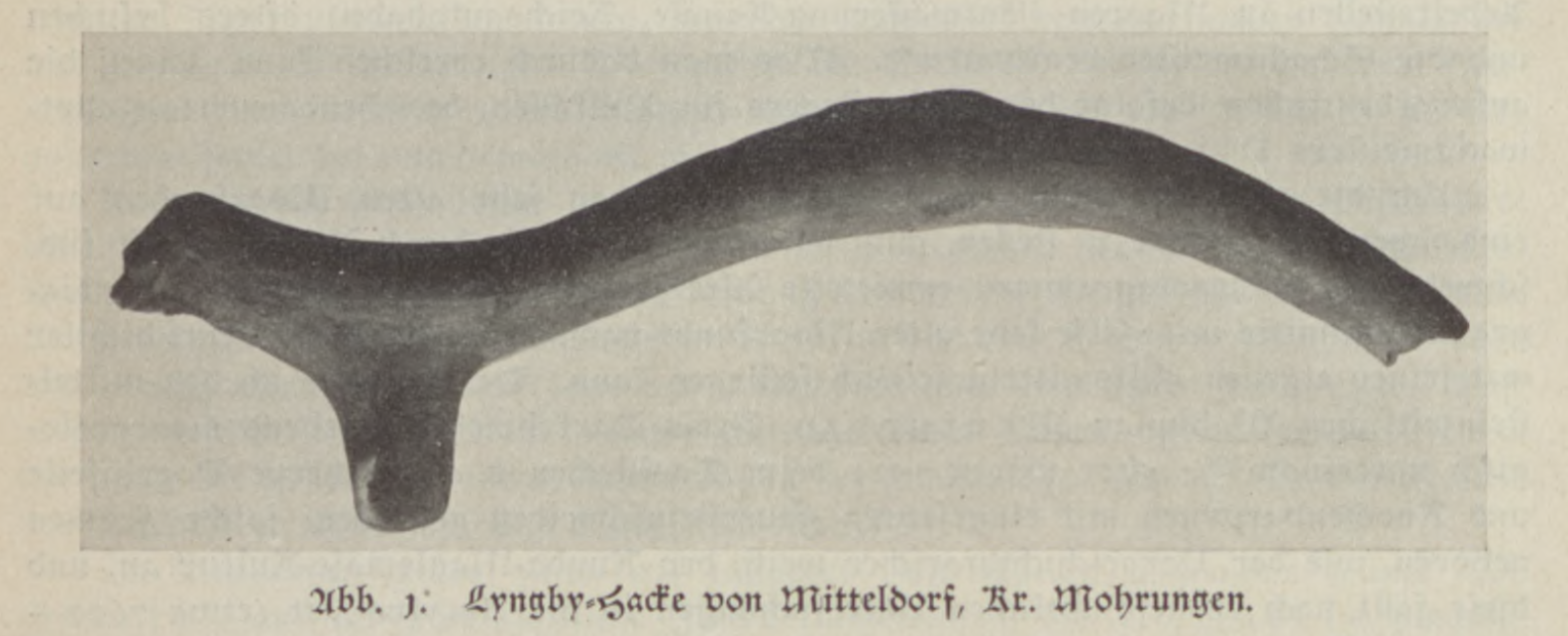
Datowana na okres preborealny, wykonana z rogu renifera motyka typu Lyngby (niem. Lyngby-hacke) znaleziona w Międzychodzie, dawny powiat morąski

Po ostatnim zlodowaceniu, tj. zlodowaceniu północnopolskim, kiedy Morze Bałtyckie było jeszcze Bałtyckim Jeziorem Lodowym, pierwszą kulturą epoki kamienia, w obrębie której mogło znajdować się miejsce, gdzie później założony był Dobrocin, była egzystująca na pograniczu tundry i tajgi kultura Lyngby (ok. 11 800 lat p.n.e. – 10 800 lat p.n.e.). Istniała na szelfie południowego Bałtyku (poszerzonym na skutek cofnięcia się morza) aż do Litwy i jej ślady odkryto dalej na południe, na przykład na bagnie Całowanie. Znaleziska organiczne z Niżu Polskiego z późnego plejstocenu dochowały się do naszych czasów w małej ilości, bo w glebach piaszczystych ulegały rozkładowi.
Łowcy kultury Lyngby wzięli udział w tworzeniu kultury świderskiej (ok. 10 600 lat p.n.e. – 9 600 lat p.n.e.), również obecnej na terytorium północno-wschodniej Polski. Zwierzęciem dominującym był wtedy renifer, który przetrwał na tym obszarze do początku okresu borealnego (ok. 7 000 lat p.n.e.). Później tereny te były miejscem zamieszkania przedstawicieli kultury kundajskiej (ok. 8 500 lat p.n.e. – 5 000 lat p.n.e.), kultury janisławickiej (ok. 6 000 lat p.n.e. – 5 000 lat p.n.e.), kultury pucharów lejkowatych (TRB) (ok. 4 300 lat p.n.e. – 2 800 lat p.n.e.), kultury amfor kulistych (ok. 3 100 lat p.n.e. – 2 600 lat p.n.e.), kultury ceramiki sznurowej (ok. 3 000 lat p.n.e. – 2 350 lat p.n.e.) i wreszcie, w świetle najnowszych badań, były w zasięgu kultury pucharów dzwonowatych (ok. 2 800 lat p.n.e. – 1 800 lat p.n.e.). Przez cały okres neolitu na terenach Polski północno-wschodniej przetrwała gospodarka zbieracko-łowiecko-rybacka – jedyną istotną innowacją było wprowadzenie ceramiki i pojawienie się kamiennych narzędzi gładzonych. Istnieje przypuszczenie, że w czasie eneolitu tereny te penetrowały niewielkie grupy ludności z tzw. strefy leśnej, np. kultury ceramiki dołkowo-grzebykowej..
Kilka kilometrów na północ od Dobrocina, w pobliżu miejscowości Rolnowo, znaleziono neolityczny drapacz krzemienny, a na południowo-wschodnim skraju Lasów Dobrocińskich znaleziono na piaszczystej hałdzie toporek z poroża jelenia z obustronnie wierconym otworem i jednostronnie uciętym ostrzem z wyświeconą powierzchnią, o długości 11,5 cm. Kolejny drapacz krzemienny znaleziony został na wschodnim skraju Lasów Dobrocińskich.

### Epoka brązu

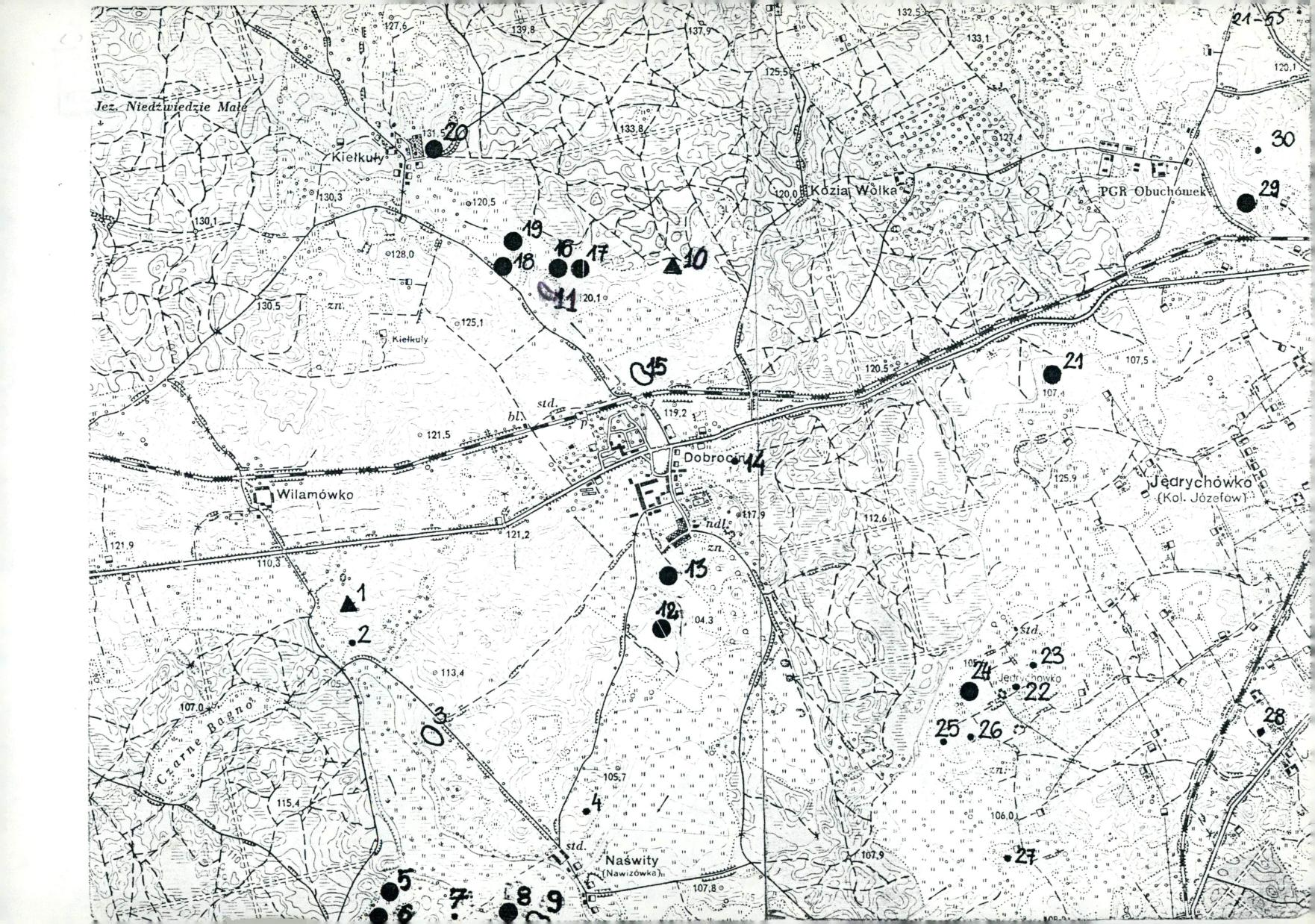
Stanowiska archeologiczne wokół Dobrocina

Na podstawie znalezisk po 2008 roku można stwierdzić występowanie na tych terenach grupy społecznej łączącej u progu II okresu epoki brązu (1 600 lat p.n.e. – 1 300 lat p.n.e.) wpływy (post)unietyckie i (wczesno)mogiłowe oraz przenikające z terenów zakarpackich i Wysp Brytyjskich, zapewne przy udziale formującego się kręgu nordyjskiego. Analiza izotopów odnalezionych w regionie sugeruje, że brąz pochodził z Mitterbergu w Austrii, Alp Włoskich i Wielkiej Brytanii. Przynajmniej jeden z brązów może też reprezentować miedź typu Fahlerz z Północnego Tyrolu. Wśród potencjalnych źródeł wymienia się też Słowację. Ponadto kilkaset brązów ze Skandynawii również wykazuje ten sam wzór izotopów ołowiu i skład pierwiastkowy co brązy z Warmii.
W młodszej epoce brązu na tych terenach występowała tzw. grupa warmińsko-mazurska kultury łużyckiej (ok. 1 300 lat p.n.e. – 400 lat p.n.e). Znane są przypadki wznoszenia kurhanów przez ludność tej grupy synchronizujących czasowo z płaskimi cmentarzyskami tej ludności.
Po niej pojawiła się kultura kurhanów zachodniobałtyjskich, która rozwijała się do wczesnej epoki żelaza (ok. 600 lat p.n.e. – 50 lat p.n.e.). Wtedy to przywędrowały tu grupy ludności, które dały prawdopodobnie początek formowaniu się nadmorskiego odłamu Bałtów. Jedną z cech charakterystycznych tej kultury było zakładanie przez tamtejszą ludność niewielkich osad obronnych, niekiedy na jeziorach, na sztucznych wyspach utworzonych z zatopionych pni o powierzchni do 3 arów. Zmarłych palono, a ich szczątki umieszczano w popielnicach, w grobach budowanych niekiedy z płyt kamiennych i nakrywanych nasypem kurhanu. Produkcja rzemieślnicza była rozwinięta w niewielkim tylko stopniu, a rolnictwo odgrywało mniejszą niż hodowla rolę w gospodarce.
W pobliżu miejscowości Anin, kilka kilometrów na północ od Dobrocina, znaleziono jeden fragment ceramiczny z epoki brązu. Według literatury przedmiotu znajdowało się tutaj również cmentarzysko kurhanowe z epoki brązu, ale podczas badań w październiku 1989 nie znaleziono jego śladów.

### Epoka żelaza
Na brzegu lasu na północ od Dobrocina znajduje się gródek stożkowaty, który mógł należeć do kultury kurhanów zachodniobałtyjskich z wczesnej epoki żelaza.
Na północ od Dobrocina, w okolicach Kiełkut, odnaleziono wydłużony grób kurhanowy, jamę osadniczą z wczesnej epoki żelaza oraz odłamki pochodzące z okresu między wczesną epoką żelaza a Cesarstwem Rzymskim.

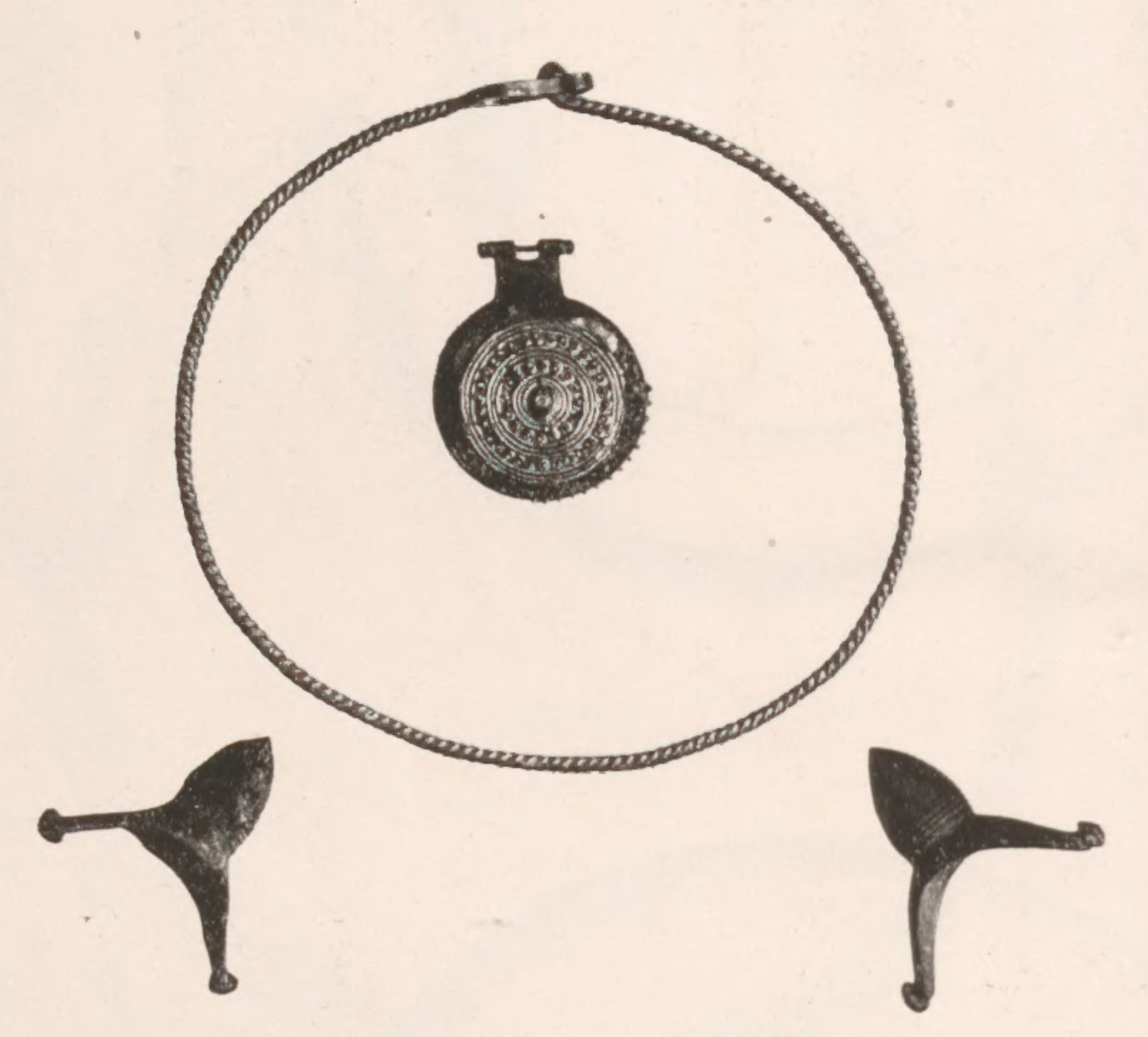
Przedmioty odnalezione w grobie jeźdźca w Dobrocinie

W epoce żelaza na tych terenach pojawiła się polietniczna kultura wielbarska (I – V wiek n.e.), zwana też gocko-gepidzką. Goci, wędrując wzdłuż Wisły i Bugu, zasiedlali tylko pustki, respektując stan posiadania ludności tubylczej, z czasem asymilując autochtonów.
Należący do kultury wielbarskiej pochówek szkieletowy z okresu rzymskiego (około III w. n.e.) odkryto czasie eksploatacji żwiru na zachód od Dobrocina, koło Wilamówka, w 1924 roku. Zachowane z pochówkiem przedmioty, takie jak złoty naszyjnik, ostrogi z brązu, pozłacana kapsułka, pozwalają sądzić, że był to grób wojownika gockiego.
Złoty naszyjnik z Dobrocina jest największym i najcięższym spośród zachowanych w całości naszyjników typu ÄEG 376 (czyli złotych naszyjników tordowanych z zapięciem gruszkowatym kultur wielbarskiej, przeworskiej czy luboszyckiej).
Naszyjnik jak i kapsułka znajdują się dziś w Muzeum Prus Wschodnich (niem. Ostpreußisches Landesmuseum) w Lüneburgu (numer inwentarza odpowiednio 8000/87a i 8000/87b).
Niedaleko na południe od miejsca, gdzie znaleziono grób jeźdźca, znajduje się inne stanowisko archeologiczne, gdzie znaleziono 2 fragmenty ceramiczne z wczesnego średniowiecza. Dalej, na południowy zachód od Dobrocina w kierunku wsi Naświty, znajduje się stanowisko archeologiczne, gdzie odnaleziono ślady osady kultury wielbarskiej – 8 fragmentów ceramicznych i fragment przęślika. Znaleziono tam również fragmenty ceramiczne z wczesnego średniowiecza i późnego średniowiecza.

### Średniowiecze

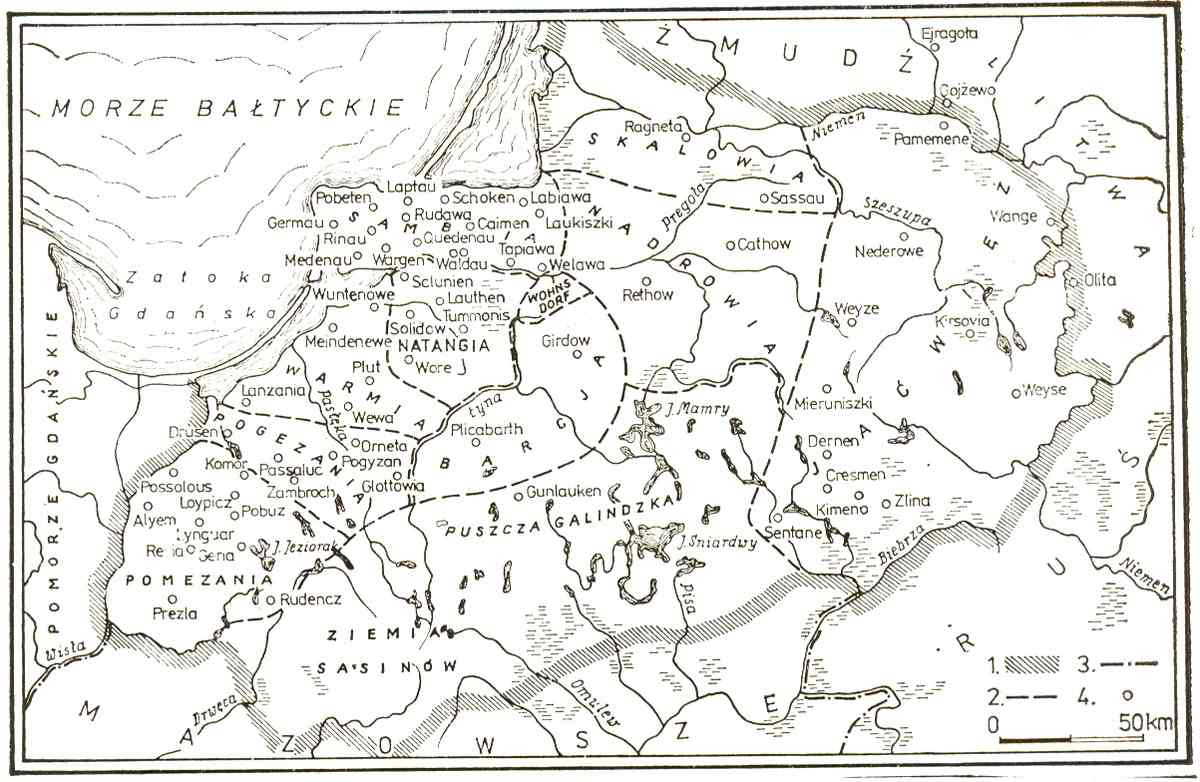
Podział plemienny Prus w XIII wieku według Henryka Łowmiańskiego

W trzech pierwszych wiekach naszej ery uformował się na terenie obejmującym dzisiejsze województwo warmińsko-mazurskie i część sąsiednich szereg mniejszych i większych zespołów typu plemiennego. Grupy te w VI i VII wieku wytworzyły 3 główne wspólnoty odpowiadające początkowym formom związków plemiennych:
- Zespół galindzki
- Zespół jaćwieski
- Zespół estyjski – w którego skład weszły Sambia, Skalowia, Nadrowia, Natangia, Warmia, Pogezania i Pomezania

To właśnie zespół estyjski został później nazwany Prusami.
Miejsce, w którym założony był później Dobrocin, znajdowało się w Pogezanii (od Pagudian – kraj porośnięty zaroślami).
Na wschodnim skraju Lasów Dobrocińskich odnaleziono 15 fragmentów ceramicznych z VII–XI wieku.

#### Monety arabskie

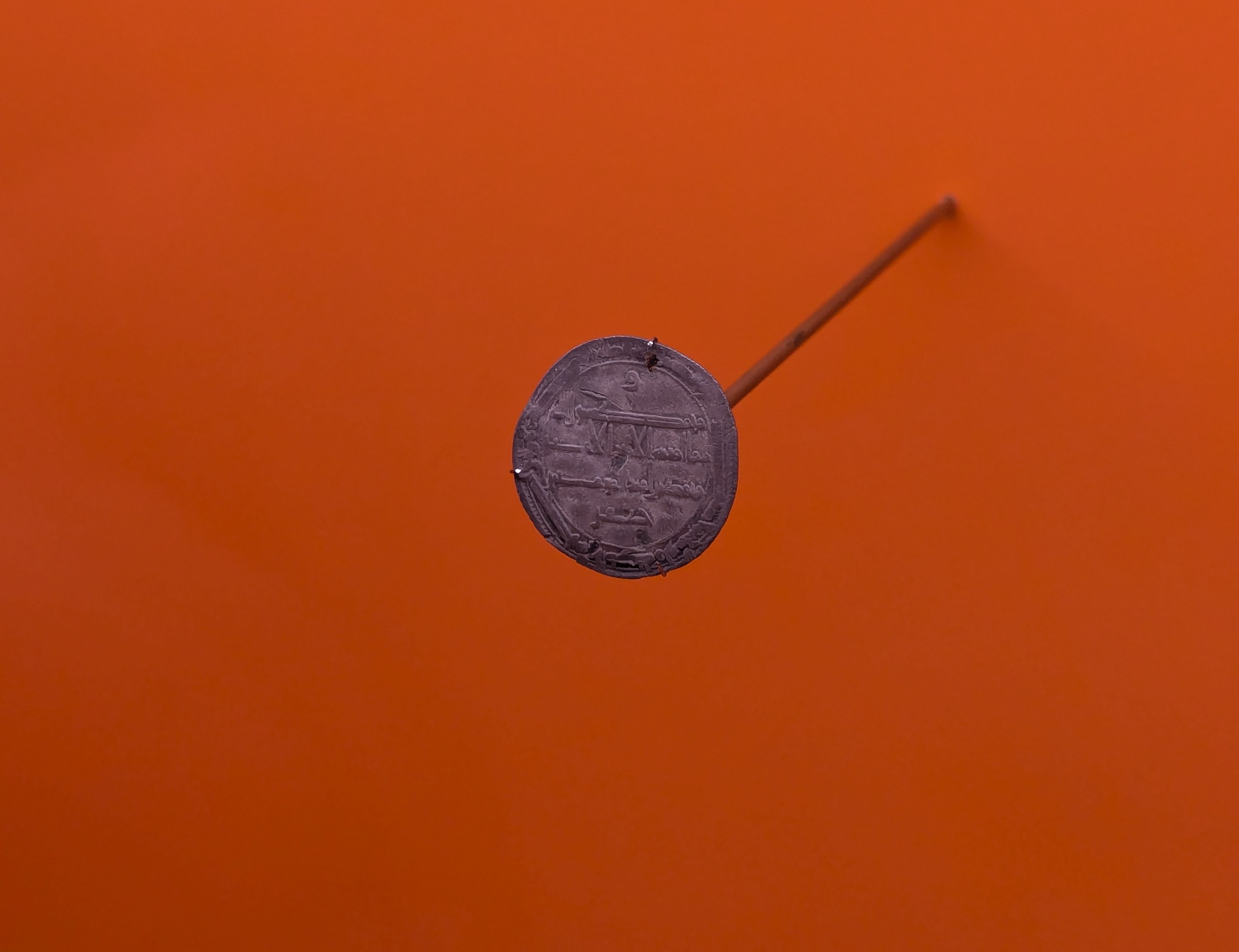
Znaleziony w Dobrocinie srebrny dirham arabski

W pobliżu Dobrocina znajdowano urny i pieniądze, m.in. arabskie monety z VII wieku. Znaleziska monet arabskich powszechnie uważane są za przejaw aktywności handlowej kupców związanych z nowym modelem gospodarki towarowo-pieniężnej, jaki pojawił się na początku IX wieku w basenie Morza Bałtyckiego. Ten dopływ srebrnych monet można łączyć z działalnością Wikingów i emporium Truso. W średniowieczu Truso, później Elbląg, łączyła droga handlowa prowadząca przez Morąg aż do portów czarnomorskich. Zanik napływu monet arabskich od strony morza na ziemie pruskie nastąpił na początku X wieku.
Jedną z takich monet jest znaleziony w Dobrocinie srebrny dirham arabski, wybity za czasów Al-Amina, syna Haruna ar-Raszida, w al Muhammadiyyah (dziś Teheran). Jako że jest to moneta cała (a nie pokawałkowana, tzw. siekaniec), wydaje się pochodzić z pierwszej, datowanej na IX wiek, fazy użytkowania srebra arabskiego w Truso, kiedy monety liczono, a nie ważono ich fragmenty.
Moneta ta jest własnością prywatną i obecnie znajduje się w Muzeum Prus Wschodnich w Lüneburgu (numer inwentarza 8044/88).

#### Podbój Prus przez zakon krzyżacki
W 1228 roku Konrad I Mazowiecki sprowadził zakon krzyżacki na pogranicze polsko-pruskie dla ochrony szlaku wiślanego przed Prusami.
Teren Prus Górnych, zwany też Starymi Prusami, zamieszkiwany przez pruskie plemiona Pogezanów i Pomezanów, był pierwszą częścią Prus zajętych w XIII wieku przez zakon wspierany przez książąt i rycerzy polskich, głównie z Mazowsza i Pomorza. W trakcie podbojów Prus przez zakon krzyżacki, Pogezanie stawiali zacięty opór. W 1239 roku zostali podbici w trakcie wyprawy z udziałem księcia Ottona z Brunszwiku.
Dobrocin znalazł się w diecezji pomezańskiej, utworzonej 28 lipca 1243 roku decyzją legata papieskiego Wilhelma z Modeny i zatwierdzonej przez papieża Innocentego IV 30 lipca 1243 roku, pozostając jej częścią do 1525 roku.
Na mocy układu w Dzierzgoniu z 1249 roku tereny aż po rzekę Pasłękę stały się częścią państwa zakonnego. Późniejszy rejon morąski podlegał komturom w Elblągu.
Pogezanie brali udział w obu wielkich powstaniach pruskich oraz w wywołanym przez siebie powstaniu w 1276 roku, po którym przestali istnieć w wyniku represji krzyżackich, kiedy to plemię z wyjątkiem nielicznych, którzy schronili się na Litwie w okolicach zamku Grodno, zostało wybite lub wzięte do niewoli. Po zdławieniu wielkiego powstania Prusów (1260–1274) obszar Pogezanii stał się miejscem ożywionej działalności kolonizacyjnej zakonu, w wyniku której jego większość znalazła się w obrębie komturii elbląskiej.
Zakon opanował militarnie obszary późniejszych Prus Wschodnich oraz dzisiejszej Łotwy i Estonii tworząc z tych ziem własne państwo. Wabiona dużymi obietnicami przybywała z zachodu ludność niemiecka, zamieszkując początkowo głównie zamki i miasta, a potem wieś. Niemieccy koloniści byli tu uprzywilejowani, a podstawowe masy ludności pruskiej pozostawały w stanie niewolnym. Osadnictwem kierowali zazwyczaj komturowie.
Napływ kolonistów z czasów niemieckich zakończył się przed 1350 i zaczęto wówczas przyjmować ludzi innych narodowości, w tym również Polaków.
W okolicach Dobrocina miała znajdować się pruska osada o nazwie Padis lub Padysze, a na północ od wsi znaleziono 4 fragmenty ceramiczne z XI–XII wieku.

#### Założenie Dobrocina
Dobrocin założony został przez zakon krzyżacki (komturstwo elbląskie) w 1265 roku w pobliżu dawnego szlaku handlowego, wiodącego z Mazowsza do Elbląga. Wieś lokowana była na 81 włókach (około 1360 ha) na prawie chełmińskim i zapewne była czynszowa.
Wsie zakładano na zanikłych polach pruskich lub najczęściej na tzw. surowym korzeniu, tj. na obszarach leśnych.

### XV–XVIII wiek

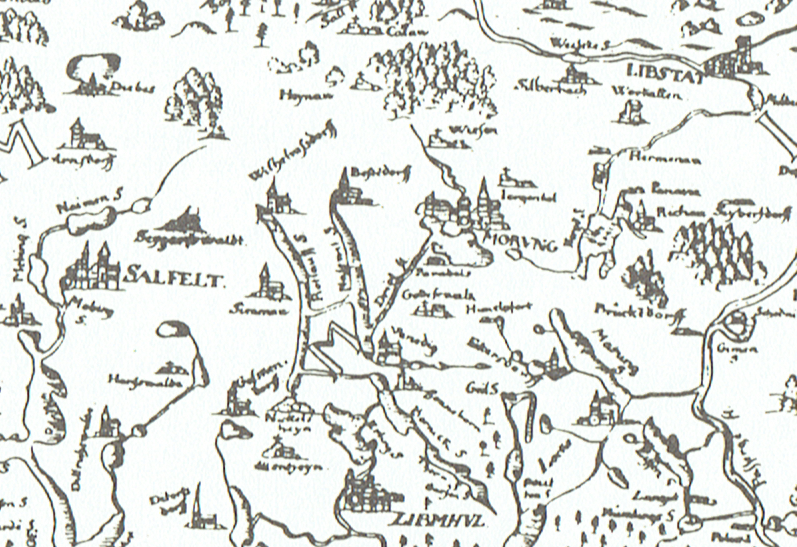
Dobrocin (Bestendorf) na mapie Hennebergera z 1576 roku. Widoczna jest m.in. rzeka Drela oraz dziś nieistniejące jezioro koło Naświt (niem. Naasewitt)

Już około roku 1380 zaczął wzmagać się ucisk gospodarczy i społeczny w mieście, jak i na wsi, co powodowało ucieczkę zwłaszcza niewolnej ludności pruskiej z dotychczasowych siedzib do niemieckich wsi i miast. Jeszcze większy kryzys nastąpił po klęsce grunwaldzkiej. Powoływane do częstej służby wojennej rycerstwo zaczynało się buntować i szukać kontaktów z Polską. Sytuację pogorszyły nieurodzaje i epidemia dżumy w 1420 roku. W całym państwie zakonnym epidemia z 1427 roku zabrała 18 tysięcy dzieci, 5 tysięcy służby, 38 tysięcy mieszczan i szlachty, 560 księży oraz 183 braci zakonnych.
Dobrocin pojawia się w zapiskach zakonu (niem. Zinsbuch) z 1406 roku. Według źródeł zakonu z 1437 roku Dobrocin miał 81 łanów (niem. Hufe). Odnotowano, że wysłano z niego do Holandii 81 korców karmy dla kurczaków (niem. Hühnerhafer).
W 1454 wybuchła wojna trzynastoletnia między państwem zakonu krzyżackiego a Koroną Królestwa Polskiego. Rozpoczęta na skutek poparcia przez Polskę Związku Pruskiego skierowanego przeciwko zakonowi krzyżackiemu zakończyła się w 1466 roku zwycięstwem Królestwa Polskiego i drugim pokojem toruńskim. Akces pobliskiego Morąga do Związku Pruskiego został podpisany w 1446 roku przez burmistrza Marcina Gotschalka. W wojnie zakon krzyżacki posługiwał się licznymi wojskami najemnymi, głównie z krajów niemieckich, a także z Czech i Moraw. Długotrwała wojna wyniszczyła kraj. Po wojnie tej, od 1466, Dobrocin pozostał w granicach Prus Zakonnych, które stanowiły lenno Polski. Zakon po klęsce był niewypłacalny i swoich wierzycieli-zaciężników musiał zaspokajać wielkimi nadaniami. Wszystkie posiadłości zakonu – z wyjątkiem nielicznych folwarków, włości tych, którzy zginęli lub przenieśli się do Polski, oraz zamków – oddano w zastaw. Odtąd panami kraju stali się obcy najemnicy. Z nich wytworzyła się nowa warstwa szlachty i arystokracji.

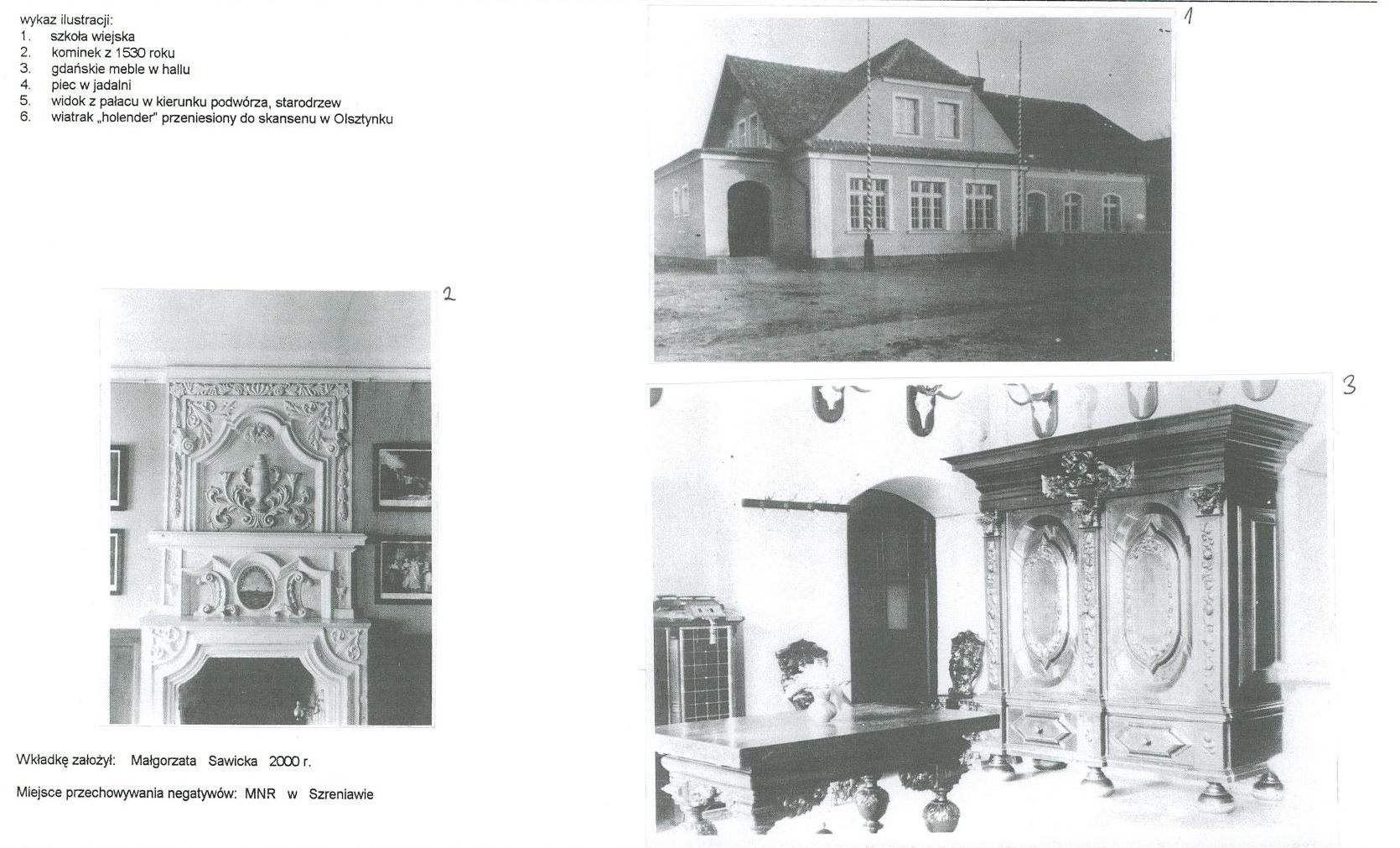
Kominek z 1530 roku w pałacu w Dobrocinie (po lewej) oraz gdańskie meble w holu (po prawej na dole); szkoła wiejska (po prawej na górze)

Jednym z nich był szlachcic pruski Janik von Perband (Przebędowski lub Przebendowski, niem. Jenke/Jänichen von Prebendau), który w roku 1466 podpisał drugi pokój toruński jako Joannes Przebendoffski. Rok później komtur pasłęcki Heinrich Reuss von Plauen nadał mu na prawie magdeburskim wieś Wilamowo – za wierność Zakonowi w czasie wojny polsko-krzyżackiej. Od tego czasu ta linia Perbandów nazwała się von Wilmsdorf (w polskiej literaturze znani jako Wilamowscy). W 1527 roku Dobrocin znalazł się w posiadaniu Wilmsdorfów, którzy założyli tu swoją rezydencję, a Wilamowo stało się folwarkiem i wsią szlachecką. Pierwszym właścicielem był Andrzej Wilmsdorf (Andreas von Wilmsdorff auf Bestendorff, zm. około 1567), który w 1527 roku z nadania Albrechta Hohenzollern został właścicielem Dobrocina i Koziej Wólki, oprócz wcześniej należących do niego Wilamowa, Kiełkut, Sambrodu i Leśnicy. Do Wilamowskich należały też rozległe dobra dobrocińskie: w następnych latach przyłączone były Ględy i zamek w Miłakowie. Andrzej Wilmsdorff jest przodkiem m.in. obecnych władców – króla Anglii i króla Belgii.

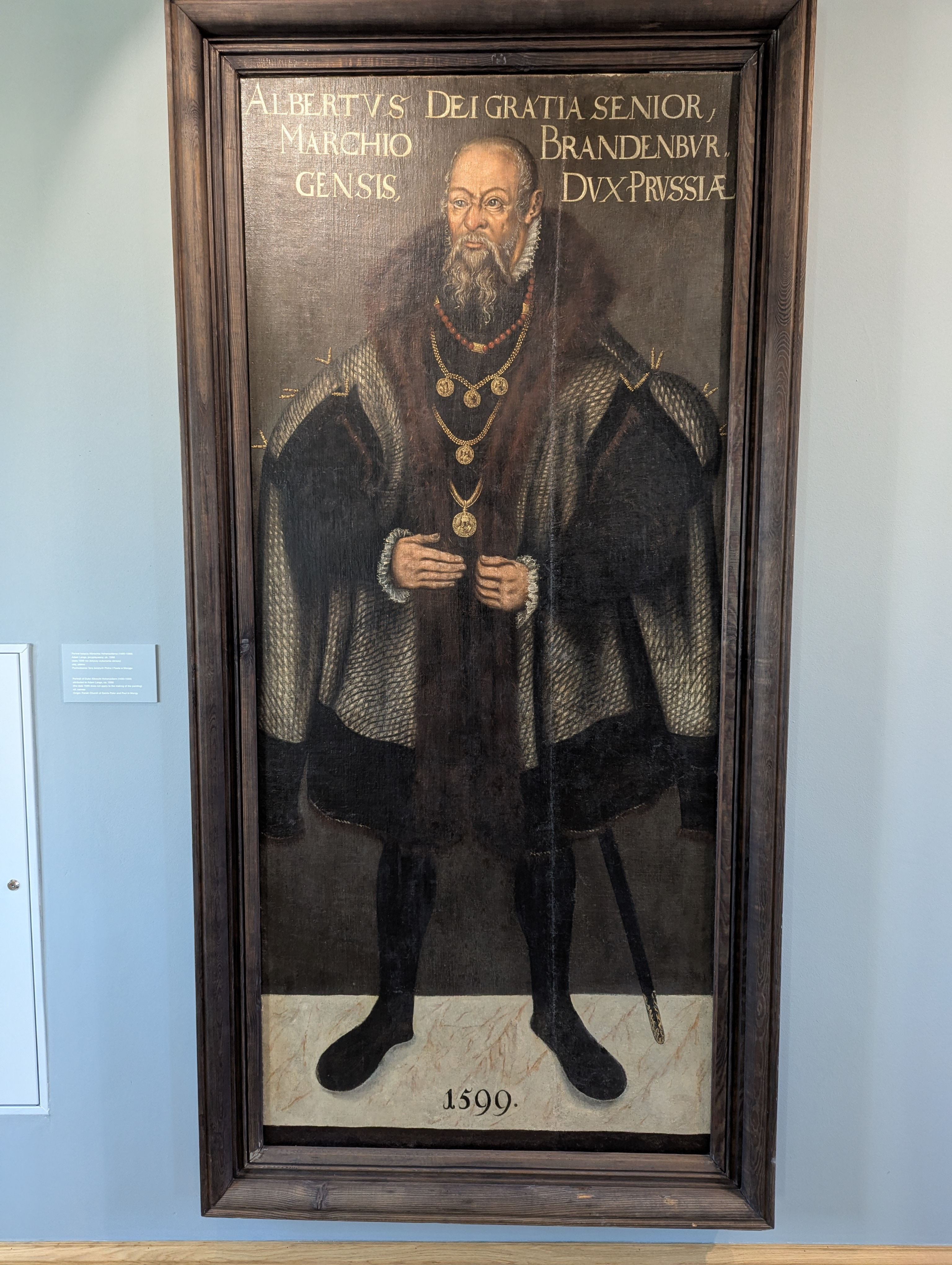
Portret Albrechta Hohenzollerna przypisywany Adamowi Lange w Muzeum Prus Górnych w Morągu

Po sekularyzacji Prus Zakonnych w 1525 roku Dobrocin należał do Prus Książęcych, które do roku 1657 stanowiły lenno Polski. Albrecht Hohenzollern i rycerze zakonni przeszli na protestantyzm. Na miejsce komturstw utworzono trzy okręgi: królewiecki, natangijski i górnopruski . Dobrocin przez kolejne stulecia należał do państwa pruskiego i znajdował się w Prusach Górnych (niem. Oberland) – formalnie okręg górnopruski istniał do 1752 roku.
Jeszcze w połowie XVI stulecia ludność pruska, chociaż w dalszym ciągu upośledzana przez rządy niemieckie, stanowiła  na terenie przyszłego powiatu morąskiego większość. Używano jej do najcięższych posług i kolonizowania pustkowi, gdzie mieszała się z ludnością obcoplemienną, niemiecką lub polską. Nieliczna warstwa szlachecka już dawno uległa zniemczeniu. Prusowie na ogół pozornie przyjmowali religię chrześcijańską, skrycie trzymając się dawnych obrzędów i zwyczajów (jeden kościół nawet rozebrano ze względu na uprawiane tam „straszne bezbożnictwo”). Chrześcijaństwo bowiem łączyło się w ich pojęciu z uciskiem i niewolą. Z tych samych względów pozostali obojętni wobec idei reformacji.
Ostatni zryw wolnościowy uciemiężonej ludności pruskiej postulującej plan antyfeudalny miał miejsce w Sambii i północnej Natangii jesienią 1525 roku, ale powstanie to zostało zgniecione przez Albrechta. Ogólne pogorszenie doli chłopa nastąpiło w XVI i następnych wiekach, gdy chłop z rodziną stanowili inwentarz pana. Wiele wsi opustoszało, co było jedną z przyczyn rozrastania się własności szlacheckiej.  Wreszcie, w XVII wieku, ludność pruska, pozbawiona oparcia o zwartą etnicznie grupę (jakie miała np. ludność litewska) i pod wpływem różnych klęsk, została pozbawiona zdolności do narodowego bytu i wchłonięta przez ludność niemiecką, co w powiecie morąskim dokonało się w drugiej połowie XVII wieku.

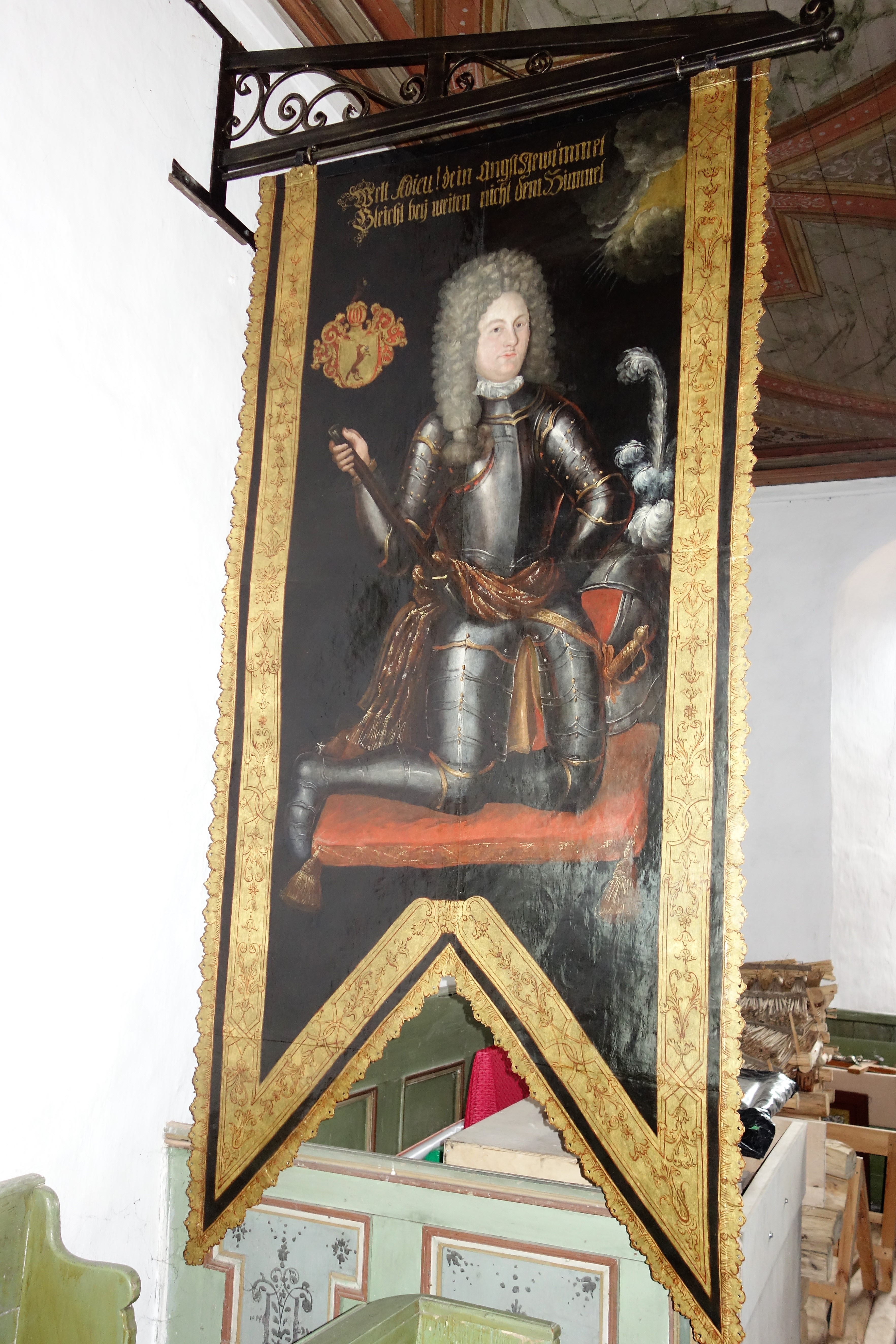
Jost Bernard Wilamowski - flaga pogrzebowa w kościele św. Krzyża w Szestnie

W 1578 roku właścicielem Dobrocina i pozostałych majątków był Samuel von Wilmsdorf (1545–1605), syn Andrzeja i Eufemii. Drugi Samuel von Wilmsdorf (zm. 1688) był właścicielem Dobrocina w 1653 roku i w latach 1636–1656 Hauptmannem w Pasłęku (niem. Preußisch Holland). Trzeciego Samuela wymienia się w 1697 roku jako pana na Dobrocinie i Kiełkutach. W 1685 roku został Amtshauptmannem w Szestnie i pułkownikiem brandenburskim. Miał dwóch synów, przez co powstały dwie linie Wilmsdorfów. Jednym z nich był Jost Bernard Wilamowski (niem. Justus Bernhard von Wilmsdorff, starosta na Szestnie).
Prusy Górne szczególnie ucierpiały w wojnach szwedzkich. Ludność musiała płacić zwiększone podatki na wojsko, a kraj zajmowały coraz to inne oddziały: Szwedzi, Niemcy brandenburscy, Polacy. Na wieść o zbliżaniu się wojsk, obojętnie jakich, chłopi uciekali z resztkami dobytku do lasów. Potem przyszły nieurodzaje i głód, a epidemie prawie nie wygasały. Pod koniec XVII wieku w morąskich wsiach były ogniska epidemii tyfusu, dżumy, dyzenterii. We znaki dała się epidemia dżumy w latach 1709–1711. W pobliskim Raju z powodu dżumy zmarli wszyscy mieszkańcy. O położonej nieco na północ od Dobrocina wsi Chojnik wiadomo, że „jak cała okolica, [...] został zniszczony w czasie wojny trzynastoletniej, następnie ludność ucierpiała podczas wojen szwedzkich, a później napoleońskich. Nie ominęła wsi epidemia dżumy w latach 1709–1711, jak również epidemia cholery azjatyckiej w połowie XIX wieku”. W okręgu morąsko-miłakowskim dżuma z 1709–1711 zabrała 876 ofiar, a cholera, przywleczona przez tłumiące powstanie listopadowe w sąsiednim Królestwie Polskim wojska Dybicza, tylko w Morągu powaliła setki osób. W latach 1831, 1848, 1852 i 1873 wprowadzano w Prusach kwarantannę dla poszczególnych powiatów, miast i domów.
W 1702 roku Jost Bernard Wilamowski, w zamiarze pomnożenia dochodowości swych dóbr na 30 włókach tzw. nowizn leśnych osiedlił chłopów: Zygmunta Łupieńskiego, Bartłomieja Dyktorowskiego, Andrzeja Gansłowskiego, Michała Grzecha, Wojtka Ranta, Macieja Stasia, Michała Krupę, Jakuba Górnego, Adama Fręckowskiego i Pawła Kiepera. Być może na tych włókach powstał później jeden z folwarków Dobrocina.

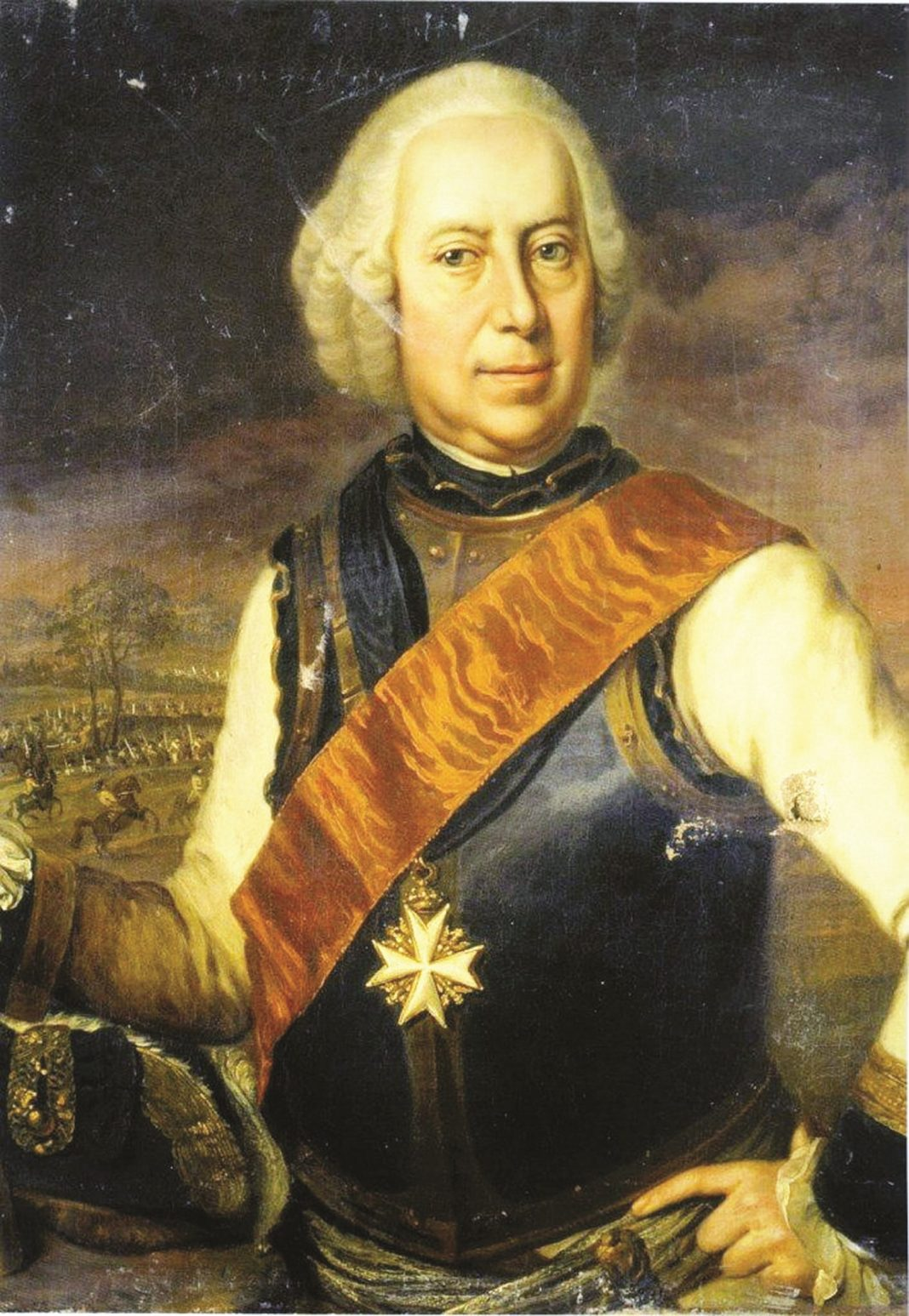
Fryderyk Leopold von Geßler

W 1748 roku majątki zostały oddane pod zastaw za 55 000 florenów pułkownikowi pruskiemu Wulfowi Krystianowi Henrykowi von Natzmer, który z kolei odstąpił ten zastaw za tę samą sumę swojemu teściowi Fryderykowi Leopoldowi von Geßler , który piastował stanowisko feldmarszałka (niem. Generalfeldmarschall) w armii Fryderyka Wielkiego. Wreszcie w 1752 roku Wilmsdorfowie sprzedali te dobra Gesslerowi na własność dziedziczną.
W 1752 roku zmieniono podział administracyjny z roku 1525, a leżący do tej pory w okręgu górnopruskim (der Oberländische Kreis, circulus Hockerlandiae) Dobrocin znalazł się w granicach nowego powiatu morąskiego (Kreis Mohrungen). Nazwa Prusy Górne (niem. Oberland) przetrwała jednak przez kolejne dwa stulecia jako potoczne określenie terenów między Warmią a zachodnią granicą prowincji Prusy Wschodnie.

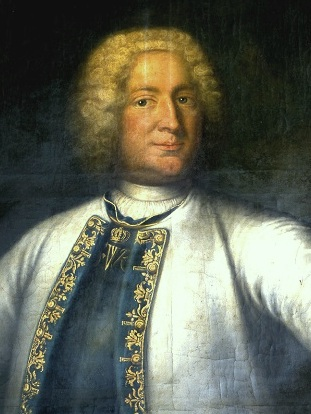
Friedrich Ludwig I Truchseß von Waldburg

Tego samego roku majątek nabył stolnik Rzeszy i pruski generał-major Friedrich Ludwig I Truchseß von Waldburg (zm. 1777). Wieś w 1785 roku bez folwarków liczyła 38 domów, znajdowała się na terenie powiatu w Morągu (niem. landrätliche Kreis), należała do jurysdykcji w Zalewie, do parafii w Wilamowie i starostwa (niem. Haupt-Amt) w Przezmarku (niem. Preußisch Mark), a na jej terenie znajdował się pałac. Córka Friedricha, Amalie von Waldburg, poślubiła w 1776 roku w Dobrocinie przedstawiciela rodu Dohnów, do którego to rodu należał pałac w Morągu – Ludwiga zu Dohna-Lauck. W 1792 roku syn Friedricha, Karl Friedrich Ernst von Waldburg, sprzedał dobra dobrocińskie Ludwigowi Friedrichowi von Domhardt za 30 tysięcy talarów. W wydanej w 1803 roku książce Prusy. Relacja z podróży Oberlandczyka Johann Christoph Wedeke opisuje swoje przybycie do Dobrocina, niedawno zakupionego przez von Domhardta – ogród określa jako jeszcze nieuprzątnięty, a mur jakby „miał się obalić”, ale oczekuje rychłej poprawy, bo we dworze i przy budynkach gospodarczych „uwijali się robotnicy budowlani”.

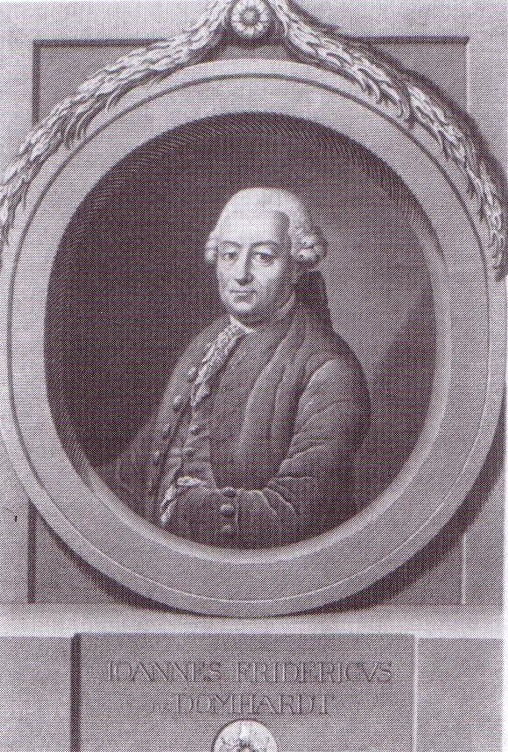
Johann Friedrich von Domhardt

Do von Domhardta należał także nabyty na licytacji w 1796 lub 1798 roku klucz Sambród z pięcioma folwarkami. W obawie przez rozdrobnieniem dóbr, Otto Henryk von Domhardt przekształcił je w ordynację rodową (fideikomis). Dobra, którym nadano tę formę organizacji, stanowiły wspólny nienaruszalny majątek całego rodu i były źródłem jego utrzymania. Były one dziedziczne, seniorowi rodu powierzano zarząd nimi, ale nie były jego własnością. Majątek Dobrocin skupiał około 20 folwarków i wsi leżących w powiecie morąskim, m.in. Dobrocin, Dobrocinek (Neu Bestendorf), Kozią Wólkę (Klein Bestendorf), Wilamowo i Wilamówko (Gross und Klein Wilmsdorf), Leśnicę (Freiwalde), Wielki i Mały Sambród (Gross und Klein Samrodt), Stare i Nowe Kiełkuty (Alt und Neu Kelken). Dobra te tworzyły niepodzielną całość, jedynie klucz Sambród przez pewien czas miał samodzielną administrację.
Ojcem Ludwiga Friedricha i Ottona Henryka był Johann Friedrich Domhardt (1712–1781), Nadprezydent Prus Wschodnich i Zachodnich, sprawny administrator odpowiedzialny za projekty budowlane, ale również za wdrażanie praw antysemickich. Pod jego nadzorem podjęto prace nad budową kanałów łączących mazurskie jeziora, w tym nieudaną próbę budowy Kanału Mazurskiego. W 1771 roku Fryderyk Wielki nadał mu dziedziczny tytuł szlachecki. Po śmierci Johanna Friedricha w Królewcu jego prochy złożono w Dobrocinie.
Omawiane wyżej stulecia pozostawiły po sobie w okolicach Dobrocina niewiele zabytków archeologicznych. Na polach tuż na północ od Dobrocina znajduje się zniszczone stanowisko archeologiczne, gdzie odnaleziono 30 fragmentów ceramicznych z XV–XVI wieku, a na południowo-wschodnim obrzeżu wsi odnaleziono 2 fragmenty ceramiczne z późnego średniowiecza. Na południe od Dobrocina znajdują się dwa stanowiska archeologiczne, gdzie znaleziono 7 fragmentów ceramicznych z XV–XVII wieku i 7 z XVII–XVIII wieku.

### 1800–1918

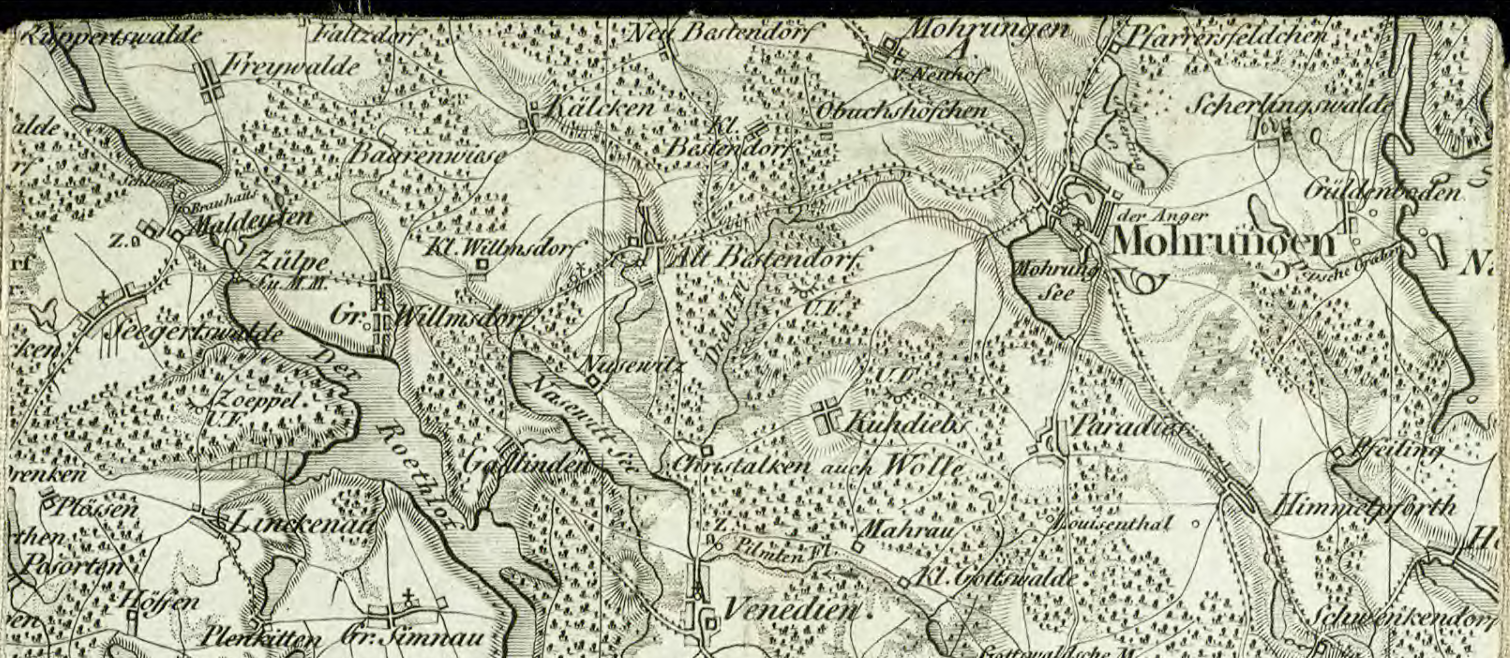
Dobrocin na mapie Schröttera z 1809 roku. Widać też położenie wiatraka na zachodnim skraju wsi

W początkach XIX wieku rozwój gospodarczy zahamowały wojny napoleońskie. Wojska francuskie zajęły powiat morąski w połowie stycznia 1807 roku i przebywały w okolicy do grudnia tego roku. Kwaterunki, podatki i kontyngenty zrujnowały ludność miast i wsi.
W obawie przez anarchią i katastrofą gospodarczą, w chwili wielkiego zubożenia ludności, rząd pruski wydał w 1807 roku edykt o zniesieniu pańszczyzny i poddaństwa, zakazując rugowania chłopów z zajmowanych przez nich ziemi. Przez kolejne lata jednak ograniczono skutki tego edyktu pod wpływem wielkich obszarników, zezwalając na warunkowe rugi i wprowadzając ograniczenia w uwłaszczeniu.
Od 1818 do 1945 roku Dobrocin należał do powiatu morąskiego o nowych, mniejszych granicach. Z bardzo małymi zmianami granice te przetrwały do drugiej połowy XX wieku.
W 1820 Dobrocin był wsią o charakterze rolniczym (niem. Bauer-Dorf), miał 28 domów i 176 mieszkańców, należał do parafii w Wilamowie. Właścicielem był Otto Henryk von Domhardt, który zmarł w 1835 roku.
W 1821 roku wydano ustawę o separacji i podziale wspólnot wiejskich. Ustawa, określająca również tryb przeprowadzenia komasacji gruntów, miała doniosłe znaczenie dla upowszechnienia nowoczesnej gospodarki rolnej, gdyż likwidując szachownicę gruntów chłopskich umożliwiła zerwanie z przestarzałą trójpolówką. Na podziale wspólnot i komasacji wyszły najlepiej wsie królewskie; odtąd każdy chłop mógł gospodarzyć osobno na wymierzonych gruntach. Sporo chłopów wyprowadziło się ze zwartej ciasnoty wiejskiej na tzw. kolonie, co znacznie usprawniło gospodarkę i uczyniło ją bardziej rentowną. Akcja ta trwała w powiecie do około 1860 roku.
Według niemieckiej statystyki narodowej w 1825 roku na terenie wiejskim powiatu morąskiego było 883 Polaków (8,8%), a później liczba ta spadała. Ze zniknięciem Polski z mapy Europy coraz bardziej słabły polskie wpływy kulturalne, a szlachta polska nie odgrywała w powiecie niemal żadnej roli, jako że popadła w długi i została zlicytowana lub uległa całkowitej germanizacji.
Od 1829 roku deputowanymi powiatów byli wyłącznie wielcy właściciele (z wyjątkiem lat 1919–1926, kiedy funkcję tę sprawował nauczyciel Salitter z Brzydowa), w tym właściciele majoratów Domhardt na Dobrocinie, np. Alfred von Domhardt w latach 1842–1858.
W latach trzydziestych i czterdziestych XIX wieku Prusy Górne nawiedziły nieurodzaje i epidemia cholery. Panował głód i niedostatek. Warunki te sprzyjały dalszej kumulacji własności rolnej i za bezcen wykupowano ziemię od chłopów i zakładano na niej folwarki.
W 1848 roku Dobrocin miał 19 gospodarstw domowych z 260 mieszkańcami, by w 1858 roku osiągnąć liczbę 275 mieszkańców. Najbliższa poczta znajdowała się w Morągu.
W roku 1850, w obawie przed rozruchami, rząd pruski zdecydował się na ostateczne zniesienie pańszczyzny. Chłopi musieli jednak w krótkim terminie spłacić pieniężną równowartość dotyczasowych świadczeń i popadali w zadłużenie, z braku gotówki odstępując obszarnikom znaczną część swych gruntów. Reforma uwłaszczeniowa przysporzyła zatem junkierstwu wielu tysięcy hektarów ziemi chłopskiej i milionów talarów z opłat i procentów.
Do swojej śmierci w 1856 roku właścicielem dobrocińskiego majątku był urodzony w 1792 roku Alfred Gustav Friedrich von Domhardt, syn piastującego stanowisko Prezydenta Izby Wojennej (niem. Kammerpräsident) w Królewcu Ludwiga Friedricha von Domhardt i hrabianki Agnieszki Teresy Honoraty von Leszczyc Radolino Radolińskiej, o której pisano, że mówiła doskonale po niemiecku i francusku. Był ojcem piątki nieślubnych dzieci, urodzonych w latach 1819–1836 przez młodszą od niego o pięć lat pokojówkę z Woryn (niem. Worienen) Elisabeth Zimmer oraz ośmiorga ślubnych dzieci, urodzonych w latach 1841–1852, których matką była poślubiona w 1840 roku w Książniku (niem. Herzogswalde) Francisca Wilhelmine Emilie Ida Maria of Rosenberg-Gruszinsky, młodsza od niego o 21 lat. Dobra przejął jego syn, urodzony w 1842 roku Alfred Ludwig Franz Friedrich von Domhardt.

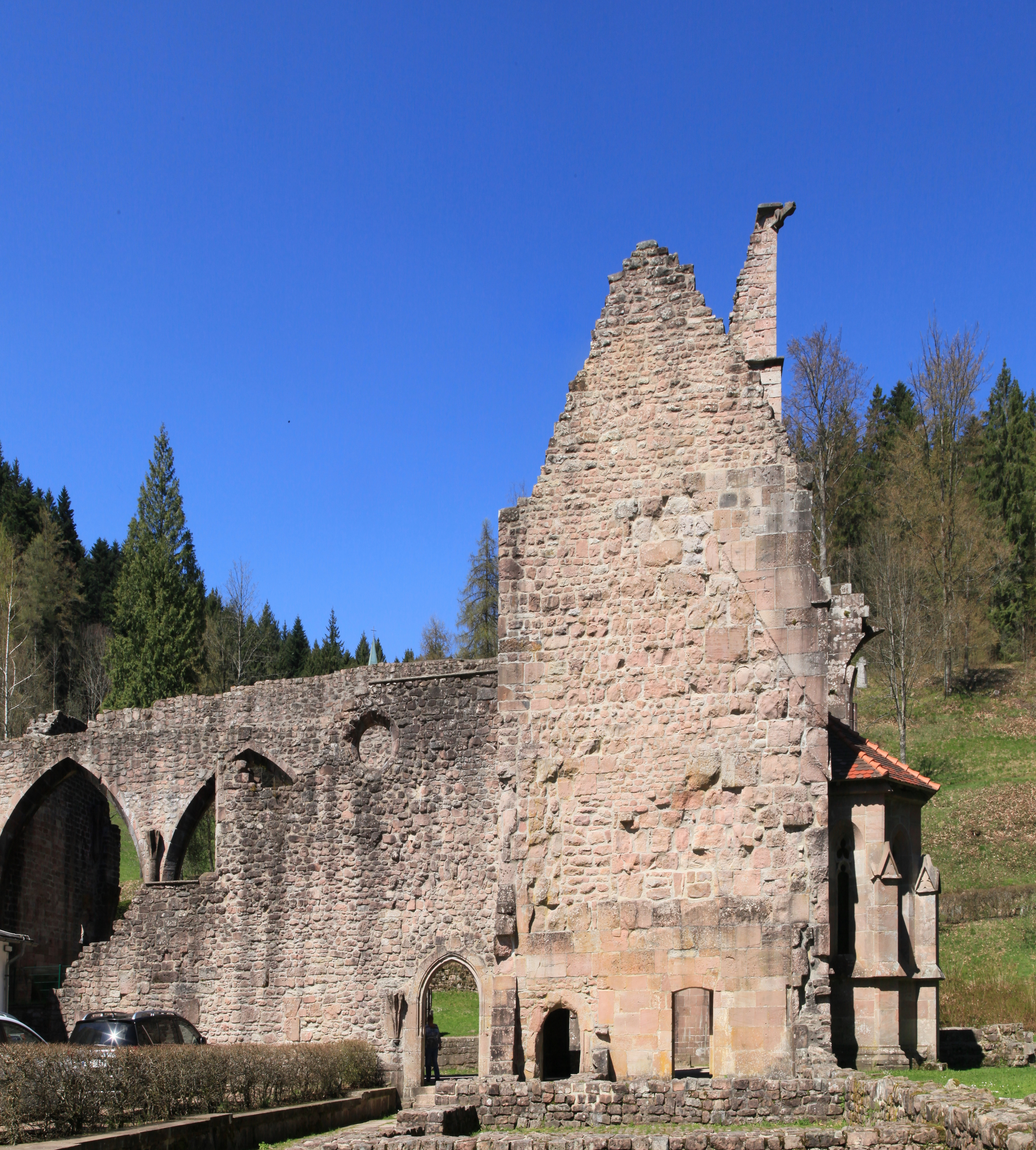
Opactwo w Oppenau. W oddali na wzgórzu widać krzyż Domhardtów

W 1861 roku zmarła najstarsza z ósemki dzieci, urodzona w 1841 roku Johanna Therese Wilhelmina Augusta. Jej brat, Alfred Ludwig Franz Friedrich, student prawa, zginął w 1862 roku wspinając się na wieżę opactwa wszystkich świętych (niem. Kloster Allerheiligen) w Oppenau w Czarnym Lesie. Jego ciało sprowadzono do Dobrocina. Właścicielem majątku został jego brat, urodzony w 1847 roku Gebhard Lebrecht Fürchtegott, o którym wiadomo, że 27 lutego 1869 roku zdał maturę i że 2 marca 1887 roku otrzymał order rycerza honorowego Zakonu Joannitów (niem. Ehrenritter des Johanniterordens, Premier-Lieutenant a. D. und Rittergutsbesitzer). Po śmierci Gebharda przy opactwie wszystkich świętych w Oppenau wzniesiono na pamiątkę braci wysoki na 2,15 m krzyż z napisem „Alfred von Domhardt, 1842 – 1862. Gebhard von Domhardt, 1847 – 1896. Neque dolor erit ultra” (łac. Żaden ból nie byłby większy).

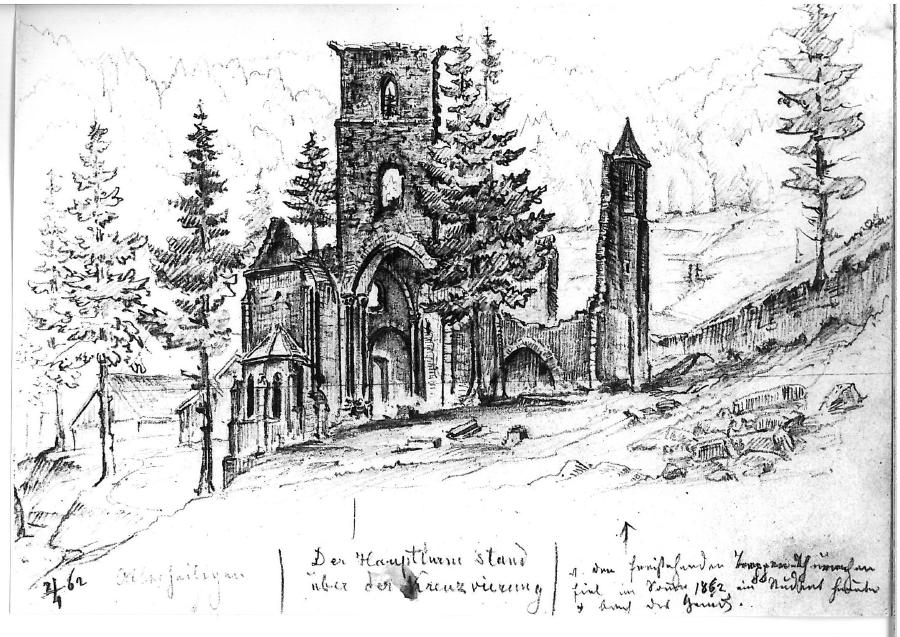
Szkic Gebharda przedstawiający miejsce śmierci brata

W 1871 roku dobra dobrocińskie miały 9142 morgi (2334 ha) ziem uprawnych, 3630 mórg (927 ha) łąk, 366 mórg (93 ha) pastwisk (niem. Hutung), 9264 morgi (2339 ha) lasów, a 119 mórg (30 ha) zajmowały zbiorniki wodne.
Zgodnie z ustawą z 1872 roku o organizacji powiatów pruskich (niem. Kreisordnung für die Provinzen Preußen, Brandenburg, Pommern, Posen, Schlesien und Sachsen vom 13. 12. 1872 am 1.1.1874) w 1874 roku utworzono gminę Dobrocin (niem. Amtsbezirk Groß Bestendorf). Ustawa z 1874 roku o poświadczaniu statusu cywilnego i małżeństwa (niem. Gesetz über die Beurkundung des Personenstandes und die Form der Eheschließung vom 9. März 1874) doprowadziła do stworzenia w tym samym roku w Prusach Wschodnich urzędów stanu cywilnego (niem. Standesamt), w tym w Dobrocinie, na potrzeby gminy Dobrocin. Urzędy te obsługiwali wolontariusze, zazwyczaj lokalni nauczyciele lub osoby na emeryturze.
W 1879 roku dobra dobrocińskie miały 2570 ha ziem uprawnych, 565 ha łąk, 0 ha pastwisk, 2500 ha lasów, 82 hektary zajmowały podwórza, drogi i nieużytki, a 30 ha zbiorniki wodne – w sumie 5747 ha i przynosiły 42 229 marek dochodów w podatkach od ziemi. Właścicielem był Gebhard von Domhardt. Odnotowano istnienie młyna oraz produkcję cegieł i sera. Cegły wyrabiano z glin zwałowych.
Druga połowa XIX wieku w Prusach Wschodnich to czas wielkiej budowy. Kolej pojawiła się w Dobrocinie w 1882 roku, kiedy oddano do użytku odcinek Bogaczewo–Pasłęk–Morąg, choć pojawia się również data 15 sierpnia 1883 roku jako dzień oddania linii kolejowej do eksploatacji. W ramach planów obronnych, w tamtym okresie kolej projektowano w Prusach Wschodnich tak, by z każdego punktu dało się dojść do torów w ciągu 6 godzin (25 km). Ponad ciekiem wodnym z Kiełkut do Dobrocina wzniesiono stojący tam do dziś XIX-wieczny jednoprzęsłowy przepust kolejowy o wysokości 5 metrów.

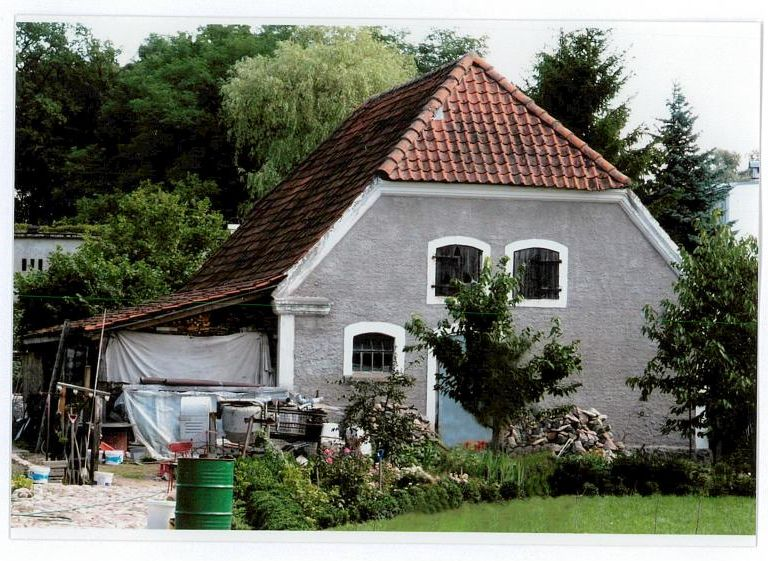
XIX-wieczny budynek gospodarczy w Dobrocinie, dokumentujący typ gospodarczej, folwarcznej zabudowy regionalnej

W 1885 roku Dobrocin wraz z miejscowościami Ględy (niem. Gallinden), Wielki Sambród (Gross Samrodt), Mały Sambród (niem. Klein Samrodt), Wilamowo (niem. Gross Wilmsdorf), Wilamówko (niem. Klein Wilmsdorf), Marzewo (niem. Mahrau), Naświty (niem. Naasewitt), Zalesie (niem. Pfalsdorf), Sarna (niem. Rehberg) i Wakarowo (niem. Wackelsdorf) oraz z dziś nieistniejącymi miejscowościami Barwiny (niem. Baarwiese) i Friedrichshof miał 83 budynki mieszkaniowe (niem. Wohngebäude), 248 domostw i instytucji (niem. Haushaltungen einschließlich Anstalten), 1346 mieszkańców (635 mężczyzn i 711 kobiet), z czego 1328 osób było ewangelikami, a 18 katolikami. Dobra obejmowały łącznie 5888 ha, w tym 2327 ha ziemi uprawnej, 926 ha łąk, a 2358 ha zajmowały lasy. Dochód netto z podatku od nieruchomości wynosił 10,18 marek za hektar od ziemi uprawnej i łąk oraz 3,52 marek od lasów.
W czasopiśmie Thorner Presse odnotowano, że na polowaniu w okolicach Dobrocina 6 grudnia 1885 roku zabito 42 bażanty i 135 zajęcy, a 7 grudnia 4 bażanty, 110 zajęcy i jednego lisa.
11 lipca 1888 roku gazeta odnotowała, że pies z Dobrocina miał być przetransportowany pociągiem do folwarku w okolicach Kryłowa (niem. Nordenburg, dziś obwód królewiecki), ale po przebyciu ponad 20 mil postanowił wrócić i nocą samodzielnie pokonał tę nieznaną sobie trasę w przeciwnym kierunku, a jego właściciel zdecydował się więcej z nim nie rozstawać.

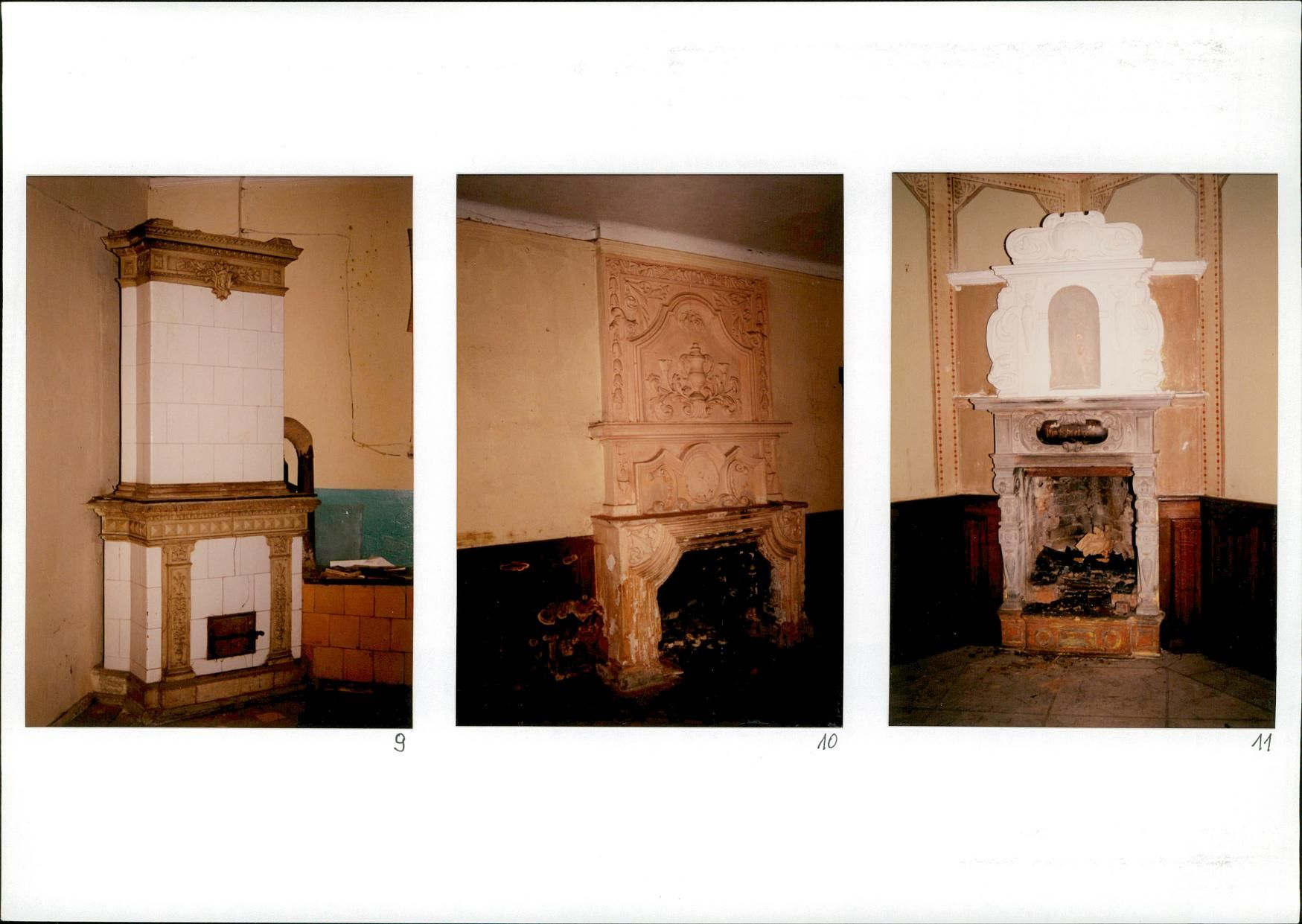
Piece i kominki w pałacu w Dobrocinie

Księga adresowa z 1889 roku podaje, że należący do von Domhardtów fideikomis liczył 5888 ha, w tym 2327 ha pól uprawnych, 926 ha łąk oraz 2358 ha lasów; oprócz Dobrocina w skład fideikomisu wchodziło wtedy jeszcze 12 majątków i folwarków.
W 1891 roku Dobrocin należał do jurysdykcji sądu rejonowego (niem. Amtsgerichtsbezirk) w Morągu. Był też siedzibą urzędu pocztowego (niem. Postanslalt) obsługującego m.in. Kiełkuty, Barwiny, Dobrocinek, Kozią Wólkę, Ględy, Wilamowo, Wilamówko, Szczuplinki (niem. Hechtwinkel), Naświty, flisacką osadę Stańkowo (niem. Steenkenwalde, nazwana tak w 1851 roku od nazwiska budowniczego Kanału, Georga Jacoba Steenke, o której w 1927 roku pisano, że pozostały po niej jedynie ruiny), Wenecję (niem. Venedien) i Wolę Kudypską (niem. Wolla).
14 października 1894 dwóch rybaków, Adolph Göß i Herrmann Mörsch, utopiło się w jeziorze Ruda Woda (niem. Röthloff See) w „okolicach Dobrocina”, gdy ich łódź wywróciła się do góry dnem.

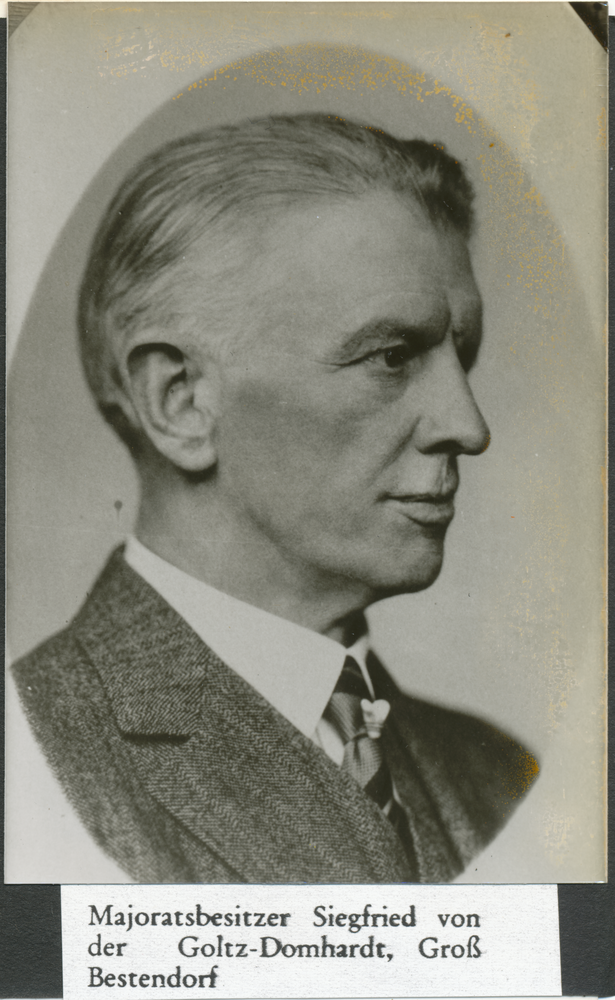
Zygfryd von Goltz-Domhardt

16 lutego 1896 roku zmarł Gebhard i tym samym wymarła linia męska Domhardtów. Sukcesję otrzymał baron Zygfryd von Goltz (1870–1945), syn Ernestyny z domu Domhardt. 1 czerwca 1896 roku sąd apelacyjny w Królewcu wyznaczył go na zarządcę fideikomisu. 10 października 1897 roku przyjął nazwisko łączone Goltz-Domhardt i otrzymał tytuł Freiherr. Zygfryd zmodernizował i przekształcił Dobrocin w dobrze funkcjonujący folwark. Dobra w Dobrocinie obejmowały wówczas łącznie 5681 ha, w tym 2266 ha ziemi uprawnej, 909 ha łąk i 92 ha pastwisk, 2364 ha zajmowały lasy, a 50 ha zbiorniki wodne, podwórza, drogi i nieużytki. Lasy Dobrocińskie słynęły z całym kraju z dobrej jakości okleiny dębowej.
W drugiej połowie XIX wieku i na początku wieku XX stworzono wokół Morąga sieć dróg bitych – na Dobrocin i Małdyty w roku 1900.
Na początku XX wieku do majątku należało 21,5 tysięcy mórg pól uprawnych i 10,5 tysięcy mórg lasów. Była tu znana hodowla koni trakeńskich, a oprócz tego 200 koni roboczych, 300 krów mlecznych, hodowla buhajów rozpłodowych, cieląt, owiec, prosiąt, jagniąt. Majątek posiadał własną cegielnię, wapno łąkowe, warsztaty kołodziejskie, kuźnię, młyny początkowo wiatrowe, potem mechaniczne, małą elektrownię oraz potrzebnych do ich obsługi fachowców. Cegielnia produkowała rocznie 40 tysięcy cegieł, 20 tysięcy dachówek oraz 30 tysięcy rurek drenarskich. W folwarku Ględy istniał wapiennik dostarczający wapna potrzebnego do nawożenia gleby i przy remontach i budowach. Na stałe zatrudnionych było 2 murarzy i 2 cieśli którzy prowadzili sami wszystkie potrzebne prace budowlane. Zapewniało to niemal samowystarczalny charakter majątku.

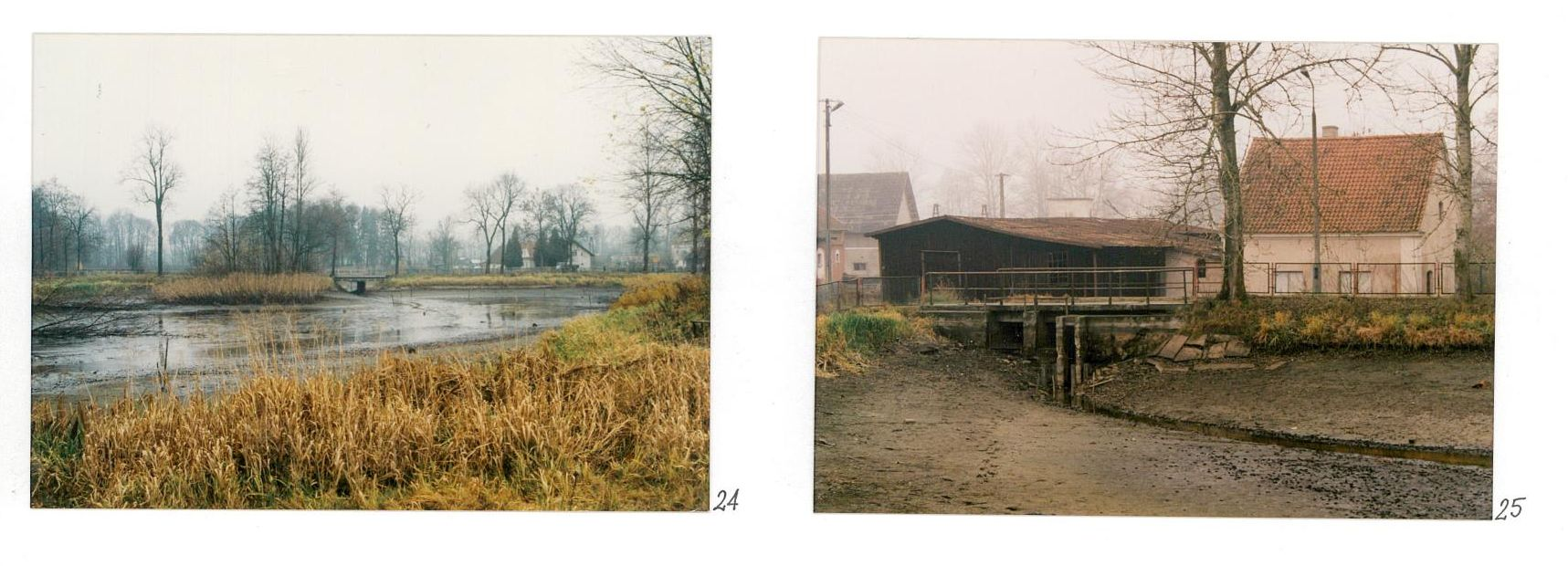
Południowy staw oraz tartak i elektrownia

W fideikomisie stworzony został własny system opieki socjalnej. Pracownicy po ukończeniu 65 lat i wdowy mieli prawo do mieszkania, opału, ogródka i niewielkiego deputatu, który otrzymywali oprócz urzędowo im przysługującego. W okresie letnim działały ogródki zabawowe dla dzieci wiejskich, których matki zatrudnione były przy pracach w majątku. Prowadzona była też stołówka dla robotników. Do majątku należało duże ogrodnictwo zaopatrujące właścicieli i dostarczające produktów na targ w Morągu.

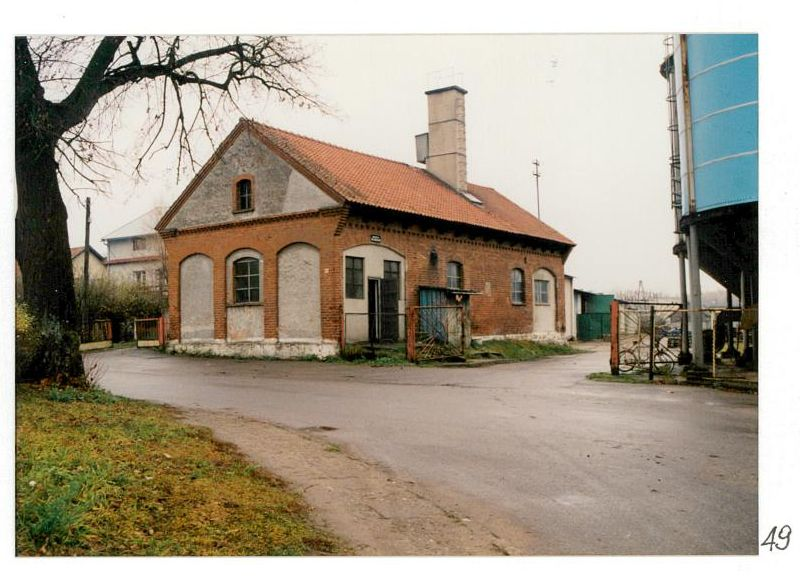
Dawna kuźnia

Do dóbr dobrocińskich należało około 2460 ha lasów i 66 ha stawów rybnych. Zarządcą lasów był Stockhaus, ponadto zatrudnionych było 4 leśniczych rewirowych, 1 strzelec rewirowy i 35 stałych robotników leśnych. Lasy Dobrocińskie były często zwiedzane przez wycieczki specjalistów z kraju i zagranicy, przedstawiały bowiem przykład wzorowo prowadzonego lasu prywatnego. Prowadzony był tu kontrolowany wyręb liczący rocznie około 16 000 m². Stosowano planowe nasadzenia, a szczególną opieką otoczone były stare modrzewie oraz czerwone buki. Stawy dawały rocznie ok. 100 cetnarów karpi i 60 cetnarów węgorzy. Rozwinięte było łowiectwo, gdyż w lasach licznie występowały jelenie, sarny, daniele i dziki.
W 1901 roku gazety doniosły, że w okolicach Dobrocina koń kopnął broń, która wystrzeliła i trafiła leśnika w bark, powodując zagrażającą życiu ranę.

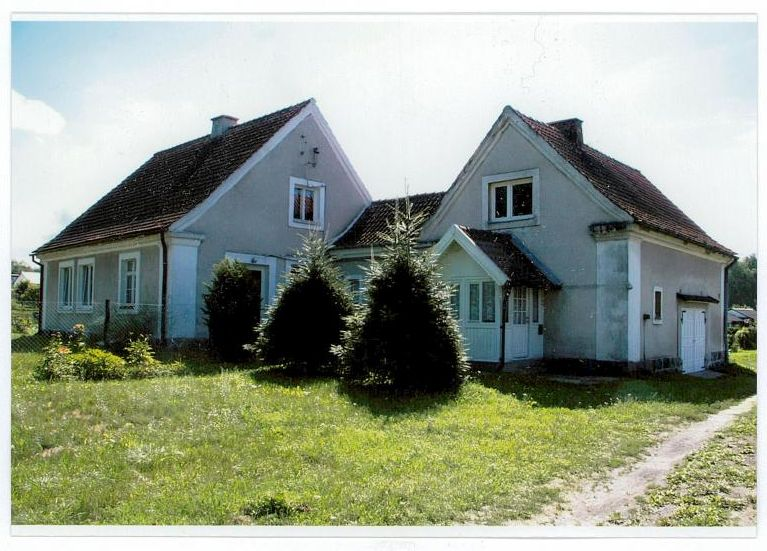
Dawna leśniczówka w Dobrocinie z początku XX wieku

23 lipca 1901 roku Zygfryd von Goltz-Domhardt otrzymał order rycerza honorowego Zakonu Joannitów.
Dobrocin należał do ewangelickiej parafii w Wilamowie i Zajezierzu (niem. Seegertswalde), które było filią parafii wilamowskiej, oraz do parafii katolickiej w Morągu. Ewangelików było 605, a katolików czworo – wszyscy oni podali język niemiecki jako język ojczysty. W 1905 roku były w Dobrocinie 42 budynki mieszkalne (niem. Wohnhäuser); 118 domostw (niem. Haushaltung), w których mieszkały dwie lub więcej osób, oraz jedno z jedną osobą. Dobrocin liczył 609 osób, w tym 304 mężczyzn, i żadna z nich nie była aktywnym wojskowym (niem. Militärperson). Dobra w Dobrocinie obejmowały łącznie 5421,1 ha. Średni dochód netto z podatku wynosił 7,20 marek od hektara.
22 stycznia 1908 roku kobieta w wieku około 20 lat zginęła w Dobrocinie pod kołami pociągu, co uznano za prawdopodobne samobójstwo.
Księga adresowa z roku 1901 roku szacowała powierzchnię fideikomisu na 5681 ha. Tworzyły go następujące majątki i folwarki: Dobrocin, Naświty, Ględy, Wilamowo, Wilamówko, Baarwiese, Sambród majątek, Sambród folwark, Sarna, Wakarowo, Marzewo, Zalesie, Friedrichshof.

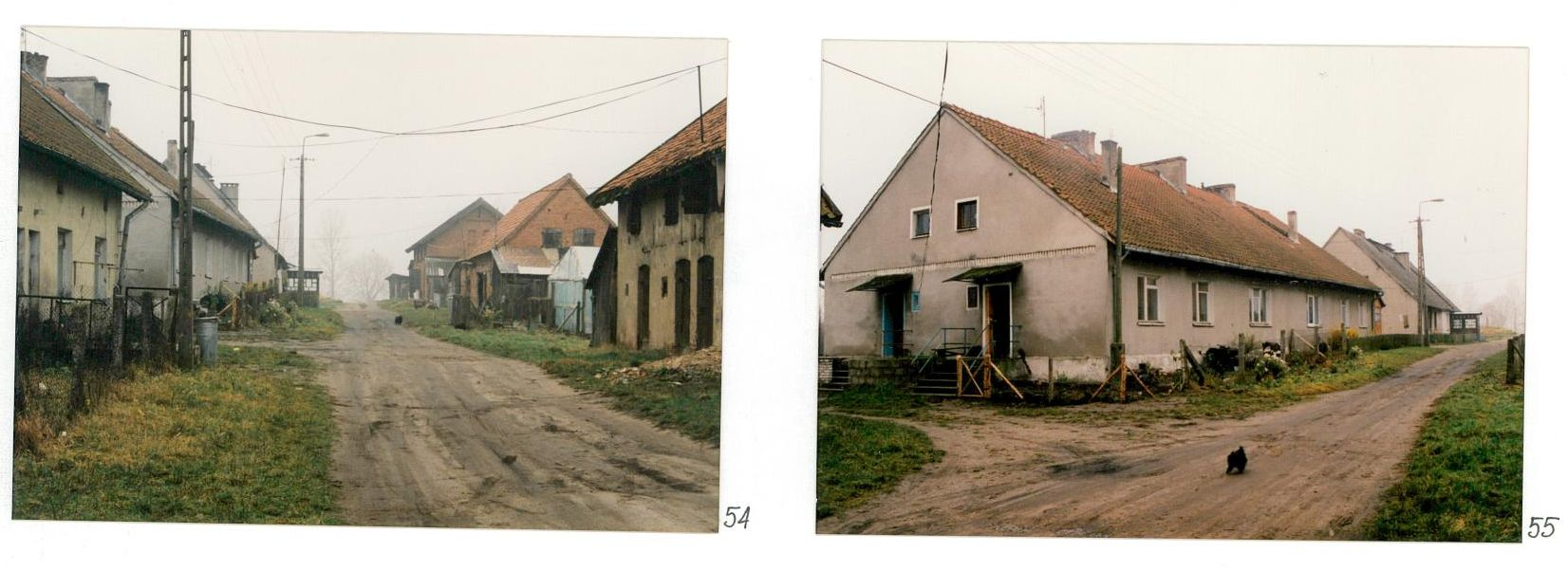
Domy robotników folwarcznych

W 1909 roku fideikomis miał 2196 ha pól uprawnych, 909 ha łąk, 92 ha pastwisk, 2434 ha lasów, 20 ha nieużytków, 30 ha wód. Inwentarz żywy w fideikomisie liczył 300 koni, 771 sztuk bydła w tym 240 krów mlecznych, 1478 owiec i 50 sztuk trzody chlewnej. Administratorami dóbr w 1909 roku byli: nadinspektor Paul Tolkmitt oraz nadleśniczy Paul Krieger. Nadinspektor Paul
Tolkmitt zarządzał majętnością od roku 1896 do 1938, pod jego kierownictwem gospodarstwo doskonale prosperowało i należało do najlepiej urządzonych w Prusach.
Według gazety Ostdeutsche Presse z 3 grudnia 1909 roku przy pozbawionej wydajnego wodociągu stacji kolejowej w Dobrocinie w poszukiwaniu wody wykorzystano różdżkę i faktycznie odkryto wodę na głębokości 14 metrów.
15 stycznia 1910 roku gazeta doniosła, że baron von der Goltz-Domhardt otrzymał trzy dni wcześniej list z żądaniem pieniędzy pod groźbą podpalenia siedmiu jego farm.
30 lipca 1910 roku baron von der Goltz-Domhardt zaprosił do Dobrocina kluby sportowe z Elbląga i Królewca w celu propagowania aktywności fizycznej oraz w celu stworzenia w klubu sportowego w Dobrocinie.

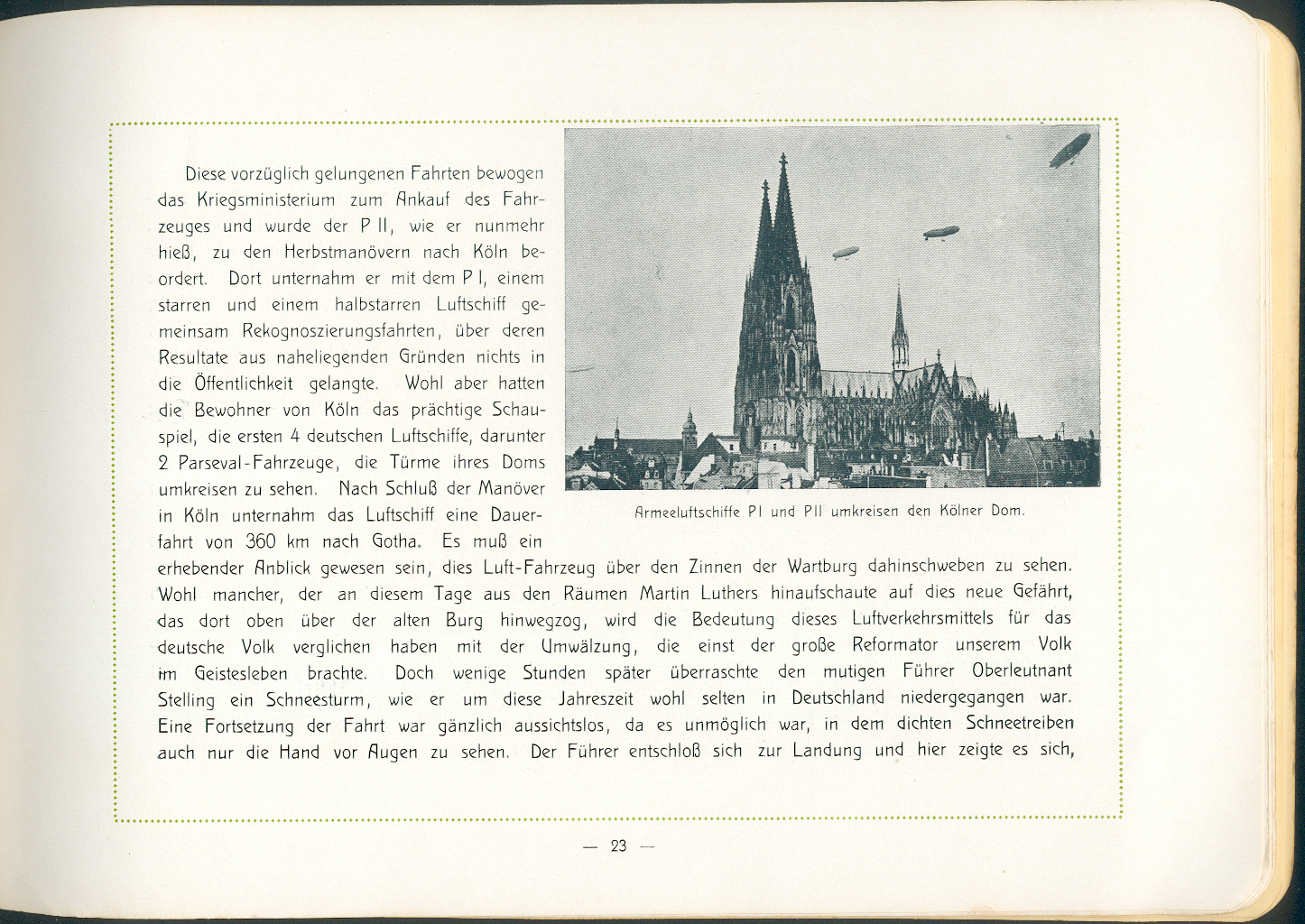
Sterowce P.I i P.II (w środku) nad Kolonią

Między 8 a 10 września 1910 roku miały miejsce tzw. Wielkie Manewry Cesarskie, ostatnie w Prusach Wschodnich. Testowano podczas nich dwa wyposażone w radiostacje sterowce. Jeden z nich, zbudowany w 1908 sterowiec ciśnieniowy PL 2 / P.I typu Parseval o długości 60 m i średnicy ponad 11 m, wystartował z Dobrocina, gdzie przy linii kolejowej Małdyty – Morąg wzniesiono dla niego halę. Poleciał potem w kierunku Malborka. Niska widoczność i mgła przeszkodziły w efektywnym wykorzystaniu obu sterowców. Po zakończeniu manewrów, dowodzący 6. Inspektoratem Armii, kierujący manewrami generał baron Colmar von der Goltz otrzymał Krzyż i Gwiazdę Komtura.
Tego samego roku w Dobrocinie mieszkało 629 osób.

### 1918–1945
Początek stycznia 1918 roku przyniósł w powiecie morąskim obfite opady śniegu i gwałtowne zamieci. Gazeta Thorner Presse, powołując się na wydawany w latach 1838–1942 tygodnik Mohrungen Kreis-Zeitung, doniosła, że 7 stycznia podczas śnieżycy utknęło w drodze troje ludzi podróżujących saniami: pani Behrendt i jej 16-letni służący z Dobrocina o nazwisku Poppke oraz 15-letni Elias z Chojnika, syn właściciela ziemskiego ze Starego Miasta. Obaj chłopcy zamarzli na śmierć, szukając pomocy. Pani Behrendt, która została przy saniach, nabawiła się tylko przeziębienia. Koniom nic się nie stało.
Po pierwszej wojnie światowej prowincja wschodniopruska została w wyniku traktatu wersalskiego oddzielona od Rzeszy na skutek powstania II Rzeczypospolitej. Lokalność, myślenie o państwie niemieckim przez pryzmat sąsiadowania z podobnymi sobie, świadomość odrębności sprzyjały podmiotowości mieszkańców Prus Wschodnich i ich zdolności do samostanowienia, ale też przyczyniały się do ograniczania perspektywy, pewnej zaściankowości i zamykania na zmiany.
Przed pierwszą wojną światową Prusy Wschodnie prowadziły dość samodzielną politykę ekonomiczną. Wykorzystując swoje położenie, pośredniczyły w handlu między Anglią, Holandią, Szwecją, Norwegią i Rosją. Sprzedawano i kupowano węgiel, zboże, nawozy sztuczne i śledzie. Po wojnie prawie wszystkie te kontakty handlowe zostały zerwane. Państwo rosyjskie na jakiś czas przestało być partnerem w interesach, a na wschodzie prowincja wschodniopruska graniczyła teraz z ubogą Litwą. Handel z prowincjami państwa niemieckiego był niezbyt opłacalny z powodu kosztów przewozu towarów na oddalone rynki zbytu. Wymianie przygranicznej nie sprzyjała polityka niemiecka i polska. Prowincje wschodniopruską z wolna zaczął ogarniać kryzys gospodarczy, z którego już się nie podniosła. Była ona dodatkowo upośledzona przez oddzielenie od reszty terytorium państwa niemieckiego. Układ ten stanowił glówne źródło sporów i zadrażnień w stosunkach polsko-niemieckich, chociaż teoretycznie tzw. korytarz polski nie był przeszkodą w komunikacji i transporcie.

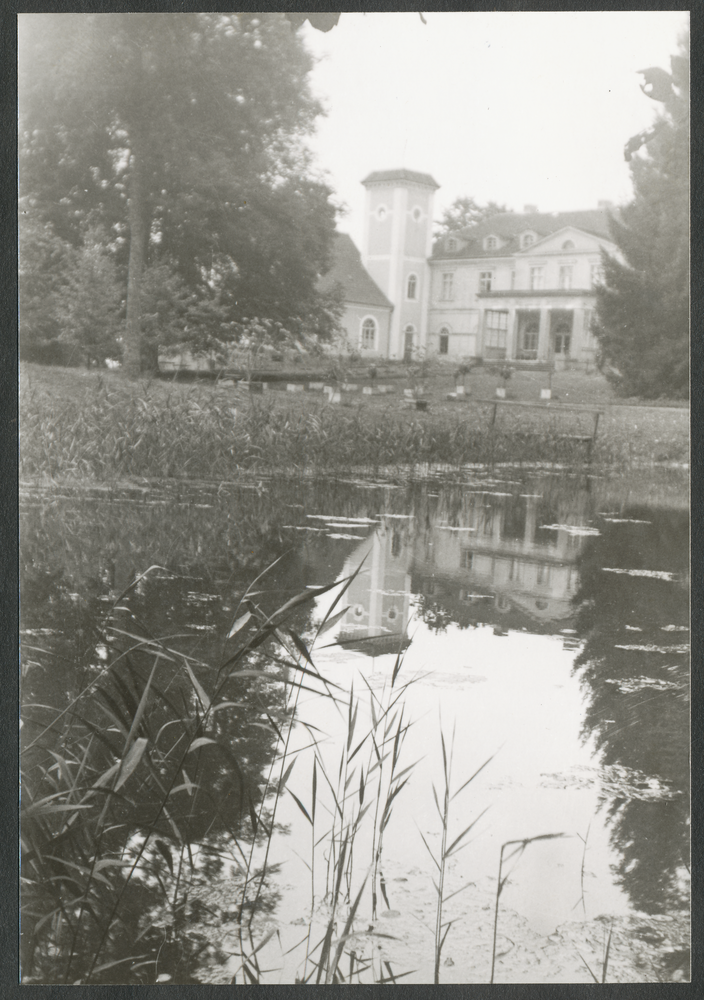
Nieistniejący dziś mały staw przy pałacu w Dobrocinie

Niemcy i Polska 21 kwietnia 1921 roku podpisały konwencję w sprawie tranzytu przez Pomorze. Niemcy wprowadzili dodatkowe pociągi, ulgi przejazdowe, taryfy specjalne na przewóz towarów. Rząd niemiecki utworzył specjalny fundusz, by obniżyć cenę transportowanego do Prus Wschodnich węgla, i uruchomił oddzielne połączenia morskie i lotnicze. Mimo tych wszystkich ułatwień prowincja wschodniopruska znalazła sie w gorszym niż reszta kraju położeniu gospodarczym. Władze niemieckie podejmowały wiele prób uzdrowienia gospodarki Prus Wschodnich, które w założeniu miały być magazynem żywnościowym Rzeszy w dwudziestoleciu międzywojennym. By tak rzeczywiście mogło się stać, przede wszystkim usiłowano zmniejszyć odpływ ludności z ziem prowincji. Mimo tych zabiegów (w tym programu Osthilfe) w 1939 roku gęstość zaludnienia w prowincji wschodniopruskiej wynosiła 64,4 osoby/km² w porównaniu do 136,1/km² osób w Rzeszy.
Lokalnie, właściciele Dobrocina pomagali społeczności Morąga – na przykład kiedy w 1922 roku zabrakło pieniędzy na rozbudowę szpitala morąskiego, z pomocą przyszedł Zygfryd von Goltz-Domhardt, który sam był z wykształcenia lekarzem. Zgodził się na ustanowienie hipoteki na większej części należących do niego lasów. W rezultacie w 1926 roku oddano nową część szpitala, znacznie większą od dotychczasowej. Mieszkańcy powiatu otrzymali tym samym nowoczesny kompleks szpitalny z około 120–130 łóżkami.
30 września 1928 roku utworzono gminę Dobrocin (niem. Landgemeinde Alt Bestendorf), do której należały Stare i Nowe Kiełkuty oraz Kozia Wólka.
24 stycznia 1930 roku zmieniono nazwę jednostki administracyjnej z Amtsbezirk Groß Bestendorf na Amtsbezirk Alt Bestendorf oraz nazwę urzędu stanu cywilnego z Standesamt Groß Bestendorf na Standesamt Alt Bestendorf.

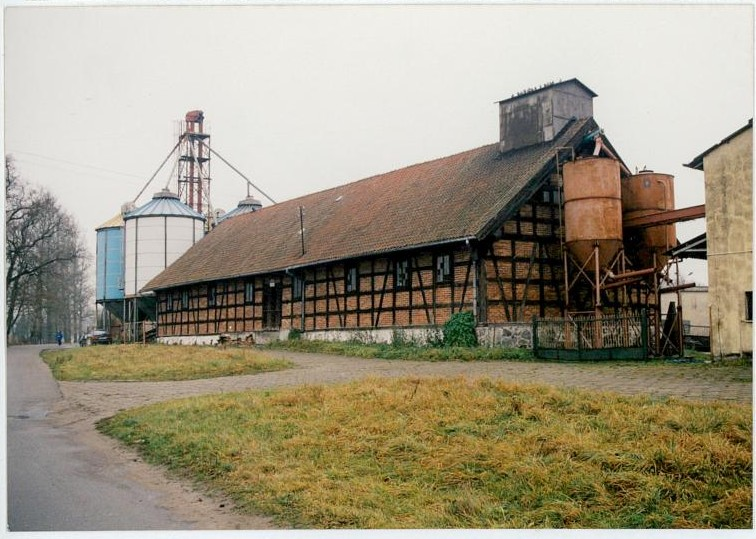
Spichlerz z lat 20. XX wieku w Dobrocinie

W 1932 roku pełnomocnictwo i zarząd nad dobrami przejął syn Zygfryda, baron Otto von Goltz-Domhardt. Wcześniej – w latach 20. XX w., ale po 1922 roku – został rozparcelowany folwark Wilamowo: gospodarstwa średniej wielkości były w ówczesnych warunkach najbardziej opłacalną formą warsztatów rolnych, jako że nie potrzebowały najemnej siły roboczej, a siła pociągowa przypadająca na jednostkę powierzchni była znacznie wyższa niż w gospodarstwach wielkoobszarowych. W księdze adresowej z roku 1932 podana jest wielkość dóbr rycerskich Dobrocin z folwarkami Naświty, Wilamówko i Ględy. Powierzchnia ogólna liczyła wówczas 3806 ha, w tym 731 ha gruntów uprawnych, 342 ha łąk, 49 ha
pastwisk, 2516 ha lasów, 155 ha nieużytków, podwórzy i dróg, 13 ha wód. Hodowano 148 koni, 390 sztuk bydła w tym 130 krów mlecznych, 504 owce i 180 świń. Uprawa obejmowała głównie zboża (żyto, jęczmień, owies, pszenica), a także rośliny okopowe (buraki pastewne, brukiew, ziemniaki), którymi skarmiane było bydło. Należące do majątku łąki rozciągały się przeważnie na torfowym podłożu. Przed melioracją były kwaśne i mało wydajne; systematyczną meliorację łąk i drenaż wszystkich folwarków zaczęto w roku 1932 i przerwano w roku 1939. Po melioracji nowo założone pastwiska były bardzo nowoczesne, zaopatrzone w poidła dla zwierząt. Według danych przedstawionych przez Wolfa von Wrangela w Dobrocinie w latach 30. XX w. znajdowało się 45 zarodowych klaczy trakeńskich ciepłej krwi oraz stacja kopulacyjna z 3 ogierami gorącokrwistymi i 2 zimnokrwistymi. Z każdego rocznika źrebiąt wybierano 2 lub 3 ogiery oraz najlepsze klacze do dalszego chowu, pozostałe źrebięta były przeprowadzane do Sambrodu i chowane na remonty. Z kolei siwki (około 8 z każdego rocznika) były sprzedawane do cyrku ze względu na to, iż były one trudne do sprzedaży na wolnym rynku. W majątku było 200 koni roboczych (krzyżówek ciepło-zimnokrwistych), ponadto 300 krów mlecznych; odchowywane były cielęta, tak iż roczny przeciętny stan młodzieży wynosił 750 sztuk; było też 220 krów deputatowych (pracowniczych). Istniały 2 stada zarodowe owiec merynosów mięsnych liczące po 250 matek i 5 tryków (dorosłych samców używanych do rozpłodów).

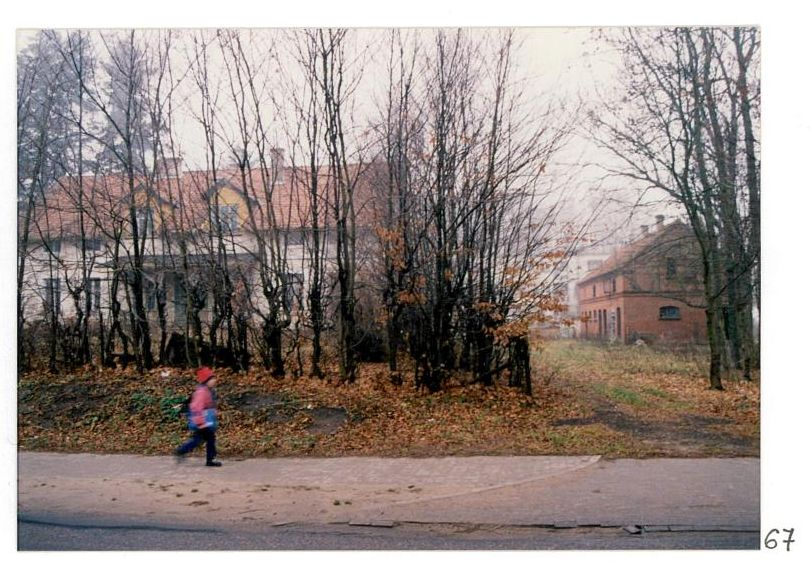
Widok na posesję dawnej poczty (po lewej) oraz budynek gospodarczy (po prawej)

W 1933 roku Dobrocin miał 563 mieszkańców. W tym roku władzę w powiecie przejęli hitlerowcy. Do 1935 roku tolerowali jeszcze dotychczasowego landrata, barona Wolfa von Wrangela, natomiast samorząd w postaci sejmiku i wydziału powiatowego rozwiązano. Cały aparat administracyjny został podporządkowany partii hitlerowskiej. Podczas gdy w 1933 roku 73,9% mieszkańców powiatu morąskiego pracowało w gospodarce rolnej i leśnej, w 1939 było to już tylko 52,2% – było to wynikiem świadomej działalności władz hitlerowskich, które forsowały rozwój usług i rzemiosła w myśl tzw. planu Kocha. W Prusach Wschodnich miały też miejsce od końca XIX wieku migracje znane pod nazwą Landflucht (ucieczka ze wsi) i Ostflucht (ucieczka ze Wschodu), powodowane pauperyzacją wiejskiej ludności i zacofaniem prowincji wschodnich, i to mimo faktu, że jeszcze do roku 1924 przemysł zachodnich Niemiec znajdował się w stagnacji w wyniku przegranej pierwszej wojny światowej..
W 1938 roku na mocy układu dziedzicznego Otto stał się właścicielem dóbr dobrocińskich.
W 1939 roku gmina Dobrocin liczyła 128 gospodarstw domowych z 508 mieszkańcami. 396 z nich utrzymywało się z rolnictwa i leśnictwa, 40 z pracy w przemyśle i rzemiośle, 20 z pracy w handlu i komunikacji. Dziewięć gospodarstw rolnych i leśnych miało powierzchnię w klasie wielkości 0,5–5 ha, cztery – 5–10 ha, trzy miały powierzchnię w przedziale 10–20 ha, 6 – powierzchnię 20–100 ha i trzy miały areał większy niż 100 ha.
Sytuacja majątku pogorszyła się znacznie w latach II wojny światowej. Wstrzymane zostały wówczas prace melioracyjne, część koni oddano dla wojska, zabrakło ludzi do pracy. Na terenie powiatu morąskiego do pracy rolnej i przemysłowej wykorzystywano robotników przymusowych, m.in. Polaków i Francuzów. Baraki jeńców francuskich znajdowały się półtora kilometra od Morąga w kierunku Dobrocina. Do 1945 roku Dobrocin stanowił własność barona Ottona von Goltz-Domhardta.

#### Koniec drugiej wojny światowej
Wojska radzieckie 2 Frontu Białoruskiego pod dowództwem marszałka Konstantego Rokossowskiego, które 12 stycznia 1945 roku rozpoczęły wielką zimową ofensywę, 19 stycznia doszły do przedwojennej polsko-niemieckiej granicy. 22 stycznia, po uprzednim przełamaniu niemieckich pozycji obronnych olsztyńskiego rejonu umocnionego, opanowano Olsztyn i tego samego dnia zajęty został Dobrocin. Dzień później wojska radzieckie zajęły Ostródę, a następnie Miłomłyn i Morąg (choć Morąg ostatecznie zdobyto 30 stycznia). Również 22 stycznia rodzina Goltz-Domhardt uciekła z Dobrocina zabierając ze sobą kilka koni trakeńskich.
Zygfryd von Goltz-Domhardt został zabity przez Rosjan 26 kwietnia 1945 roku w okolicach Groß-Reetz (dziś Rzeczyca Wielka), a spokrewniona z nim Elisabeth Wilhelmine Karoline Finck von Finckenstein zaginęła, prawdopodobnie również zabita przez Rosjan, 21 stycznia 1945 roku pomiędzy Dobrocinem a Iławą. Żona Zygfryda, Helena Gräfin Finck von Finckenstein, zmarła w Berlinie pół roku po zakończeniu wojny w wieku 75 lat. Część rodziny osiedliła się w Reinbek. Ostatni właściciel Dobrocina, Otto Freiherr von der Goltz-Domhardt, pracował w firmie transportowej, jako administrator, potem w handlu drewnem; zmarł w 1989 roku.

### 1945 do dziś

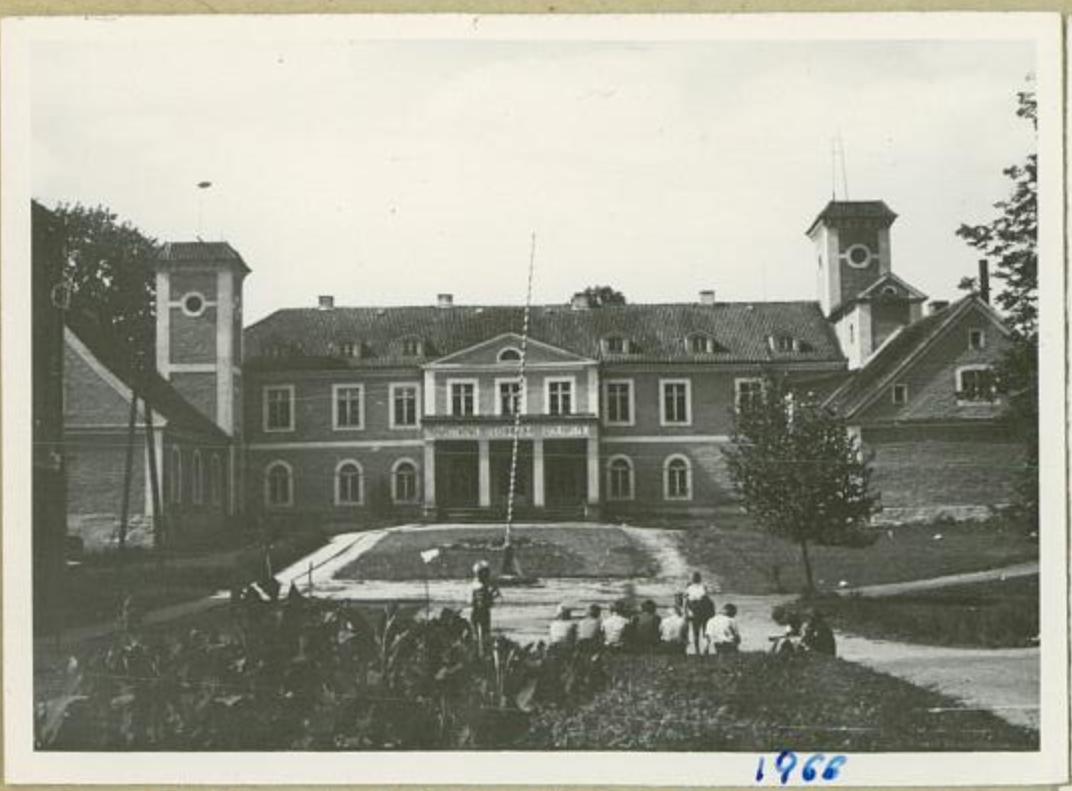
Elewacja ogrodowa pałacu w 1966. Ściany boczne werandy były niegdyś przeszklone

W 1945 roku Dobrocin znalazł się w granicach Polski, a majątek został własnością Skarbu Państwa. Polska administracja w Morągu objęła władzę 30 maja 1945 roku. Jako że akcja osiedleńcza rozwijała się powoli, w lipcu tego roku w powiecie było zaledwie 183 Polaków. W sierpniu zaczęły napływać grupy przesiedleńców z Kresów Wschodnich i osadników z Polski centralnej i wkrótce powiat liczył 3000 polskich mieszkańców, w listopadzie w samych tylko wsiach powiatu morąskiego mieszkało 9430 osób. Mieszkańcy wsi obejmowali zniszczone, opustoszałe gospodarskie obejścia bez inwentarza żywego i maszyn rolniczych, a w okolicach grasowały bandy maruderów z Armii Czerwonej i szabrownicy. Grabieży często dokonywano przy współudziale Milicji Obywatelskiej, UB, a niekiedy nawet WP i cywilnych władz. Największe nasilenie przestępczości zanotowano w maju i czerwcu 1946 roku , w związku z tym w Morągu stacjonował batalion piechoty przeznaczony do ochrony ludności cywilnej. Odnotowano przypadki dewastacji gospodarstw poniemieckich przez osadników z Polski centralnej, którzy, ogołociwszy gospodarstwo z wszystkiego wartościowego, powrócili w rodzinne strony. W 1945 roku w powiecie panowały tyfus i inne choroby zakaźne. W 1946 roku 60% zbiorów przepadło z powodu plagi gryzoni, które wytępiła dopiero ostra zima 1946/1947. W czerwcu 1947 roku w powiecie było łącznie 806 rodzin przesiedleńców, którzy zajmowali 642 gospodarstwa i 3353 rodziny osadników, które zajmowały 2958 gospodarstw. Dopiero rok 1948 był wreszcie dla wsi pomyślniejszy. Do marca 1948 roku w powiecie zagospodarowano 5039 gospodarstw rolnych, osiedlono 32 969 osób. Ludność powiatu liczyła 33 435 osób i zweryfikowano 2219 osób miejscowego pochodzenia. Nieco inne szacunki przynoszą najnowsze badania. Na przełomie 1947/1948 w powiecie morąskim mieszkały 31 922 osoby (przed wojną 55 810), w tym Niemców 3038, osadników z Polski centralnej 17 796, przesiedleńców z Kresów Wschodnich 6 905 oraz 4 174 Ukraińców wysiedlonych z terenów Polski południowo-wschodniej w ramach akcji „Wisła”. Zorganizowano sieć 64 szkół ze 170 nauczycielami. W 1949 roku proces zasiedlania wsi w powiecie wyhamował ze względu na powolne tempo odbudowy.
Po wojnie hamulcem rozwoju wielu gospodarstw rolnych był brak budynków na skutek działań wojennych, a remonty czy budowę uniemożliwiał brak materiałów budowlanych, środków finansowych, transportowych oraz siły fachowej. Wyposażenie rolnictwa w maszyny i narzędzia dopiero w 1970 roku osiągnęło stan zadowalający.

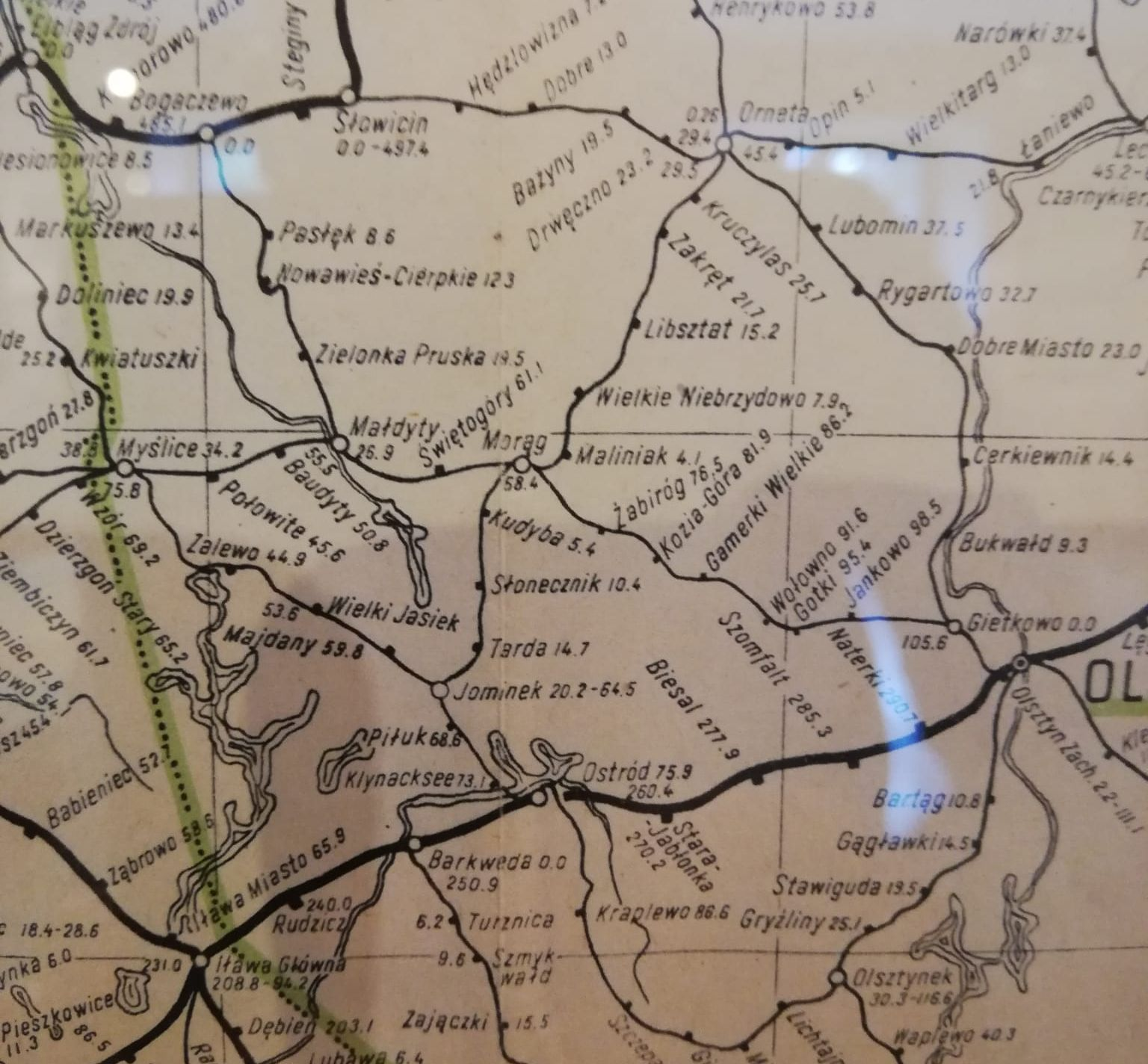
Mapa sieci kolejowej z 1946 roku. Dobrocin na mapie jako Świętogóry

Ludność powiatu po drugiej wojnie światowej składała się zarówno z osadników z przeludnionych wówczas województw centralnej i południowo-wschodniej części kraju (około 70% ogólnej liczbie ludności powiatu do końca 1949), jak i z przesiedleńców z ZSRR (około 18%). Znaczna część ludności niemieckiej, mieszkającej tu przed 1939 rokiem, opuściła teren w czasie zarządzonej przez władze niemieckie ewakuacji lub w spontanicznej ucieczce przed zbliżającym się frontem. W latach 1946–1948 w wyniku organizowanej przez polskie władze akcji przesiedleńczej, wyjechała do Niemiec większość pozostałej ludności niemieckiej. Pomiędzy 1946 a 1950 rokiem gęstość zaludnienia w powiecie morąskim wzrosła z 19 do 32 osób na 1 km².
W latach 1953–1957 w wyniku akcji łączenia rodzin przybyło na teren powiatu morąskiego 1095 polskich rodzin z ZSRR, z czego w PGR osiedliło się 649 rodzin (59,3%), w gospodarstwach indywidualnych 314 rodzin (28,7%) oraz 124 rodziny (11,3%) w państwowych gospodarstwach leśnych. W latach 1945–1968 zaludnienie powiatu wzrosło w sumie o 46,9 tysiąca osób, głównie na skutek przyrostu naturalnego. W strukturze płci do 1960 roku wyższy był udział kobiet, ale sukcesywnie malał. W 1970 roku w powiecie było tylko o 42 kobiety więcej niż mężczyzn, przy czym w mieście 347 kobiet więcej, a na wsi o 305 mężczyzn więcej niż kobiet.
Podczas gdy w 1939 roku rolnictwo było źródłem utrzymania 51,1% zawodowo czynnych osób w powiecie, w 1950 roku to aż 70,9%. W miarę rozwoju przemysłu liczba ta spadała i w 1960 wskaźnik ten spadł do 61,4%, a w 1970 do 30,9%. W przemyśle w 1939 roku zatrudnionych było 20,7% osób, w 1950 tylko 6,7%, w 1960 już 12,7%, a w 1970 24,1%..
W myśl ustawy z 25 września 1954 roku o reformie podziału administracyjnego wsi i powołaniu gromadzkich rad narodowych, w latach 1954–1957 wieś należała i była siedzibą władz gromady Dobrocin. Reforma nie spełniła pokładanych w niej nadziei i nie usprawniła trybu załatwiania bieżących potrzeb i spraw rolników. Po jej zniesieniu 1 stycznia 1958 roku Dobrocin znalazł się w gromadzie Małdyty.
Po zdecentralizowaniu funduszów iwestycyjnych w 1961 roku w ciągu kilku lat zbudowano w regionie sklepy spożywczo-przemysłowe, w tym jeden w Dobrocinie.
Do roku 1975 jako osada i stacja PKP Dobrocin należał do powiatu morąskiego, gmina Małdyty, poczta Dobrocin.
W latach 1975–1998 miejscowość administracyjnie należała do województwa olsztyńskiego.

## Zabytki

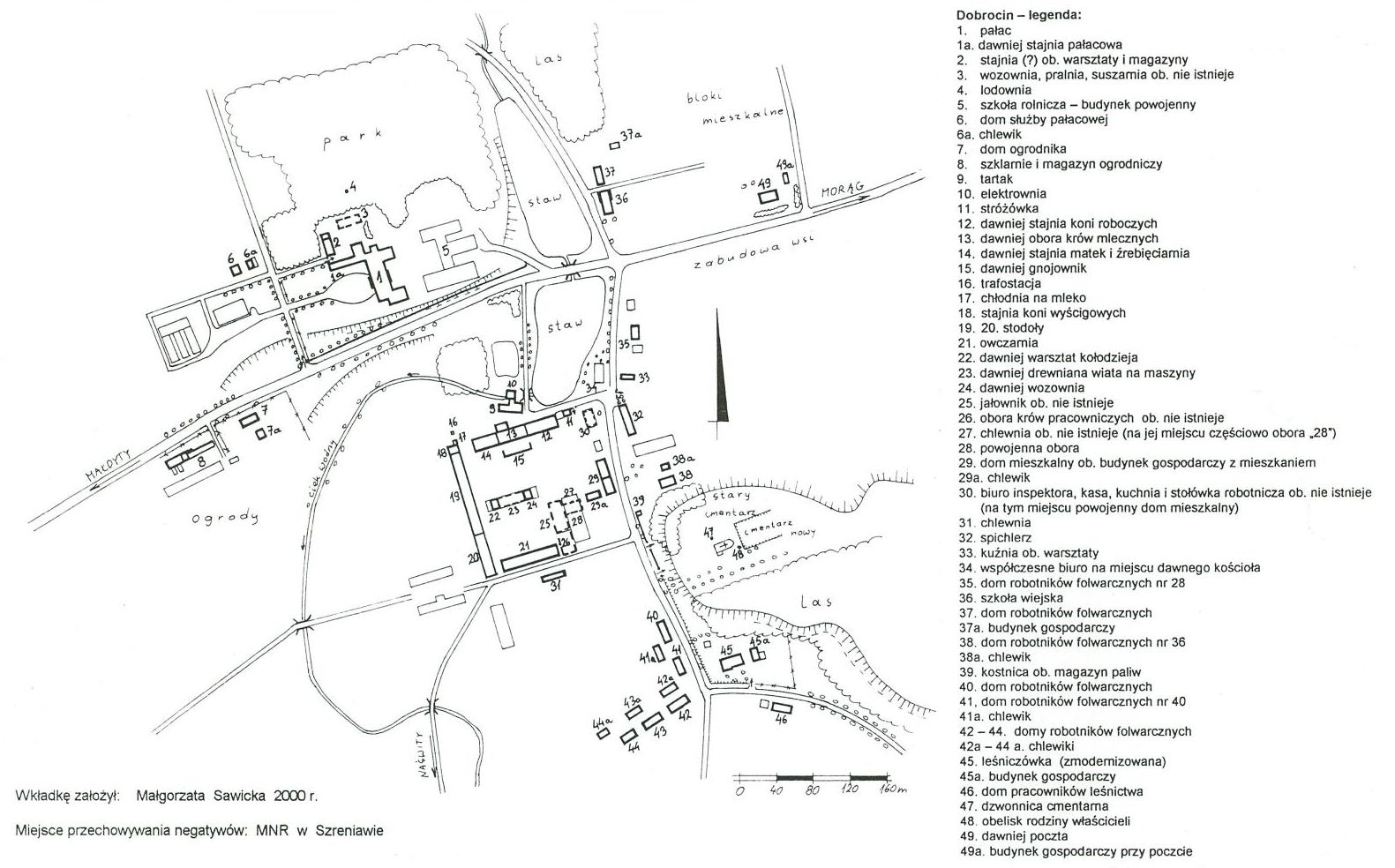
Plan sytuacyjny wsi Dobrocin

Podczas gdy we wschodniej części wsi wznosi się powojenna zabudowa mieszkalna, jej centralną i zachodnią część zajmuje zespół pałacowo-parkowy i folwarczny.
Układ przestrzenny zespołu wykazuje cechy symetrii, jako że założenie zostało skomponowane w oparciu o oś przebiegającą na linii szosy Małdyty–Morąg. Część rezydencjonalna zespołu znajduje się na północ od szosy, a na południe od niej – część gospodarcza.
Na wschodnim krańcu zespołu znajdują się dwa stawy połączone ciekiem wodnym.
Usytuowanie pozostałych elementów założenia – kolonii mieszkaniowej robotników folwarcznych, cmentarza, leśnictwa, ogrodnictwa, szkoły wiejskiej – nie ma już charakteru kompozycji symetrycznej. Większość obiektów znajduje się bowiem na południe i południowy-wschód od podwórza folwarcznego. Ogrodnictwo znajduje się na południowy-zachód od parku.

### Część rezydencjonalna

#### Pałac neorenesansowy

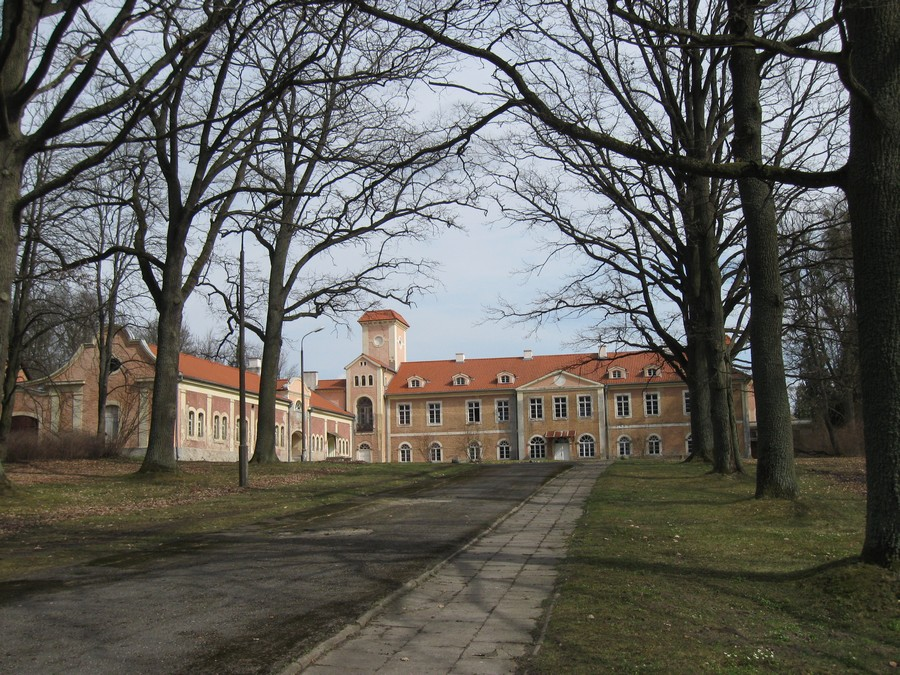
Pałac wiosną

Największe nasilenie ruchu budowlanego przypadło w regionie Prus Wschodnich na wiek XIV, kiedy to po podboju Prus i umocnieniu swej władzy zakon krzyżacki, w miejsce zniszczonych grodów i osad staropruskich, zaczął wznosić nowe wzorowane na zachodnich formach. W drugim okresie ożywienia ruchu budowlanego, w wiekach XVII i XVIII, powstały liczne dwory i pałace, a także wiejskie kościoły barokowe. Wówczas wznosiły swoje rezydencje możne rody junkierskie.
W okolicach Morąga początkowo nie było majątków. Nadania dworskie nastąpiły dopiero po klęsce grunwaldzkiej.

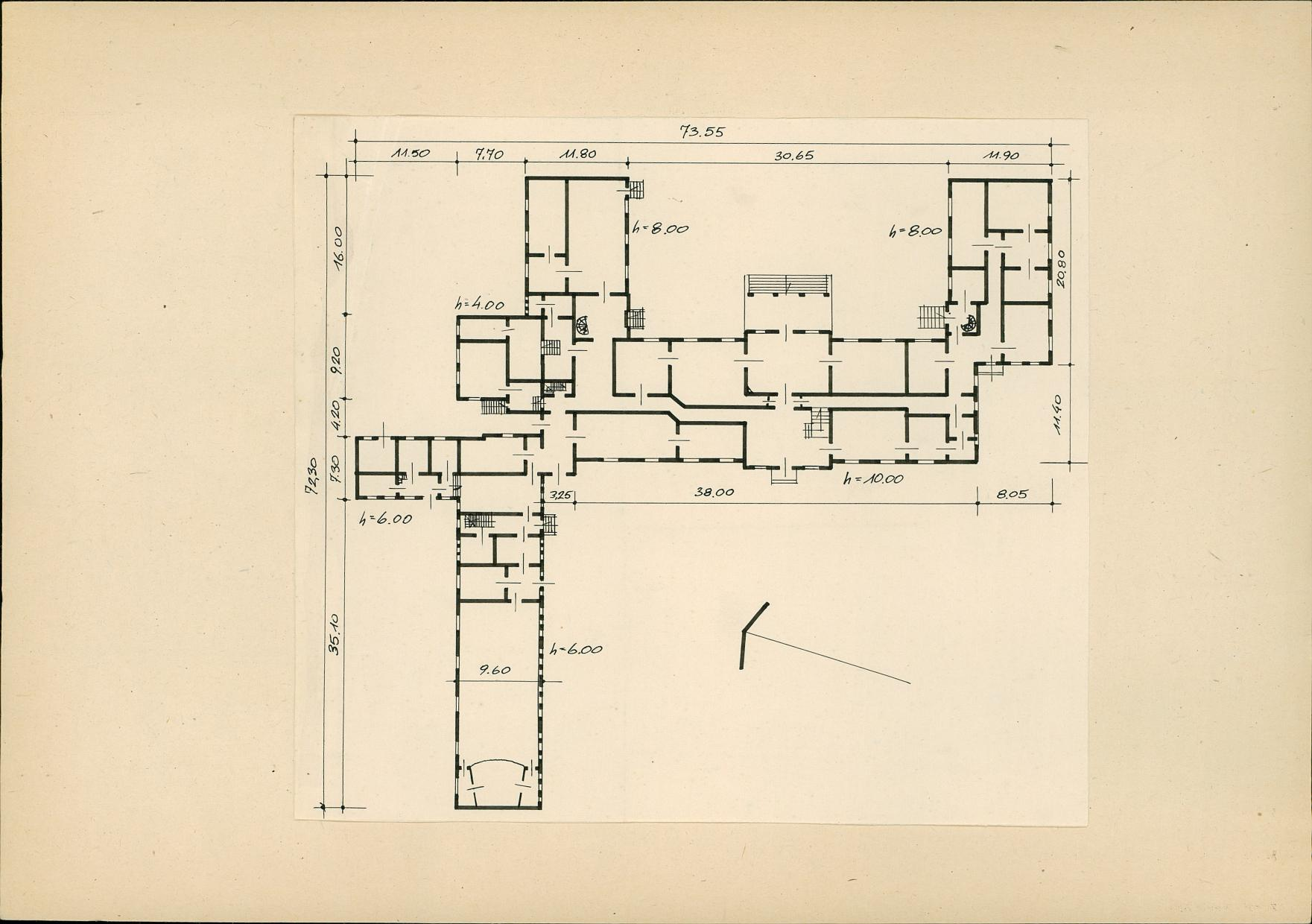
Plan pałacu

Trzyskrzydłowy pałac w Dobrocinie znajduje się na zachodnim skraju wsi, na północ od drogi Morąg–Małdyty. Pierwszy dwór zbudowano tu w 1530 roku i stał się podstawą późniejszej budowli, a dokładniej jej środkowej części. Wzniesienie obecnego pałacu przypisuje się zmarłemu w 1688 roku Samuelowi von Wilmsdorf. Od przebudowy w pierwszym ćwierćwieczu XVIII wieku architektura nawiązuje do typowych francuskich założeń pałaców z XVII wieku entre cour et jardin – od frontu z dziedzińcem zawartym między trzema traktami budowli, a od tyłu z ogrodem poprzedzonym dużą werandą. Jego część centralna jest barokowa i pochodzi z pierwszego ćwierćwiecza XVIII wieku. Kształt pałacu obrazuje przekształcenia i nawarstwienia, jakie miały miejsce w ciągu jego kilkusetletniej historii. Później dobudowano jeszcze neogotyckie prostopadłe skrzydło od strony północno-zachodniej, mieszczące oficynę i stajnię z bramą przejazdową, tworząc tym samym pałacowy dziedziniec. W latach 1842–1847 pałac przebudowany został w stylu neorenesansowym, a barokowa stolarka została zamieniona na klasycystyczną. Zbudowano wówczas oficyny, boczne neoklasycystyczne skrzydła oraz dwie niesymetrycznie, narożnie umieszczone wieżyczki zwieńczone krenelażem. Na wszystkich ścianach najwyższej kondygnacji których znajdują się okulusy. Wygląd rozbudowanego pałacu znany jest z litografii z lat 40. XIX wieku.

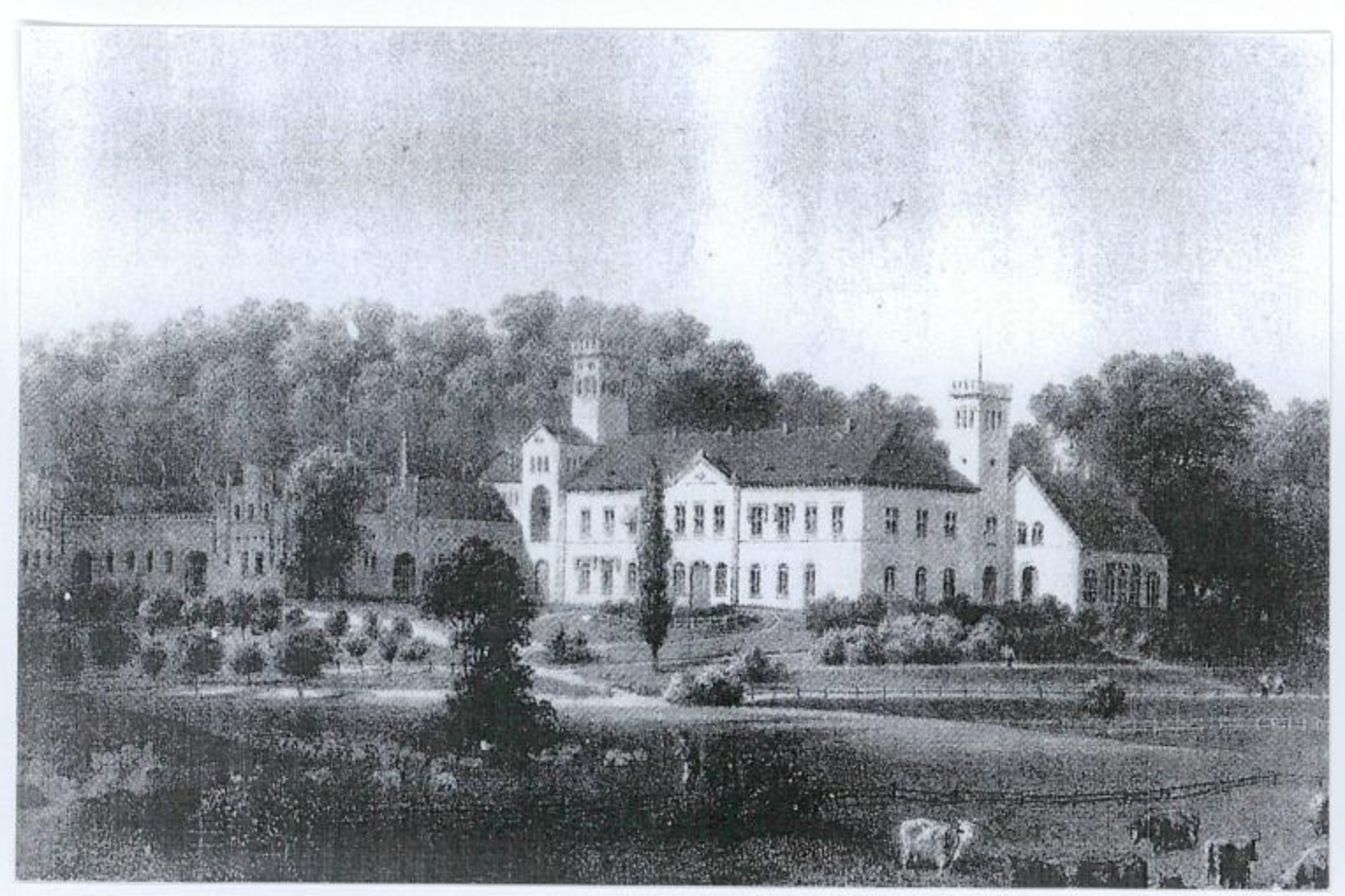
Litografia z lat 40. XIX wieku przedstawiająca pałac w Dobrocinie

Główny korpus jest częściowo podpiwniczony i dwukondygnacyjny z obustronnym ryzalitem na osi. Nieznana jest pierwotna forma dachu – prawdopodobniej był to popularny w XVIII wieku dach mansardowy. Obecnie pokryty jest dachówką, tzw. holenderką. W tympanonie ryzalitu frontowego była kolista płycina z herbem. Zygfryd von Goltz-Domhardt wyremontował pałac w latach dwudziestych XX wieku. Założono wówczas m.in. centralne ogrzewanie, nowy dach, sanitariaty i instalację wodną, a neogotycką stajnię przekształcono na neobarokową.

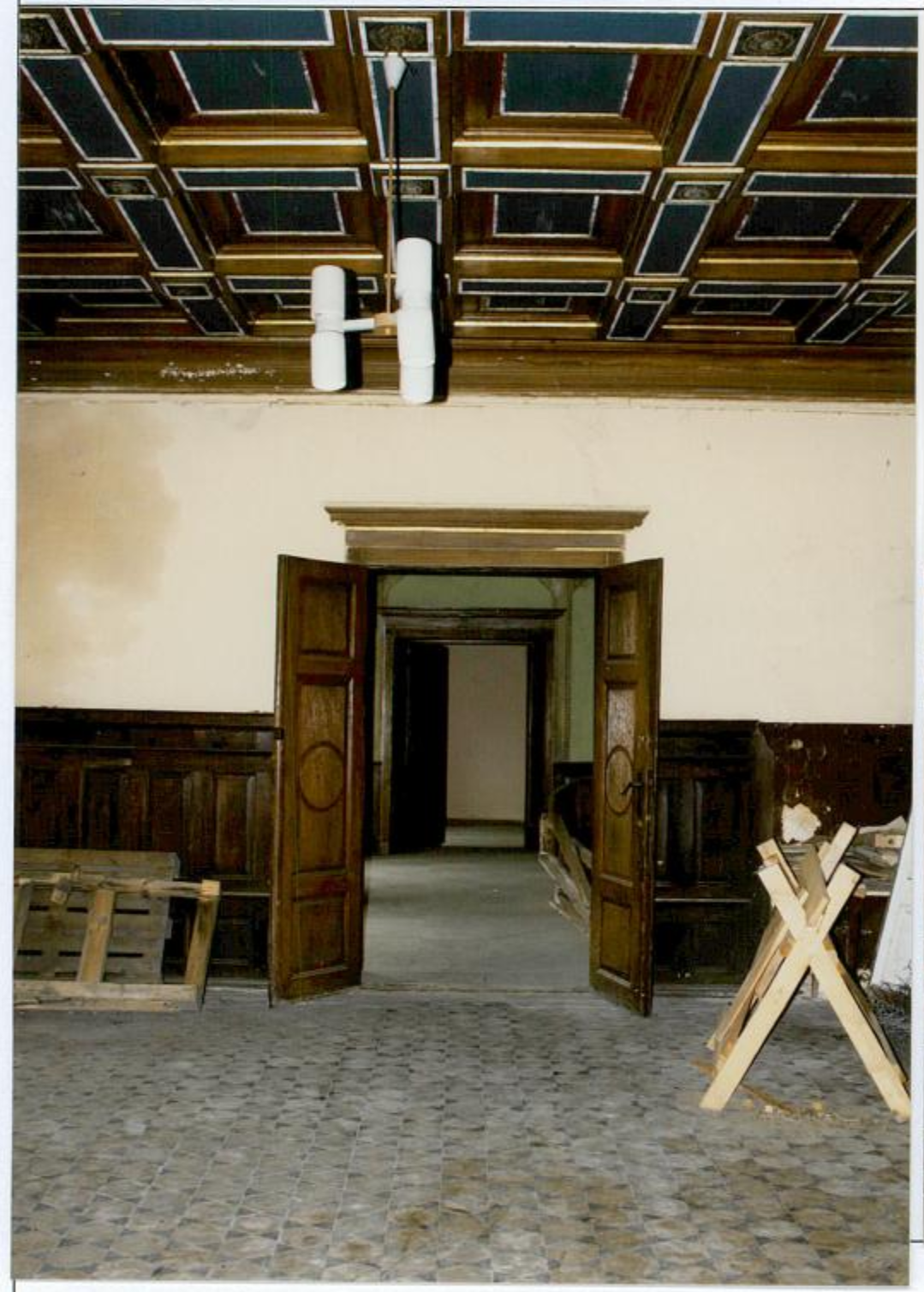
Pomieszczenia parteru w układzie amfiladowym w trakcie ogrodowym pałacu od strony ogrodu

Zachowany jest oryginalny amfiladowy układ wnętrz w korpusie głównym, stolarka okienna i drzwiowa z XVIII i XIX wieku, a w wielu pomieszczeniach są sufity zdobione sztukateriami. Ściany wykonane są z cegły ceramicznej, a ściany piwnic z łamanego kamienia polnego. Na parterze obecne są XIX-wieczne drewniane, kasetonowe stropy oraz kamienne i terakotowe posadzki. W sieni strop z podsufitką, fasetą i ozdobnym kartuszem. Przetrwały kominki, w tym jeden manierystyczny z 1639 roku, oraz piece kaflowe, m.in. jeden klasycystyczny, biały, okrągły z XIX wieku. Niektóre piece kaflowe zostały rozebrane i są zabezpieczone w pałacowych piwnicach. Na piętrze ściany płycinowo-ramowe ujęte w toskańskie pilastry. Dwie wyróżniające się grubością ściany działowe skrzydła głównego były w istocie ścianami zewnętrznymi XVII-wiecznego budynku – nie udało się ustalić, czy był on parterowy, czy piętrowy. Na elewacjach zewnętrznym skuto pierwotne tynki, więc nieznane są pierwotna kolorystyka ani też opracowanie ścian. Prawdopodobnie między każdą parą okien była dodatkowa lizena.

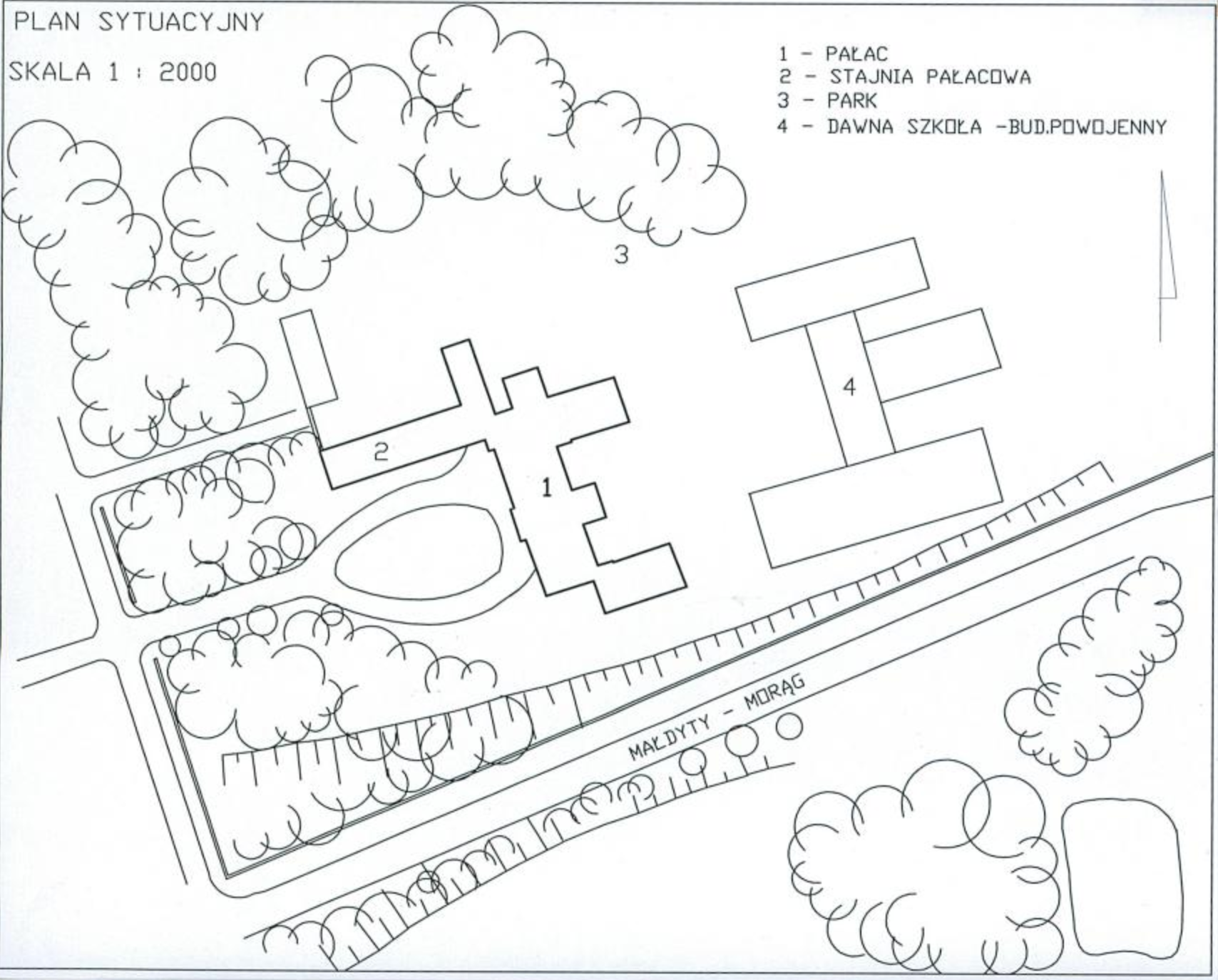
Plan sytuacyjny pałacu

Do pałacu prowadzi siedem wejść, wszystkie drzwi zewnętrzne są wtórne. W jednym z pomieszczeń znajdowała się kaplica ze sklepieniem pozornym, oświetlona dużym portfenetrem od zachodu, z szybkami witrażowymi. Północną część zajmowały pomieszczenia kuchenno-gospodarcze.

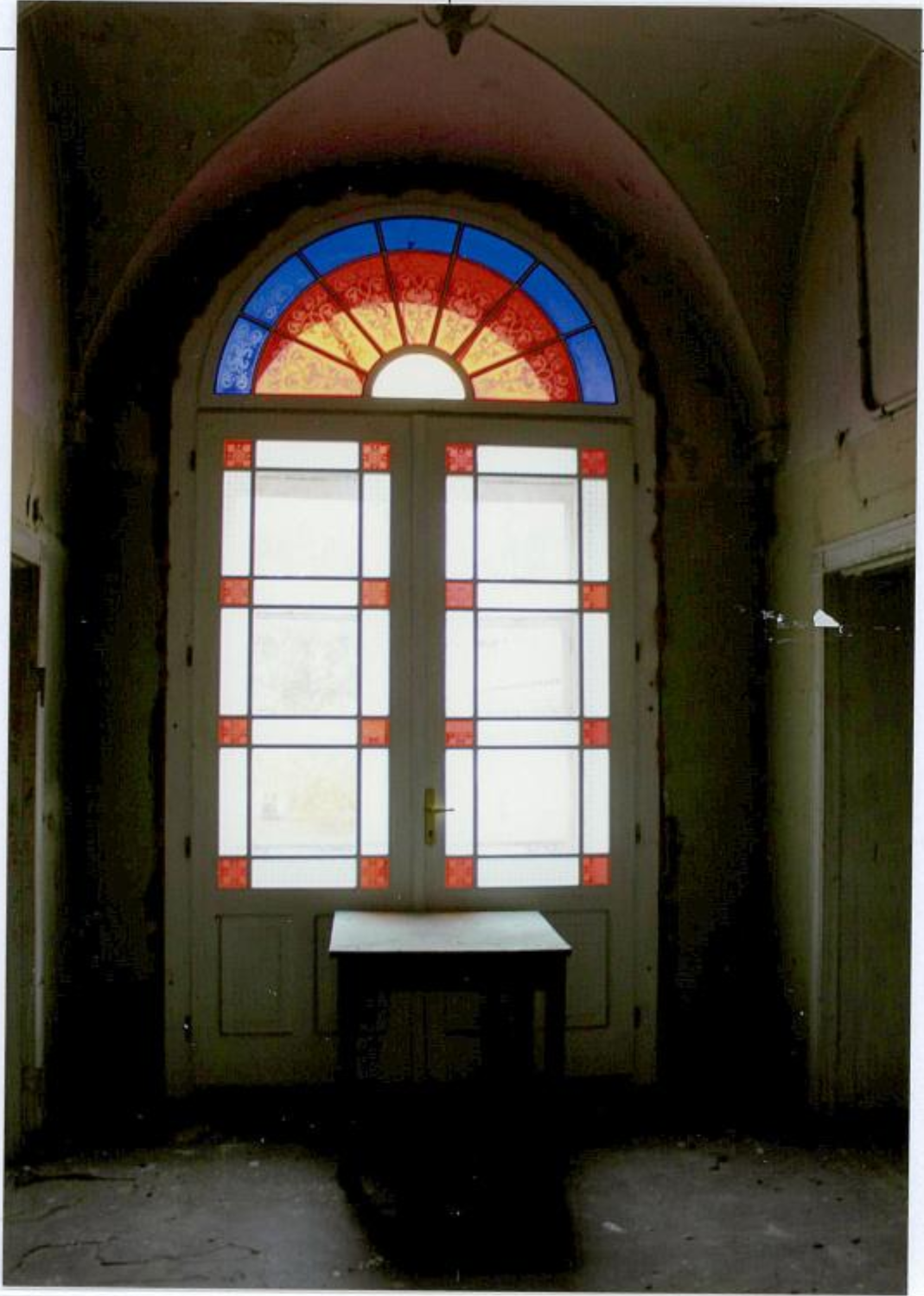
Kaplica w pałacu

Przed pałacem znajduje się podjazd w kształcie elipsy z kwietnikiem. Na dużym trawniku posadzono dęby tworzące szeroką aleję.
Od 1946 roku pałac był wykorzystywany na potrzeby szkół rolniczych (jako szkoła i internat jednocześnie). W 1954 roku wyremontowano skrzydła budynku, a w latach 1958–1959 przeprowadzono jego konserwację, zniszczenia oceniając na 3,5%. W 1971 roku na terenie parku wzniesiono nowy budynek szkolny, pałac pozostawiając pusty. Przeprowadzono wtedy remont polegający na wymianie tynków, malowaniu elewacji i wnętrz pałacu. Stajnię zamieniono na salę gimnastyczną. W roku 1981 naprawiono dach i przeprowadzono roboty bieżące. W latach 80. na parterze znajdowała się biblioteka.
Istniejąca niegdyś wozownia z częścią gospodarczą po północnej stronie stajni przy pałacu nie zachowała się do naszych czasów.
Szkoła opiekowała się pałacem, który do 1993 roku był ogrzewany zimą. W początkach 2001 roku zespół pałacowo-parkowy został kupiony przez osobę prywatną. Wiele ścian jest zawilgoconych i zagrzybionych, istnieją duże ubytki w wystroju architektonicznym elewacji, a schody do wież są częściowo zniszczone. Część okien wymieniono współcześnie.
Niektóre książki z pałacowej biblioteki z czasów niemieckich znajdują się dziś w zbiorach Działu Piśmiennictwa Muzeum Warmii i Mazur w Olsztynie, na przykład wydana w 1684 Alt- und Neues Preussen Oder Preüssischer Historien Zwey Theile czy Biblia z 1583 roku.

#### Park krajobrazowy

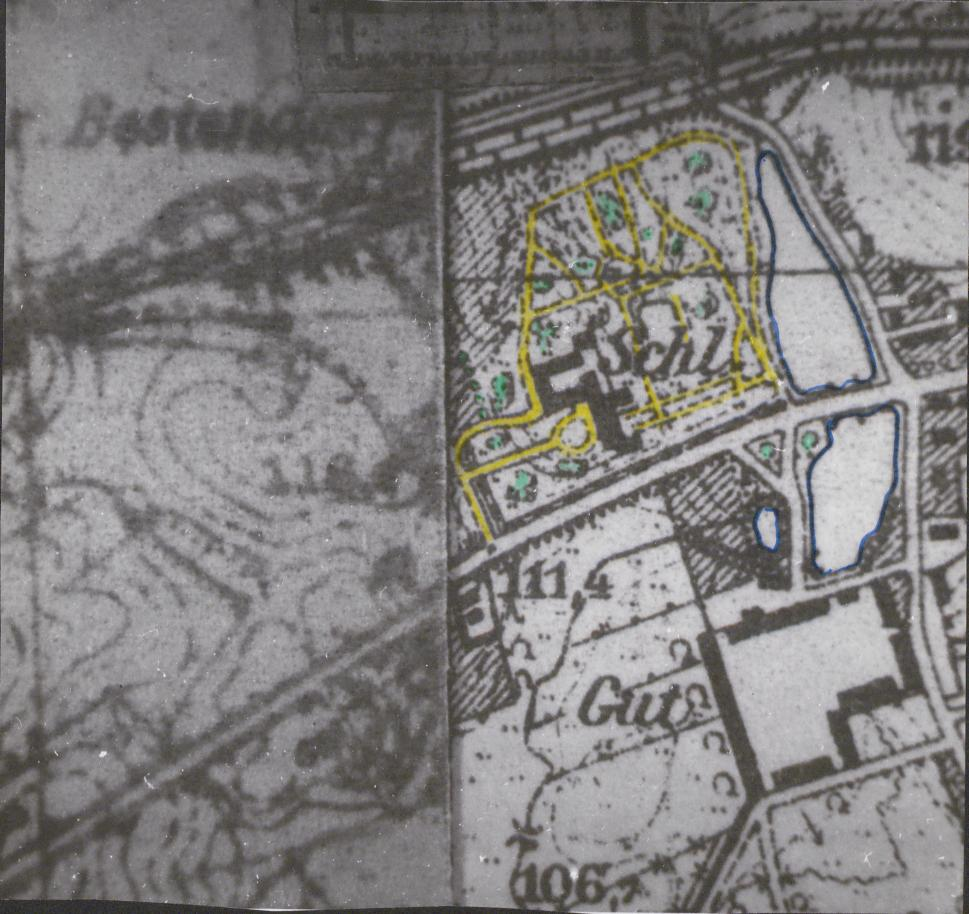
Park krajobrazowy w Dobrocinie na mapie sprzed 1945. Na żółto zaznaczono drogi i ścieżki wokół pałacu, na zielono drzewostan, a kolorem ciemnoniebieskim stawy. Tuż na wschód od pałacu nieistniejący dziś mały staw. Na południe od stawów zabudowania gospodarcze majątku

Liczący około 10 ha park krajobrazowy ograniczony jest od południa szosą, od północy nasypem linii kolejowej, od wschodu drogą wiodącą z Dobrocina w kierunku wsi Kiełkuty, a od zachodu terenem współczesnych zabudowań szkoły rolniczej. Na wschodnim krańcu parku znajduje się duży staw ciągnący się równolegle do drogi na Kiełkuty.
W swoich obecnych granicach park powstał zapewne w pierwszej połowie XIX wieku. Dęby liczą około 200 lat, buki i klony około 140, jesiony około 100.
Według karty ewidencyjnej zabytków architektury i budownictwa zespołu pałacowo-parkowego i folwarcznego „wnętrze parku zostało zeszpecone zbudowanym po wschodniej stronie pałacu masywnym gmachem internatu oraz założonym obok internatu boiskiem do gry w piłkę” i, według karty ewidencyjnej parku, „posadzono niczym nie uzasadniony rząd lip”. W roku 2013 wyburzono północne skrzydło internatu wraz ze stołówką i łącznikiem prowadzącym do południowego, starszego gmachu internatu, który pozostawiono.

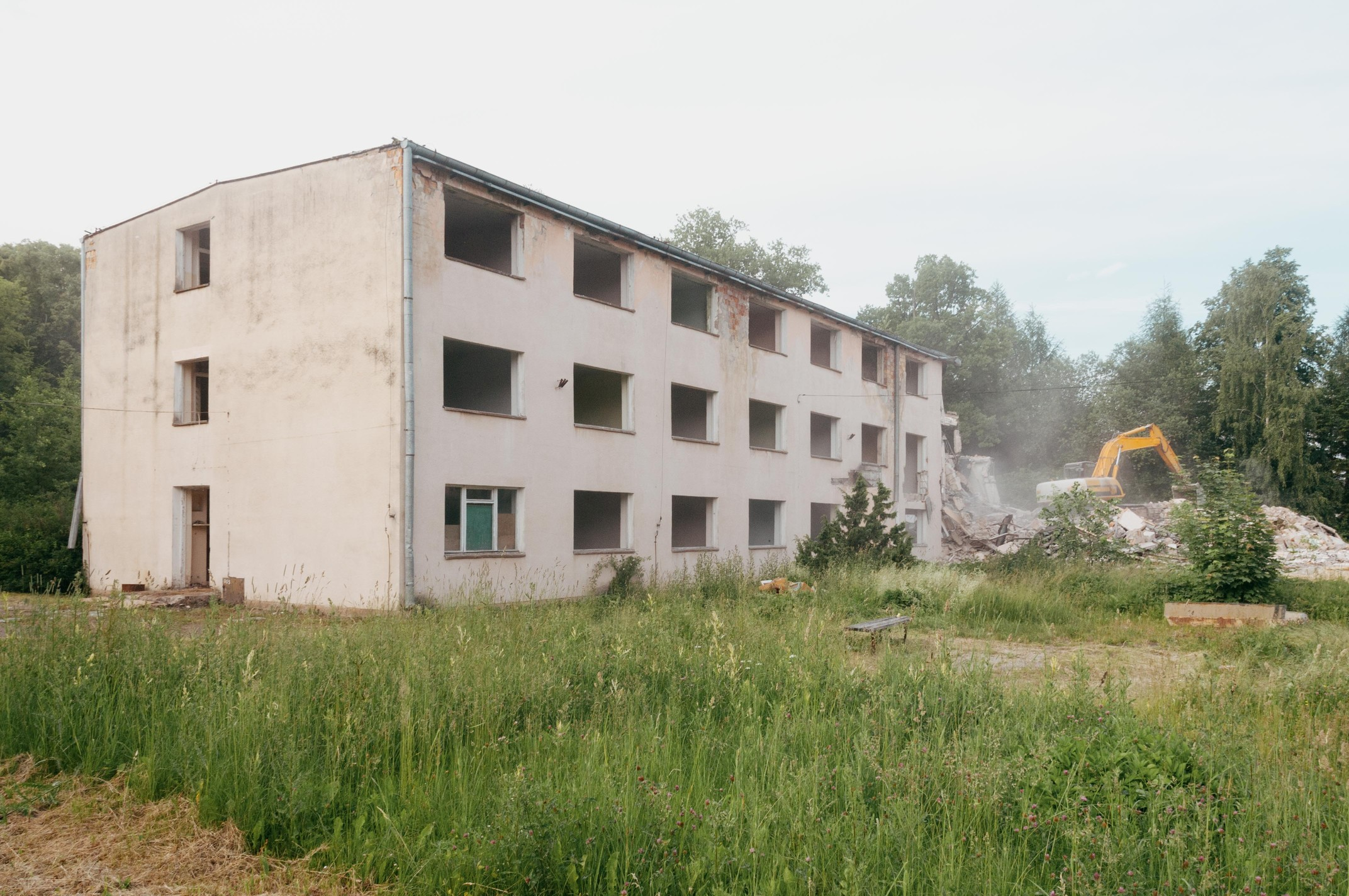
Wyburzenie internatu w 2013

Karta ewidencyjna opisała w roku 2000 część południową parku jako uporządkowaną (choć przetrzebioną) – ze ścieżkami spacerowymi utwardzonymi płytkami chodnikowymi oraz wewnętrznymi drogami jezdnymi utwardzonymi asfaltem, z trawnikami, z niezbyt licznie zachowanym starodrzewem oraz współczesnymi nasadzeniami drzew i krzewów ozdobnych. Środkowa i północna część parku ma charakter typowo krajobrazowy – przypomina park leśny o zwartym drzewostanie, w którym oprócz zachowanego starodrzewu występują niepielęgnowane samosiewy. Wśród gatunków drzew występują głównie lipy, buki, klony, dęby, jesiony oraz pojedynczo modrzewie i sosny (głównie sosny zwyczajne; oprócz nich jedna sosna czarna i niegdyś choina kanadyjska określona w dokumentacji również mianem sosny wejmutki o obwodzie 126 cm). Przeciętna wysokość drzew wynosi 27–35 m. Dawny układ ścieżek jest dziś nieczytelny.

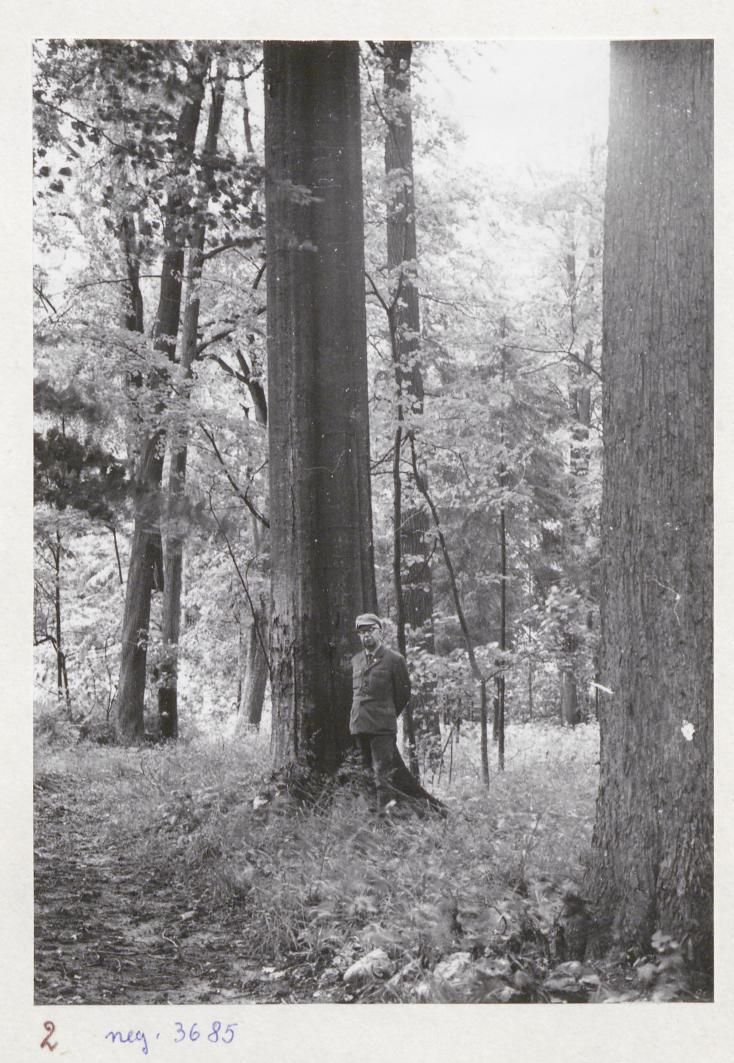
Fragment wysokopiennego zadrzewienia w parku z potężnym bukiem

Z krzewów obecny jest bez czarny, głóg jednoszyjkowy i dwuszyjkowy, trzmielina europejska, leszczyna, dereń świdwa i dereń szwedzki.
Park od strony południowej (wzdłuż szosy) ogrodzony jest otynkowanym ozdobnym murem ceglanym zwieńczonym obdaszkiem, z główną bramą wjazdową od części rezydencjonalnej złożoną z murowanych otynkowanych kwadratowych filarów Wzdłuż szosy rośnie żywopłot grabowy.
We wschodniej części zachowały się fragmenty dawnego sadu obramowanego świerkami. W pobliżu alei lipowej istniał tam niegdyś, widoczny na mapie z 1944 roku, mały staw. Na północ od pałacu, w otoczeniu starych lip, są resztki sztucznie usypanej górki.
W parku na północ od kompleksu zabudowań pałacowych znajduje się dawna lodownia – obecnie nieużytkowana, zasypana, porośnięta samosiewami.
Na zachodnim skraju parku, w pobliżu wzniesionych współcześnie zabudowań gospodarczych szkoły, zachował się dawny dom mieszkalny służby z chlewikiem przydomowym, wygrodzony współczesnym płotem z siatki drucianej w metalowych ramach, murowany, parterowy z wysokim poddaszem, nakryty dachem namiotowym.

### Część gospodarcza

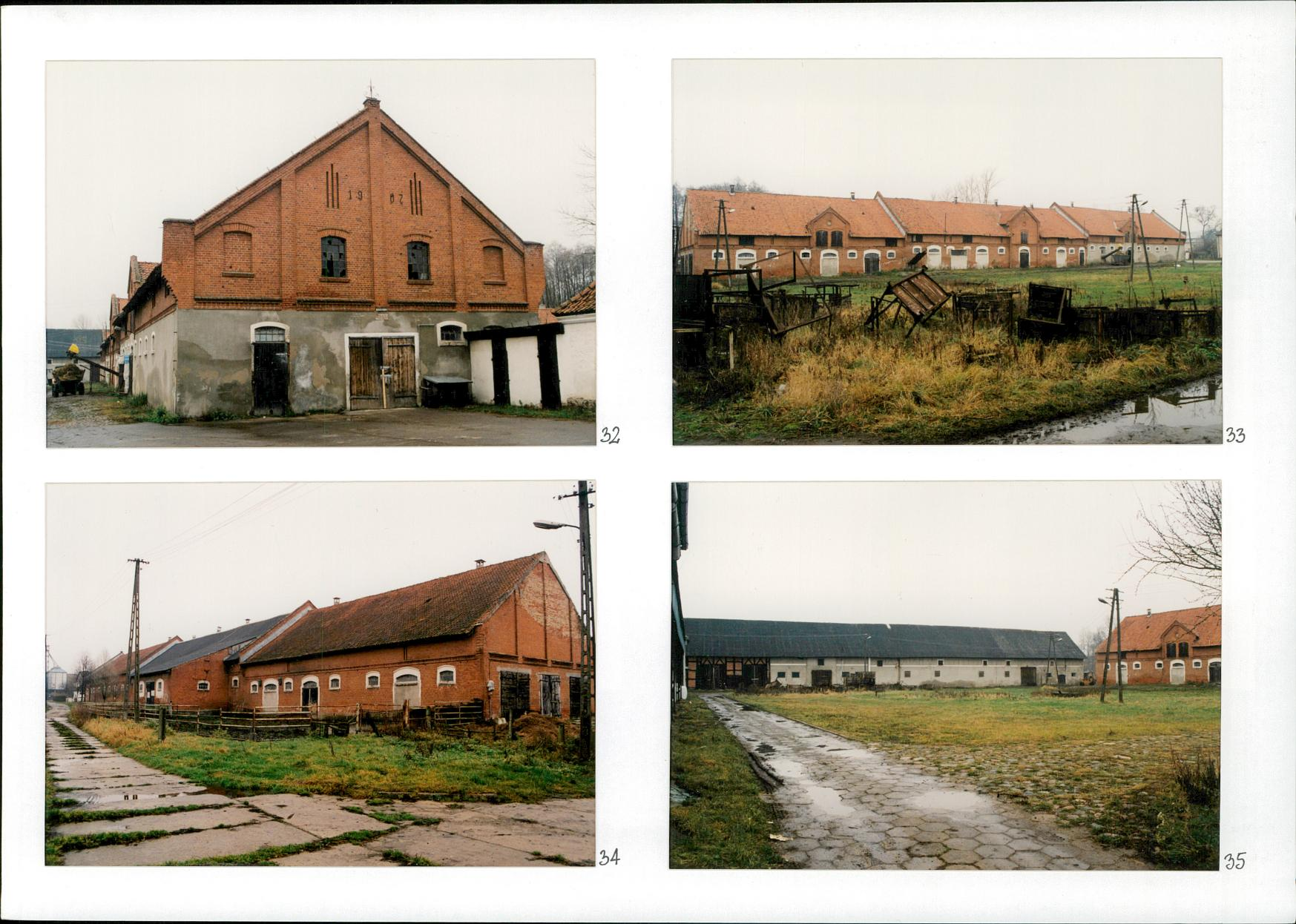
Budynki gospodarcze, m.in. stajnia koni roboczych ze spichlerzem na poddaszu. Dawna stajnia matek i źrebięciarnia, obora krów mlecznych, dawna stajnia koni wyścigowych i stodoła adaptowana częściowo na budynek inwentarski

Zabudowania folwarczne znajdują się na wprost części rezydencjonalnej, po południowej stronie szosy Małdyty–Morąg; oddzielone są od tej szosy dużym i małym stawem oraz wypływającym z dużego stawu ciekiem wodnym. Wody tego cieku napędzały niegdyś niewielką folwarczną elektrownię oraz tartak, oba połączone ze sobą murowanym łącznikiem budynki - murowana elektrownia o numerze „10” na planie sytuacyjnym wsi i drewniany tartak „9” - usytuowane są w bezpośredniej bliskości podwórza folwarcznego, lecz po jego zewnętrznej, północnej  stronie. Obiekty te są obecnie nieużytkowane.
Ostatnie trzydziestolecie XIX wieku przyniosło pewną stabilizację i postęp w gospodarce rolnej w regionie. Powoli budownictwo murowane zaczęło wypierać drewniane chałupy ze słomianymi strzechami. Chłopi sprowadzali ulepszony sprzęt do obróbki ziemi, kieraty, sieczkarnie, wialnie, później młockarnie. W dworach pojawiały się lokomobile parowe, podnosiła się produkcja i kultura rolna. Duże znaczenie przypisywano hodowli koni i krów. W początku XX wieku zaczęto coraz szerzej stosować sztuczne nawozy i wapnowanie zakwaszonych gleb, łąk i pastwisk.

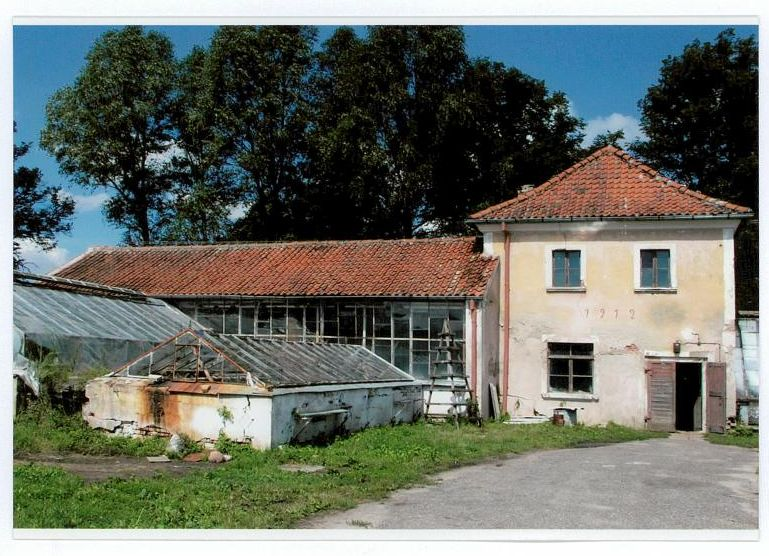
Szklarnie i magazyn ogrodniczy

W latach 1900–1932/1936 w Dobrocinie miała miejsce wielka modernizacja istniejących oraz budowa nowych zabudowań w majątku i w folwarkach, prowadzona z inicjatywy ówczesnego właściciela, Zygfryda von der Goltz-Domhardta, i dyrektora majątku, Paula Tolkmitta. Nieznany jest wcześniejszy, XIX-wieczny układ przestrzenny podwórza folwarcznego, trudno więc jednoznacznie określić, które z obecnie istniejących budynków gospodarczych i inwentarskich wzniesione zostały od podstaw po 1900 roku, a które zostały jedynie przekształcone.

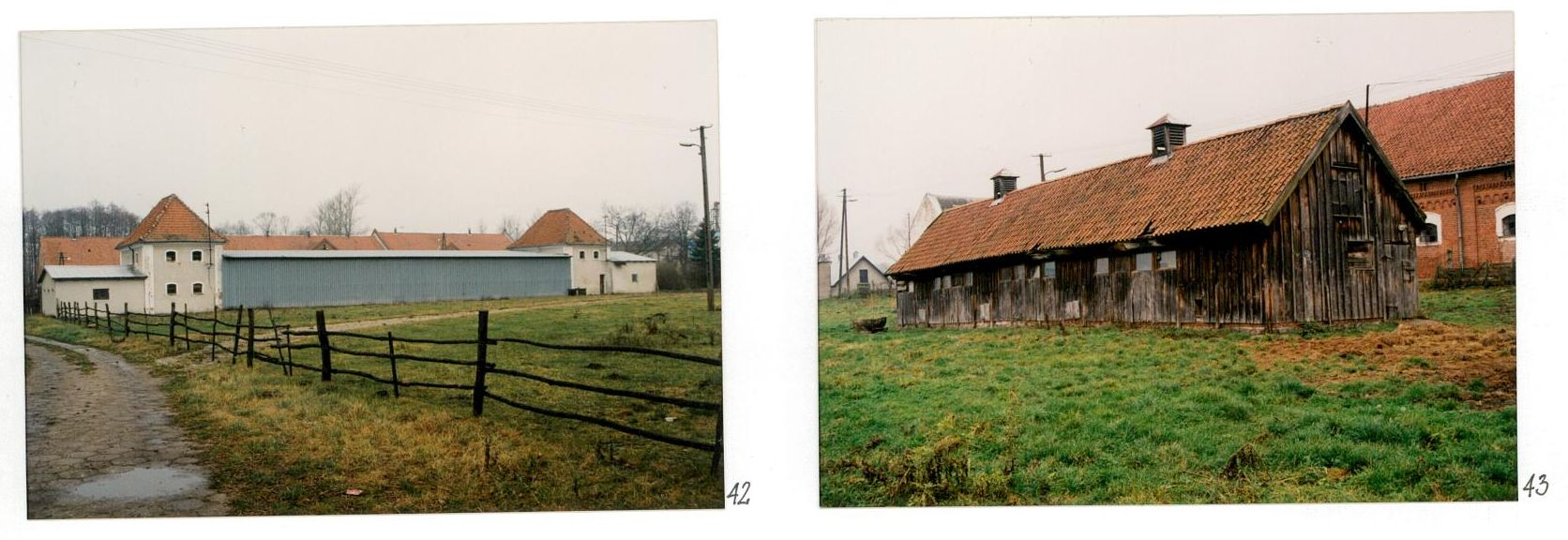
Dawna wiata na maszyny z wozownią i warsztatem kołodzieja

W południowej części wsi znajduje się podłużny budynek czworaka z przełomu XVIII i XIX wieku, budynki robotników folwarcznych oraz zespół budynków gospodarczo-inwentarskich, m.in.:
- budynek folwarczny z połowy XIX wieku, w którym po 1945 roku była chlewnia i mieszkanie[250],
- kuźnia z końca XIX wieku z tynkowanymi blendami[251],
- zespół stodół i stajni koni wyścigowych z końca XIX wieku[252],
- stajnie i obory z końca XIX wieku, w tym stajnia koni roboczych, obora krów mlecznych, stajnia matek i źrebięciarnia[253],
- wozownia i wiata na maszyny z przełomu XIX i XX wieku, choć obecna wiata łącząca budynki jest wtórna, blaszana[254],
- stróżówka z bramą z przełomu XIX i XX wieku z zachowanymi słupkami bramy z dekoracją w formie kuli[255],
- tworząca południowo-wschodnią pierzeję podwórza folwarcznego owczarnia z 1904 roku[249], gdzie po 1945 roku zamontowano mechaniczne wentylatory,
- spichlerz z końca lat 20. XX wieku ze ścianami szkieletowymi (mur pruski)[256].

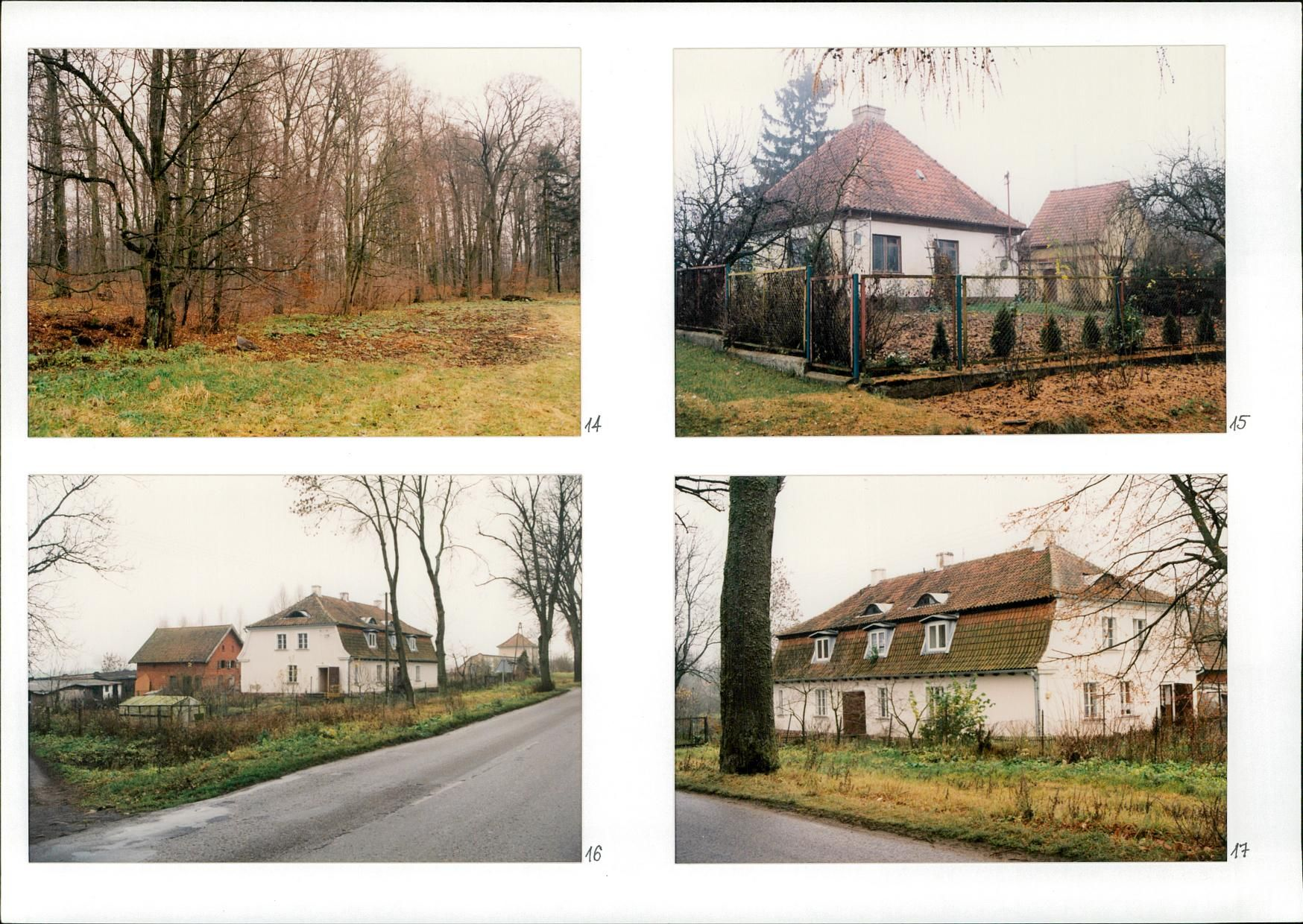
Góra: park krajobrazowy, dom służby pałacowej. Dół: dom ogrodnika

Po 1945 roku majątek przejął Zespół Szkół Rolniczych Ministerstwa Rolnictwa. Zabudowania folwarczne stanowiły wtedy gospodarstwo pomocnicze szkoły rolniczej, a ogrodnictwo – gospodarstwo pomocnicze szkoły ogrodniczej. W 1992 roku obiekty gospodarcze przejęła Agencja Własności Rolnej Skarbu Państwa (AWRSP) Oddział w Olsztynie i przekazała je w użytkowanie spółce pracowniczej. Domy mieszkalne robotników folwarcznych zostały częściowo zmodernizowane, a ogrody, część parku i cmentarz ogrodzono nowymi siatkowymi płotami. Domy robotnicze należały do AWRSP, po czym zostały wykupione przez lokatorów. Obecnym użytkownikiem zabudowań folwarcznych jest spółka „Dobrol“.
Dawny budynek administracyjny i kompleks budynków w południowo-wschodniej części zabudowań nie zachowały się do naszych czasów, a inne budynki, takie jak stolarnia, wiata i wozownia, zachowały się tylko częściowo.

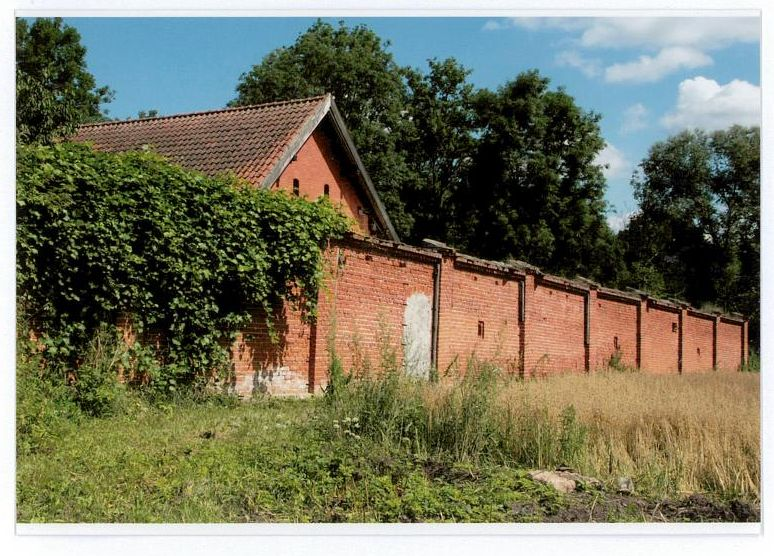
Budynek gospodarczy z XIX/XX wieku otoczony masywnym ceglanym murem

Ogrodnictwo, usytuowane po południowej stronie szosy Małdyty–Morąg, jest najbardziej na zachód wysuniętym elementem zespołu. W jego obrębie obok powojennych szklarni i budynków magazynowych zachowało się kilka dawnych obiektów, są to: dom ogrodnika „7" na planie sytuacyjnym wsi, budynek gospodarczy „7a”, oraz szklarnie i magazyn ogrodniczy „8". Na teren ogrodnictwa prowadzi z szosy stara brama wjazdowa złożona z dwóch murowanych kwadratowych filarów, na których osadzone zostały powojenne skrzydła bramne. Poza bramą nie zachowało się dawne ogrodzenie od strony szosy, obecnie znajduje się tu płot z siatki drucianej rozpięty na betonowych słupkach. Sama brama jest z pierwszego ćwierćwiecza XIX wieku, reprezentuje styl klasycystyczny, a jej dwa słupy zwieńczone są czworościenną piramidką.
Tzw. dom ogrodnika (znany również jako dom nr 2) to budynek z 1912 roku wybudowany na mieszkania dla lokaja, ogrodnika oraz na siedzibę straży pałacowej. Po wojnie był to dom nauczycielski. Mansardowy dach nadaje budynkowi barokowy charakter.
W Dobrocinie jest też leśniczówka z początku XX wieku.

### Wiatrak typu holenderskiego

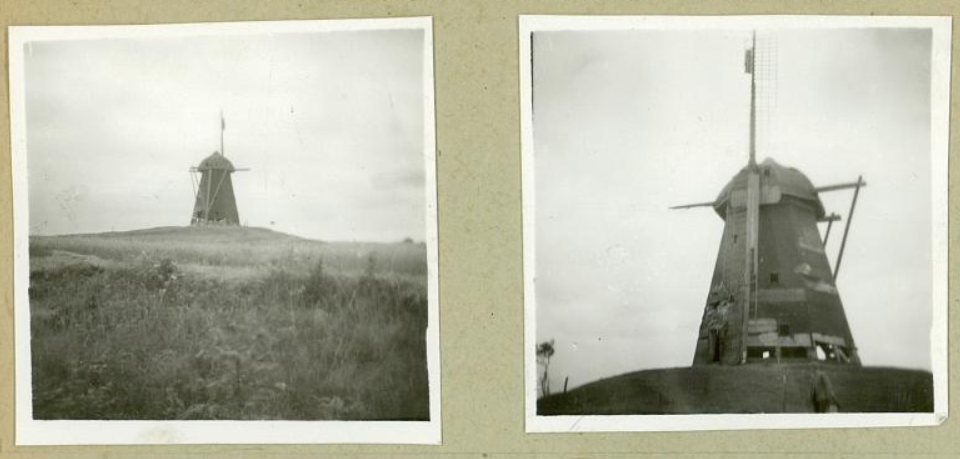
Wiatrak w latach 1950.

Wiatrak typu holenderskiego w Dobrocinie zbudowany został w 1850 roku przez Wł. Borkowskiego z Białegostoku i usytuowany na zachodnim krańcu wsi. Po wojnie był własnością Państwowego Technikum Rolniczego w Dobrocinie. W 1948 roku wyłączony z użytkowania i, będąc w „bardzo złym stanie” (jego dach był pokryty papą) , przeniesiony został do Muzeum Budownictwa Ludowego w Olsztynku w latach 1962–1965.
Jest ostatnim w całości drewnianym wiatrakiem tego typu z zachowanym mechanizmem w województwie warmińsko-mazurskim.
W 2022 roku został przeprowadzony jego kompleksowy remont i obejrzenie wiatraka jest możliwe w Muzeum Budownictwa Ludowego w Olsztynku.

## Oświata

### Szkoła podstawowa

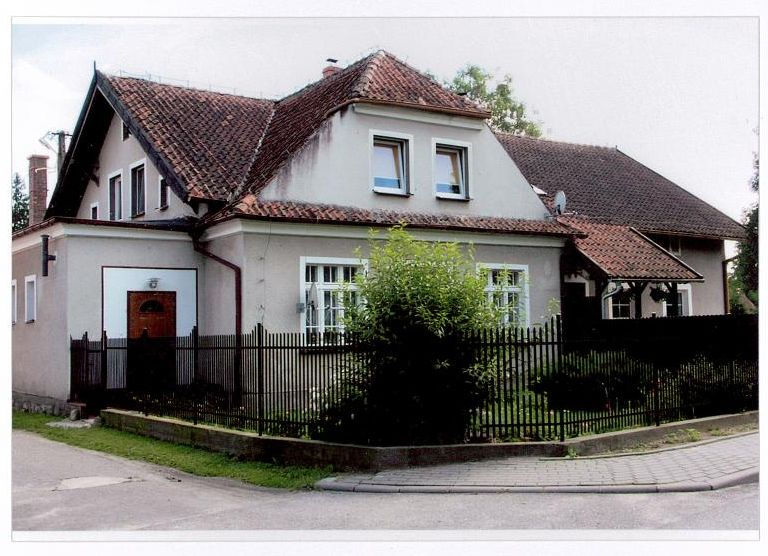
Budynek szkoły podstawowej w Dobrocinie w 2010, obecnie własność prywatna

W przeciwieństwie do innych zakonów katolickich, Krzyżacy nie przejawiali większego zainteresowania sprawami nauki i oświaty. Szkoła we wsi powstała około roku 1700. W wieku XIX wybudowano kolejny budynek, tym razem murowany.
Przy okazji Wielkanocy w 1915 roku odnotowano, że egzamin końcowy (niem. Abschlussprüfung) zdał jeden uczeń z Dobrocina, urodzony 10 września 1899 roku Walter Tiedtke, syn pracownika poczty pracującego w Szczytnie (niem. Ortelsburg).
W 1929 roku poszerzono szkołę i odtąd do 1939 miała dwie klasy i dwóch nauczycieli. Do szkoły uczęszczały również dzieci ze wsi: Kozia Wólka, Naświty, Nowe Kiełkuty, Stare Kiełkuty.
W 1935 roku szkoła w Dobrocinie była jedną z 96 szkół podstawowych w powiecie morąskim. Przeważały wówczas szkoły z jednym lub dwoma nauczycielami (84,4% ogółu), a wśród 181 nauczycieli było tylko 26 kobiet (14,4%) i z reguły pracowały one tylko w szkołach z trzema lub więcej nauczycielami. Średni wiek nauczycieli wynosił 40 lat.
Gdy po drugiej wojnie światowej do powiatu zaczęli napływać nauczyciele z województwa warszawskiego i innych terenów Polski, również z obozów koncentracyjnych, określeni zostali przez inspektora szkolnego Jana Raczyńskiego jako ludzie „przygnębieni i psychicznie załamani”. Już 15 października 1945 roku powołano do życia oddział powiatowy Związku Nauczycielstwa Polskiego, by wzmóc opiekę nad nauczycielami pozbawionymi rodzin lub powracającymi z obozów. 31 grudnia 1945 roku było na terenie powiatu uruchomionych 27 szkół, w 1946 – 47 szkół podstawowych, a do 1 października 1948 roku były już 63 szkoły, sześć domów dziecka i pięć przedszkoli. Liczba szkół z jednym lub dwoma nauczycielami zmalała w porównaniu z 1935 rokiem z 84,4% do 44,5% w 1970 roku, co szczególnie pomogło młodzieży wiejskiej, która przed wojną zwykle kończyła naukę na czterech klasach szkoły podstawowej.

### Szkoła średnia
Szkołę rolniczą w Dobrocinie, początkowo jako Gimnazjum i Liceum Rolniczo-Hodowlane, zorganizował w roku 1946 inż. Wincenty Chmyzowski (1876–1952). Szkoła i internat funkcjonowały w pałacu von Domhardtów. Pierwsze egzaminy maturalne odbyły się w 1948 roku, a świadectwo dojrzałości otrzymało 13 absolwentów. W tymże roku gimnazjum przemianowano na Państwowe Liceum 4-letnie. W 1950 roku liceum zastąpiło Państwowe Technikum Rolnicze i otwarto Zasadniczą Szkołę Ogrodniczą. W 1965 roku rozpoczęto budowę nowego budynku szkolnego i internatu, które do użytku oddano w 1972 roku.

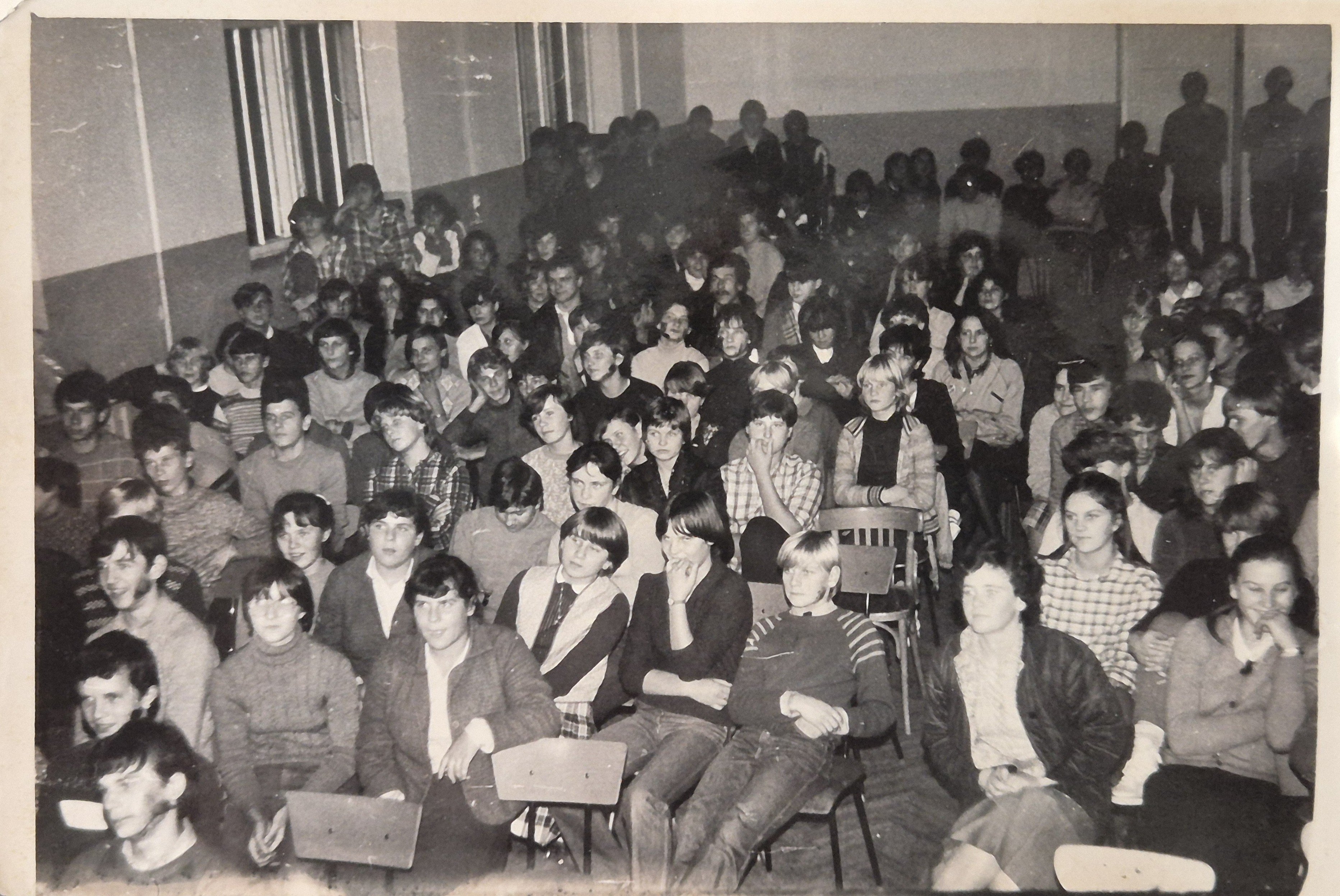
Sala kinowa w pałacu w Dobrocinie na początku lat 80.

Do 1970 roku szkołę ukończyło około 500 absolwentów, a niektórzy powrócili do niej jako wykładowcy lub wychowawcy. W roku szkolnym 1970/1971 technikum liczyło ponad 180 uczniów i 20 nauczycieli, a do Zasadniczej Szkoły Ogrodniczej uczęszczało 70 uczniów. W początku lat 70. szkoła, do tej pory funkcjonująca w pałacu, przeniosła się do nowego budynku z salą gimnastyczną i otwartym basenem (obecnie nieistniejącym). Powstały nowe warsztaty, szklarnie, powiększono internat o drugi budynek. W 1972 roku rozpoczęły działalność Zaoczne Technikum Rolnicze i Telewizyjne Technikum Rolnicze, trzy lata później powstała Zasadnicza Szkoła Mechanizacji Rolnictwa. Od roku szkolnego 1976/77 rozpoczął funkcjonowanie Zespół Szkół Rolniczych Ministerstwa Rolnictwa skupiający szkoły: Technikum Rolnicze 5-letnie, Technikum Hodowlane 5-letnie (powstałe we wrześniu 1971 roku), Technikum Rolnicze 3-letnie, Zasadniczą Szkołę Ogrodniczą i Zasadniczą Szkołę Mechanizacji Rolnictwa. Kolejnymi dyrektorami połączonych szkół byli: wspomniany Wincenty Chmyzowski, Stanisław Matulewski, Jan Żelazny, Wacław Karpowicz, Henryk Lichowski, Wanda Grochowska, Roman Domagała, Józef Stanisławski (1959-1991), Waldemar Kozłowski. W 2000 roku przestał istnieć ZSR, w jego miejsce utworzono Zespół Szkół Agro-Ekonomicznych kształcący techników żywienia i gospodarstwa domowego, techników mechanizacji rolnictwa i mechaników pojazdów samochodowych. Rok 2009 przyniósł kolejną zmianę: dotychczasowy zespół szkół przekształcono w Zespół Szkół Centrum Kształcenia Rolniczego w Dobrocinie, w którym pojawiły się nowe kierunki kształcenia: technik architektury krajobrazu i technik weterynarii.

## Kultura

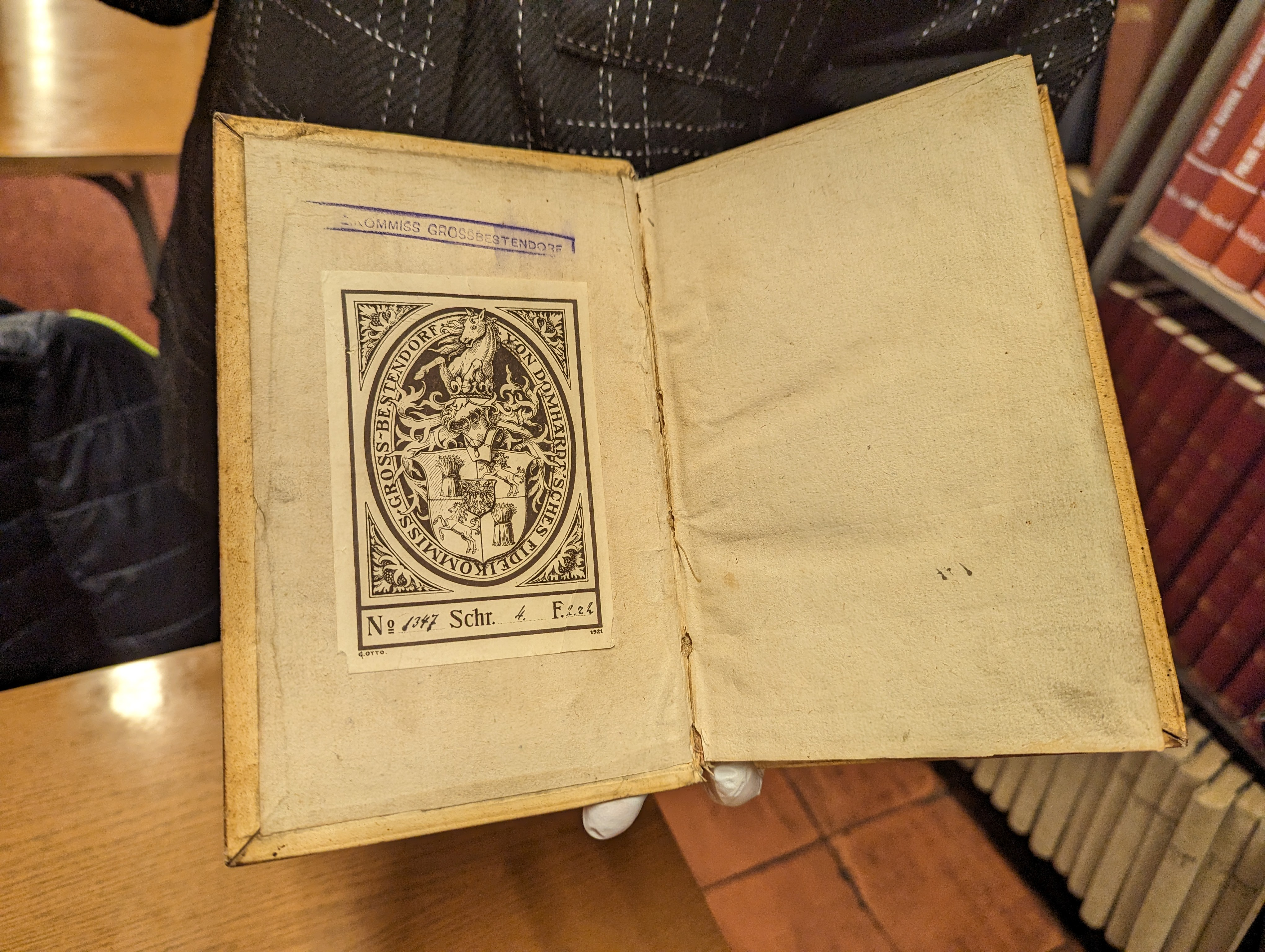
Książka z 1572 opatrzona napisem Fideikommiss-Gross-Bestendorf von Domhardt'sches z biblioteki w Dobrocinie rodziny Domhardt, obecnie w archiwum Muzeum Warmii i Mazur w Olsztynie

O pierwszych lokalnych poczynaniach kulturalnych pisze organizatorka życia kulturalnego, pierwsza kierowniczka referatu kultury, Maria Rytel-Gabszewicz:

Starosta Józef Kaszyński, jak niewielu ówczesnych ojców powiatu, troszczył się o sprawy kulturalne. Przydzielał mi samochód, oczywiście ciężarówkę, i jeździłam po całym powiecie. W Dobrocinie na przykład, natrafiłam na przechowywane tam bogate księgozbiory. Pamiętam, że były tam dzieła ogromnej wartości, np. pisane ręcznie na pergaminie łacińskie księgi. Zabezpieczyłam i dostarczyłam do Kuratorium Szkolnego w Olsztynie osiemnaście ciężarowych samochodów książek. Ratowałam też przed zniszczeniem dzieła sztuki, głównie obrazy znajdujące się w poniemieckich majątkach w Dobrocinie, Wenecji, Jaśkowie, Ponarzynach. Nie wszystkie były w dobrym stanie, przez pałace przeszła już fala szabrowników, ale mimo to udało się ocalić skarby wielkiej nieraz wartości. Przekazywałam je do istniejącego już wówczas Muzeum Mazurskiego w Olsztynie.

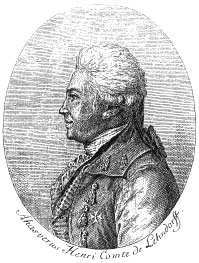
Ernst Ahasverus Heinrich von Lehndorff około 1769 roku

W Dobrocinie znajdowała się niegdyś sala kinowa, klub i bar.

### Dobrocin w pamiętnikach
- W swoich dziennikach Ernst Ahasverus Heinrich von Lehndorff(inne języki), przyjaciel Ignacego Krasickiego, opisuje pobyt w Dobrocinie w 1773 roku, gdzie mieszkał w owych czasach generał Friedrich Ludwig I Truchseß von Waldburg, i w którym spotkał żonę generała, Sophie Luise von Flörke, oraz hrabiego Keyserlingk(inne języki) z żoną[274].
- Niemiecki teolog Johann Christoph Wedeke odwiedza Dobrocin między 1792 a 1803 rokiem, wkrótce po zakupieniu majątku przez von Domhardtów, i wspomina zły stan majątku i odbywające się tam prace budowlane[108].
- Niemiecki lekarz Hans von Lehndorff, praprawnuk Ernsta i kuzyn zaangażowanego w  zamach na Adolfa Hitlera Heinricha von Lehndorff-Steinort, w Dzienniku z Prus Wschodnich opisuje koniec drugiej wojny światowej i polskie początki na Warmii i Mazurach. Jedną noc spędza w Dobrocinie[275].

### Dobrocin w kulturze masowej
- Bronisław Cieślak w 124 odcinku programu Telewizyjne Biuro Śledcze opisał historię niewyjaśnionej zbrodni dokonanej przy tzw. Świętej Górze na drodze między Dobrocinem a Kiełkutami w 1997 roku[276].

## Religia

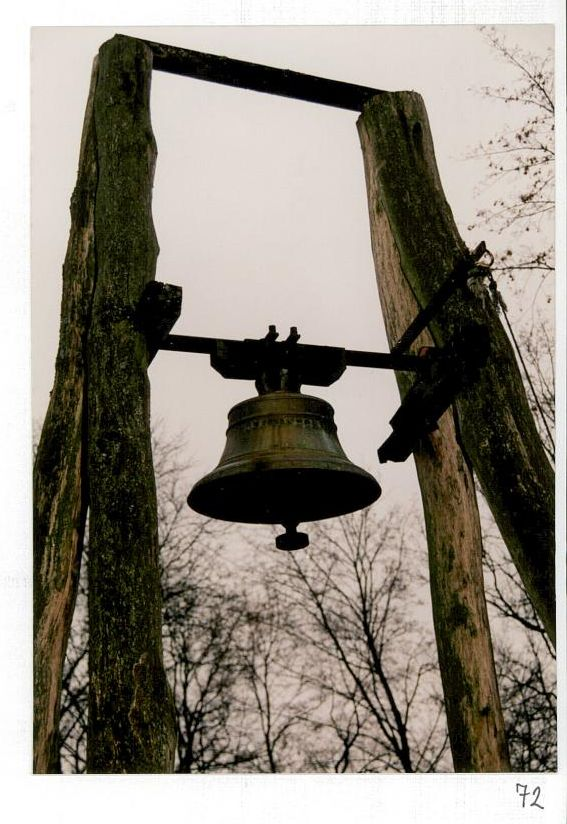
Dzwonnica cmentarna w Dobrocinie - dzwon z XIX wieku ufundowany przez von Domhardtów

Przy lokalizacji wsi za czasów krzyżackich przewidywano zwykle cztery łany dla kościoła, a na utrzymanie plebana czynszownicy zobowiązani byli do świadczenia dziesięciny, wynoszącej dwa korce zboża (zwykle żyta i owsa) rocznie od każdej włóki.
W 1319 roku stwierdzono dwuletni wakat na urzędzie proboszcza parafii w Dobrocinie, a więc istniał tu już wtedy kościół. Dobrocin należał do komory morąskiej komturstwa elbląskiego i diecezji pomezańskiej. Kolejny kościół zbudowany został w latach 1508–1509, ale już wkrótce był nieobsadzony. W 1543 roku Wilamowo było kościołem parafialnym dla Dobrocina, co potwierdzono w czasie nowego podziału Prus w 1818, a w XVI wieku kościół w Dobrocinie nie istniał.
W 1410 roku, jeszcze przed wybuchem wielkiej wojny państwa krzyżackiego z Polską, doszło do konfliktu między radą miejską Morąga a parafią. Podłożem były prawdopodobnie sprawy ekonomiczne, być może pretensje miasta do części dochodów parafii. W rezultacie zelżony został w Dobrocinie ks. Martin Monsch. Spętanego przywieziono do Morąga, a następnie wywieziono do Pasłęka i Prabut. Wypuszczono go pod warunkiem, że nie złoży skargi. On jednak przedstawił sprawę w Rzymie. Badający na polecenie papieża ten przypadek opat pelpliński uznał burmistrza i radnych za winnych świętokradztwa i skazał ich na ścięcie. Współwinnych obłożono ekskomuniką. Sprawa jednak ciągnęła się latami. Dopiero w 1420 roku, dzięki mediacji biskupa warmińskiego Jana Abeziera, strony konfliktu doszły do ugody. Nie bez znaczenia był fakt, że za mieszkańcami Morąga wstawił się wielki mistrz krzyżacki Michał Küchmeister von Sternberg. Zamieszani w porwanie uzyskali absolucję (rozgrzeszenie).

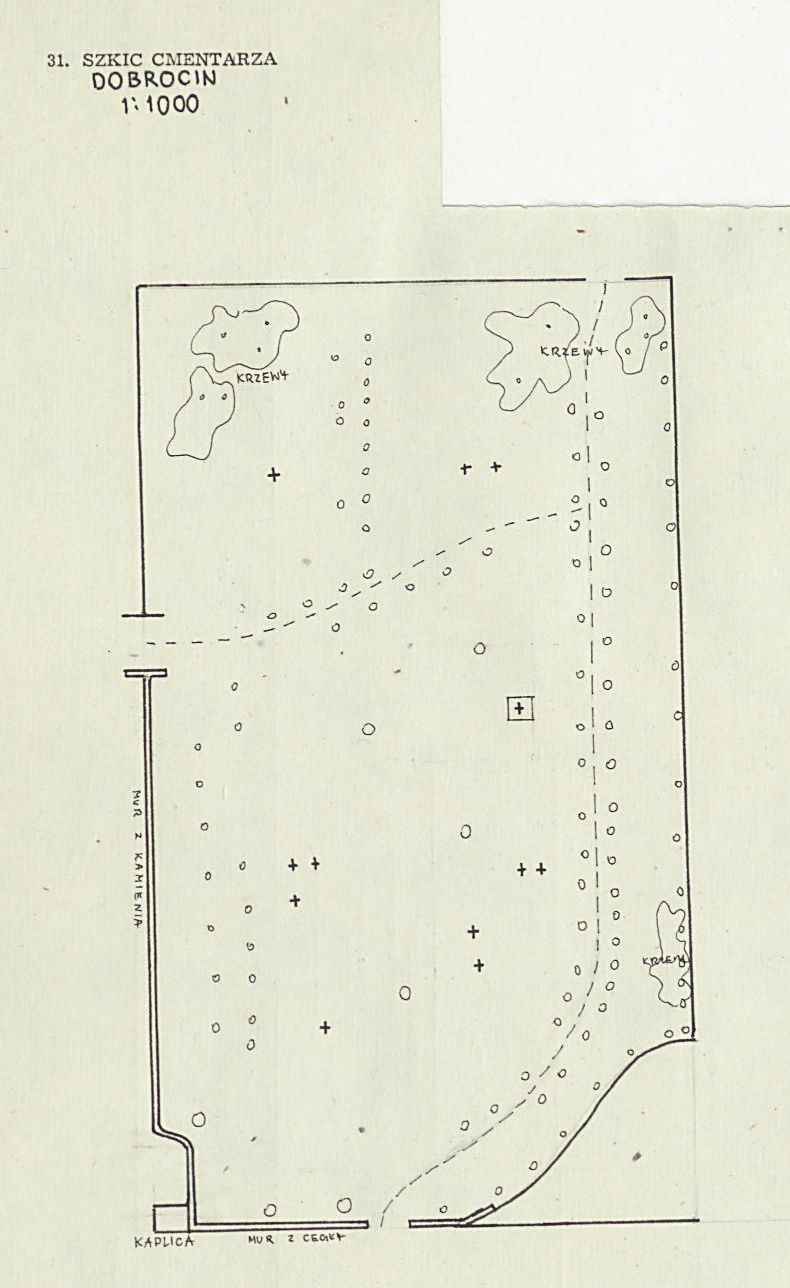
Plan cmentarza sporządzony w 1982 roku

Prawdopodobnie z czasów, gdy wieś należała do rodziny von Wilmsdorf, pochodził drewniany kościół wzniesiony nad stawem, obok miejsca gdzie obecnie znajduje się współczesny budynek biura oznaczony na planie sytuacyjnym numerem „34”. Jak podaje Wolf von Wrangel, kościół ten nie istniał już w początku XIX wieku. Jego pozostałość stanowił wówczas jedynie ośmiokątny granitowy kamień (istnienie tego kamienia potwierdził również dobrociński autochton - Ernst Grabowski, ur. 1938 – zm. 2010).
W Prusach Górnych dominowało wyznanie luterańskie. Mniejszość stanowili wyznawcy Kościoła ewangelicko-reformowanego. Grupa kalwinów, nie wiadomo jak liczna, zamieszkiwała w latach 40. XIX wieku Dobrocin.
Po drugiej wojnie światowej wieś należała do reerygowanej w 1958 roku parafii Wilamowo–Małdyty. W 1990 roku utworzono samodzielną parafię parafię w Małdytach, a proboszcz wilamowski wraz z wiernymi przystąpił do budowy kościoła filialnego w Dobrocinie, którą ukończono w 1997. Proboszczem w latach 1990–1997 był Jarosław Pierzgalski, a po nim Janusz Dzieniszewski i Edward Węgrzyn. Obecnie w Dobrocinie znajduje się kościół filialny pw. Matki Bożej Królowej Pokoju parafii Wilamowo w dekanacie Morąg, diecezji elbląskiej.

### Cmentarz ewangelicko-augsburski
W Dobrocinie znajduje się zdewastowany cmentarz ewangelicko-augsburski z XVIII wieku o powierzchni 1,40 ha, usytuowany przy drodze do Woli Kudypskiej w pobliżu dawnej kostnicy i obecnego cmentarza.

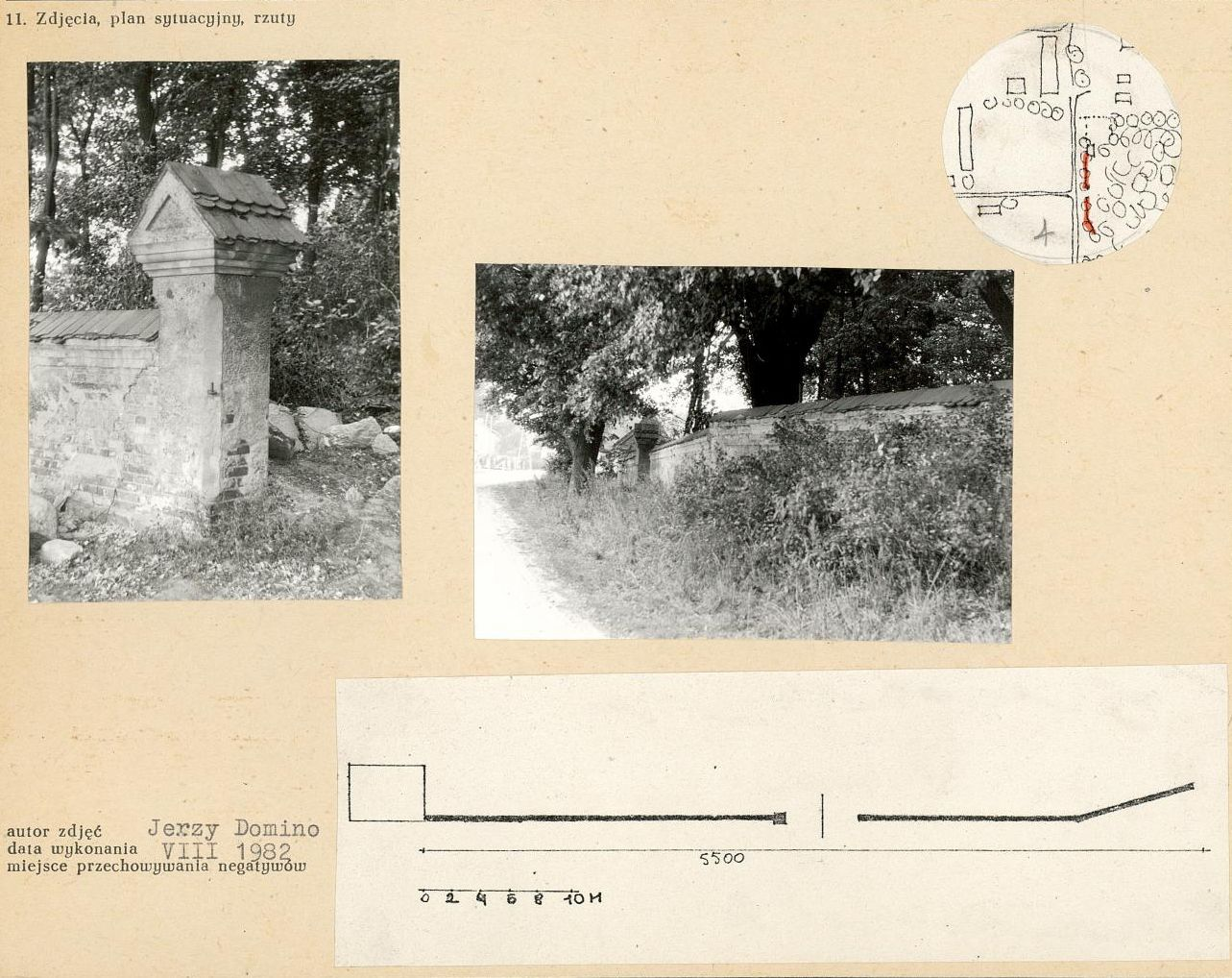
Mur cmentarny w 1982 roku

Założony był na planie prostokąta z aleją lipową wzdłuż południowej granicy i ścieżką prawie poprzeczną obsadzoną grabami, bez widocznych podziałów na kwatery. Znajduje się na nieznacznym wzniesieniu opadającym tarasami ku drodze.
Najstarszym istniejącym nagrobkiem jest obelisk z piaskowca z imionami byłych właścicieli - Friedricha Domhardta (1744–1814) i Honoraty Domhardt (1767–1828). Widoczne są również imiona Justus Friedrich von Domhardt oraz Ernestine Gertrud Friederike von Domhardt. W 1982 roku odnotowano 1 grób z pierwszej połowy XIX wieku, 4 wolnostojące nagrobki i 2 płyty oraz 8 innych mogił z drugiej połowy XIX wieku, ponadto 5 płyt i 18 mogił z XX wieku do 1945 roku.
Na zachodzie i północy cmentarza znajduje się XVIII-wieczny mur ceglany na kamiennej podmurówce, zwieńczony dwuspadowym dachem krytym karpiówką.

### Kostnica

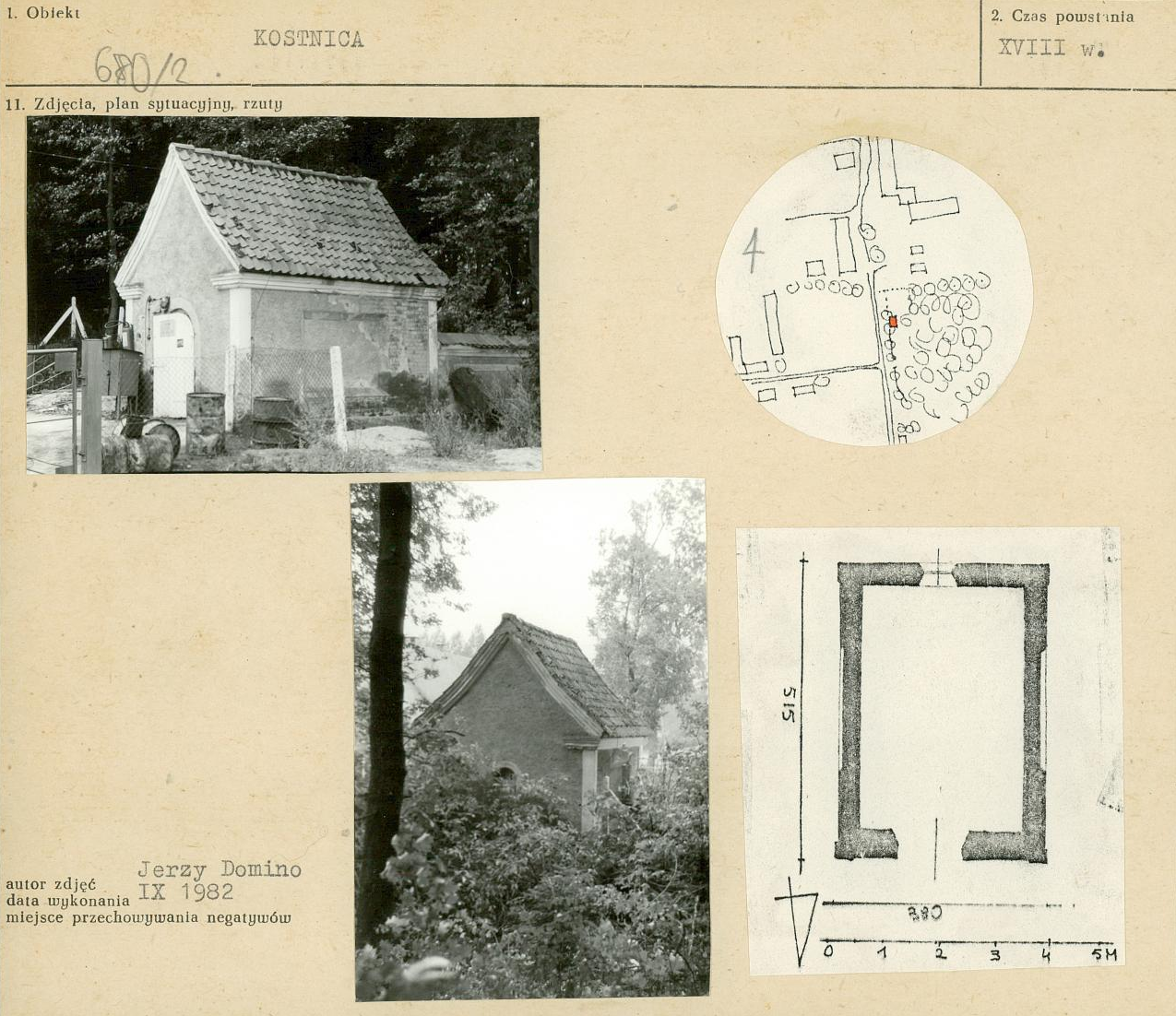
Kostnica w 1982 roku

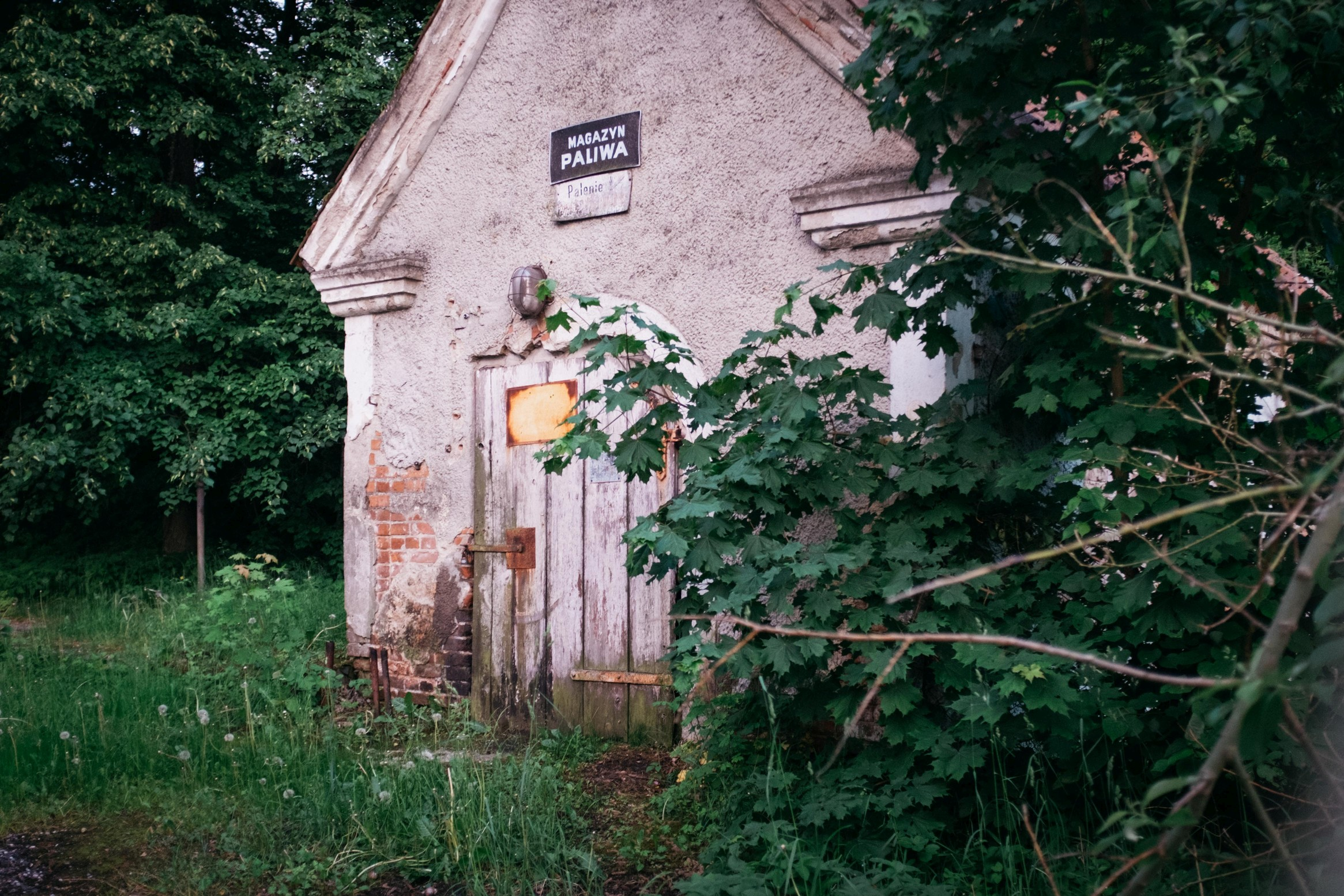
Kostnica w 2018 roku

Przy drodze na cmentarz znajduje się kostnica (kaplica cmentarna) z końca XVIII wieku.
Barokowa kostnica połączona jest z murem cmentarnym i zbudowana jest z cegieł na podmurówce z kamienia polnego spojonego wapnem i cementem, pokryta tynkiem „barankiem”. Jej elewacja ujęta jest w dwa płaskie pilastry, a ściany boczne ozdobione są profilowaną płyciną. Obecne drzwi są deskowe, na zawiasach pasowych. Mur do naszych czasów zachował się tylko częściowo.
Jej właścicielem zostało Państwowe Technikum Rolnicze, a przeznaczenie zmieniono na skład paliw. W jej karcie ewidencyjnej zabytków architektury i budownictwa zalecono, by przywrócić jej charakter kultowy lub chociaż zamienić ją na „magazyn rzeczy mniej brudzących i mniej palnych”.

## Przyroda
Obszar wokół Dobrocina, silnie pofałdowany, ukształtowany został przez zlodowacenie północnopolskie i jest zlewiskiem niewielkich cieków wpadających do rynnowego jeziora Ruda Woda. Podłoże terenu jest zróżnicowane – stanowią je utwory moreny czołowej w postaci piasków z głazami, sandry, torfy i glina zwałowa z moreny dennej. Dominują ciężkie gleby gliniaste lub piaszczysto-gliniaste z domieszką żwiru i kamieni. W wielu miejscach, zapewne na skutek odsłonięcia podglebia, wierzchołki wzniesień pozostawiono jako nieużytki i obsadzono drzewami. W obrębie stref moren czołowych, gdzie często poszczególne partie wzgórz zbudowane są z zupełnie odmiennych utworów, również i gleby tworzą urozmaiconą mozaikę.
Dobrocin leży w strefie ścierania się klimatów morskiego i kontynentalnego. Masy zimnego powietrza arktycznego i polarnego wpływają na zaostrzenie się warunków termicznych, a bliskość Bałtyku na dużą zmienność pogody.

### Geologia

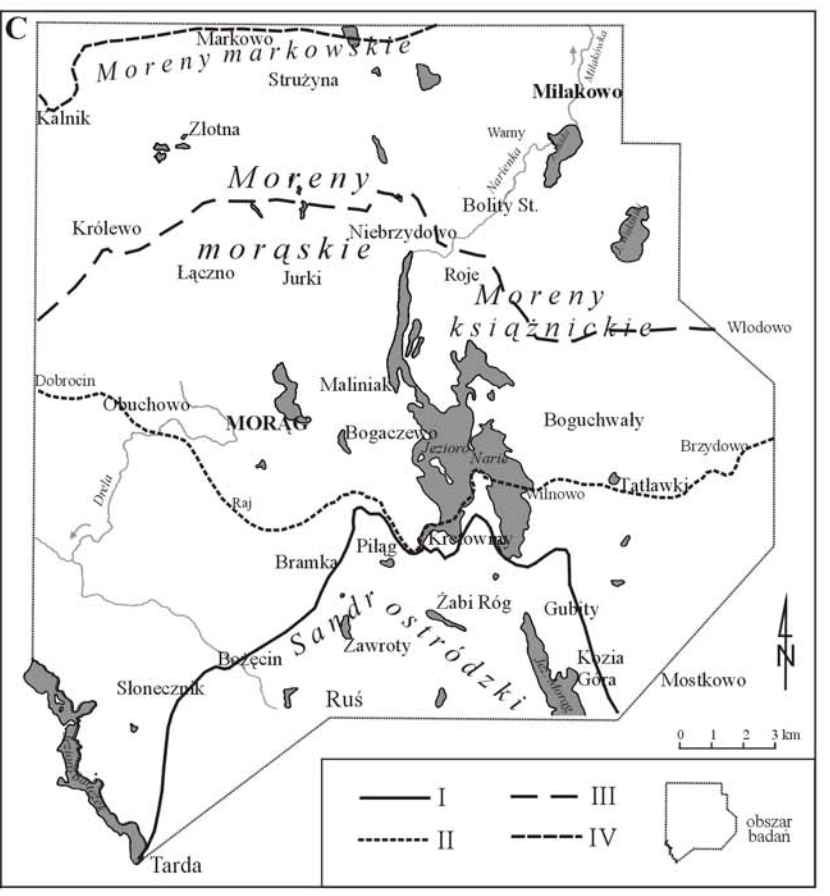
Maksymalny zasięg czoła lądolodu fazy pomorskiej

W profilu pionowym warstw geologicznych występują kolejno, poczynając od powierzchni: utwory czwartorzędowe, trzeciorzędowe i kredowe. Te ostatnie, głównie margle, powstałe w środowisku morskim, rozprzestrzeniają się warstwą grubości kilkuset metrów. Około 60 milionów lat temu, w trzeciorzędzie, zmiany warunków środowiska spowodowały powstawanie osadów odmiennego typu. We wczesnym trzeciorzędzie, w oligocenie, powstały piaski kwarcowe z glaukonitem oraz mułki i iły. Później, w miocenie, po ustąpieniu morza oligoceńskiego pozostały płytkie zbiorniki śródlądowe, otoczone bagniskami, licznymi mieliznami i wyspami. Znoszony z lądu do jezior materiał piaszczysty i ilasty zawierał obfite domieszki pyłu węglowego; wśród mioceńskich piasków, mułków i iłów spotykamy warstewki węgla brunatnego. W okolicach gmin Małdyty i Morąg na burowęglowych utworach mioceńskich kończy się sedymentacja okresu trzeciorzędowego. Nie stwierdzono występowania osadów najmłodszego ogniwa trzeciorzędu – pliocenu.
Powierzchnia stropu trzeciorzędu jest nierówna; deniwelacje przekraczają 100 m. Wierzchnie warstwy geologiczne powstały w najmłodszym okresie, w czwartorzędzie, i są rezultatem działalności kilku kolejnych zlodowaceń. Osady czwartorzędowe, w przeciwieństwie do starszego podłoża, cechuje duża zmienność zarówno w wykształceniu, jak też w ułożeniu przestrzennym poszczególnych warstw. Starsze podłoże, które znalazło się na trasie wędrówek lądolodu, zostało przekształcone, a ponieważ procesy towarzyszące peregrynacji lodowcowej były niezwykle różnorodne - utwory czwartorzędowe tworzą dosyć nieporządny przekładaniec. 

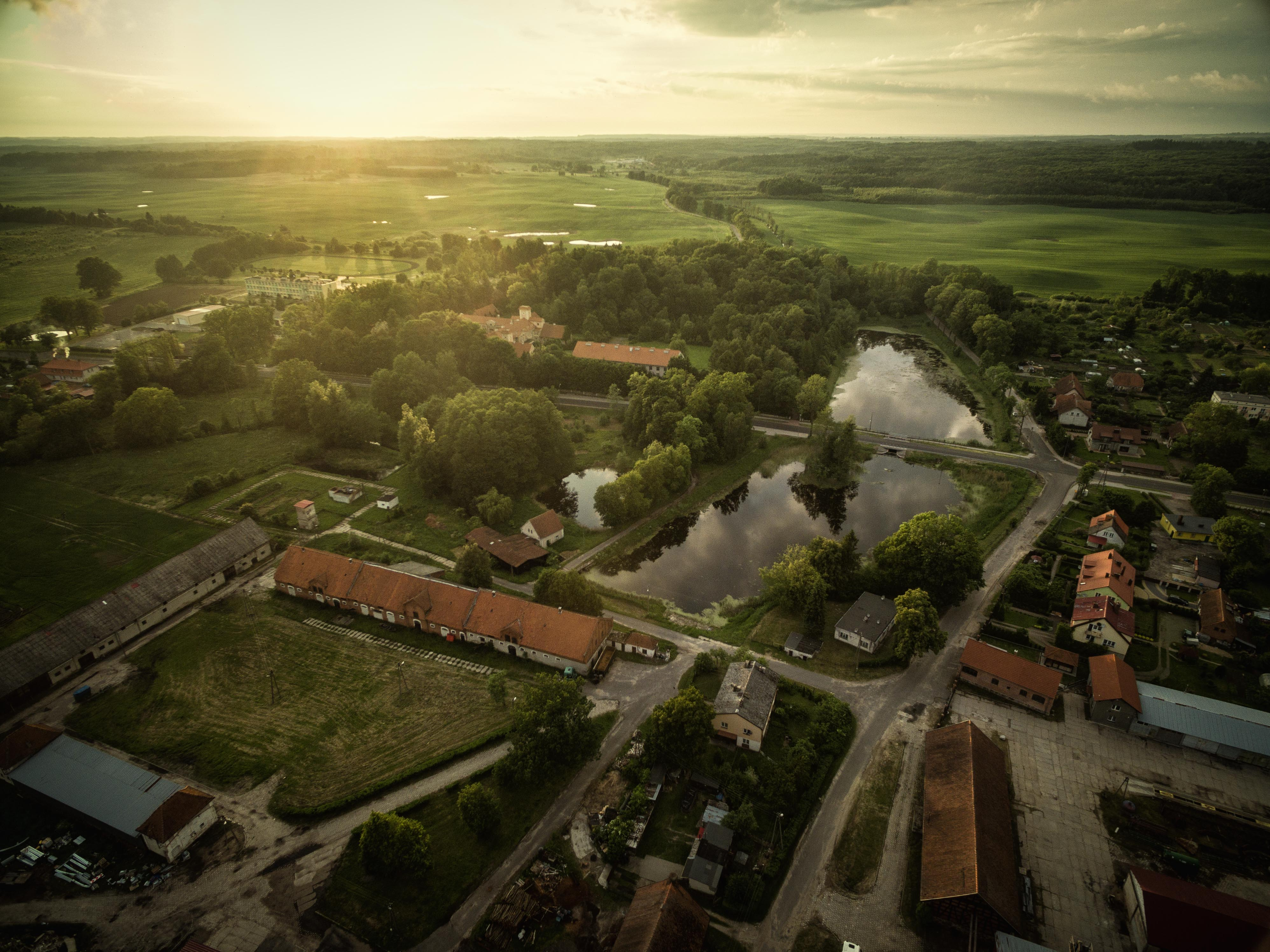
Klimat sprzyja dość silnej erozji gleb, szczególnie na terenach nie zalesionych objętych uprawami. Praca na pofałdowanym terenie jest kosztowna i równocześnie gorsza jakościowo, a uzyskiwane plony są niskie

Materiał niesiony na lodzie, znajdujący się we wnętrzu i wleczony po dnie i bokach lodowca, był przetwarzany, warstwy skalne przemieszczane i fałdowane, a wody o różnej prędkości przepływu (od bystrych potoków do spokojnych zbiorników) segregowały i osadzały okruchy skalne. Osady czwartorzędowe składają się głównie z glin zwałowych oraz piasków i żwirów. W ich towarzystwie spotykamy często osady zbiorników wodnych – mułki i iły. W profilu pionowym czwartorzędu najwięcej jest glin zwałowych. W okolicach Dobrocina spotykamy rozległe, bezładnie rozrzucone wzgórza o łagodnych stokach. Wszystkie wzgórza zbudowane są z gliny zwałowej. Ogólnie, rzeźba terenu jest młoda, zróżnicowana.
Typowy dla moren spiętrzonych zaburzony układ warstw oznacza wymieszanie grubszego materiału z piaskiem i gliniaste przewarstwienia. Oznacza to ograniczone możliwości eksploatacji złóż kruszywa mineralnego.
Środowisko geograficzne obszaru powiatu morąskiego ukształtowało się w ostatnim stadium najmłodszego zlodowacenia północnopolskiego oraz w okresie współczesnym człowiekowi, w holocenie.
Pod koniec plejstocenu, pierwszy etap recesji czoła lądolodu fazy pomorskiej podczas zlodowacenia północnopolskiego przebiegał tuż na południe od Dobrocina. Lodowiec cofał się stopniowo, często zatrzymując się i zmieniając linię krawędzi. Dziś, na południe od wsi, piaszczysto-żwirowy sandr, zaczynający się u wylotu bramy lodowcowej jeziora Narii, sięga Dobrocina i południowych okolic Wilamowa. Na północ zaś, znajdujące się na terenie lasu moreny małdyckie rozciągają się na wschód od Małdyt aż po Dobrocinek.

### Lasy Dobrocińskie

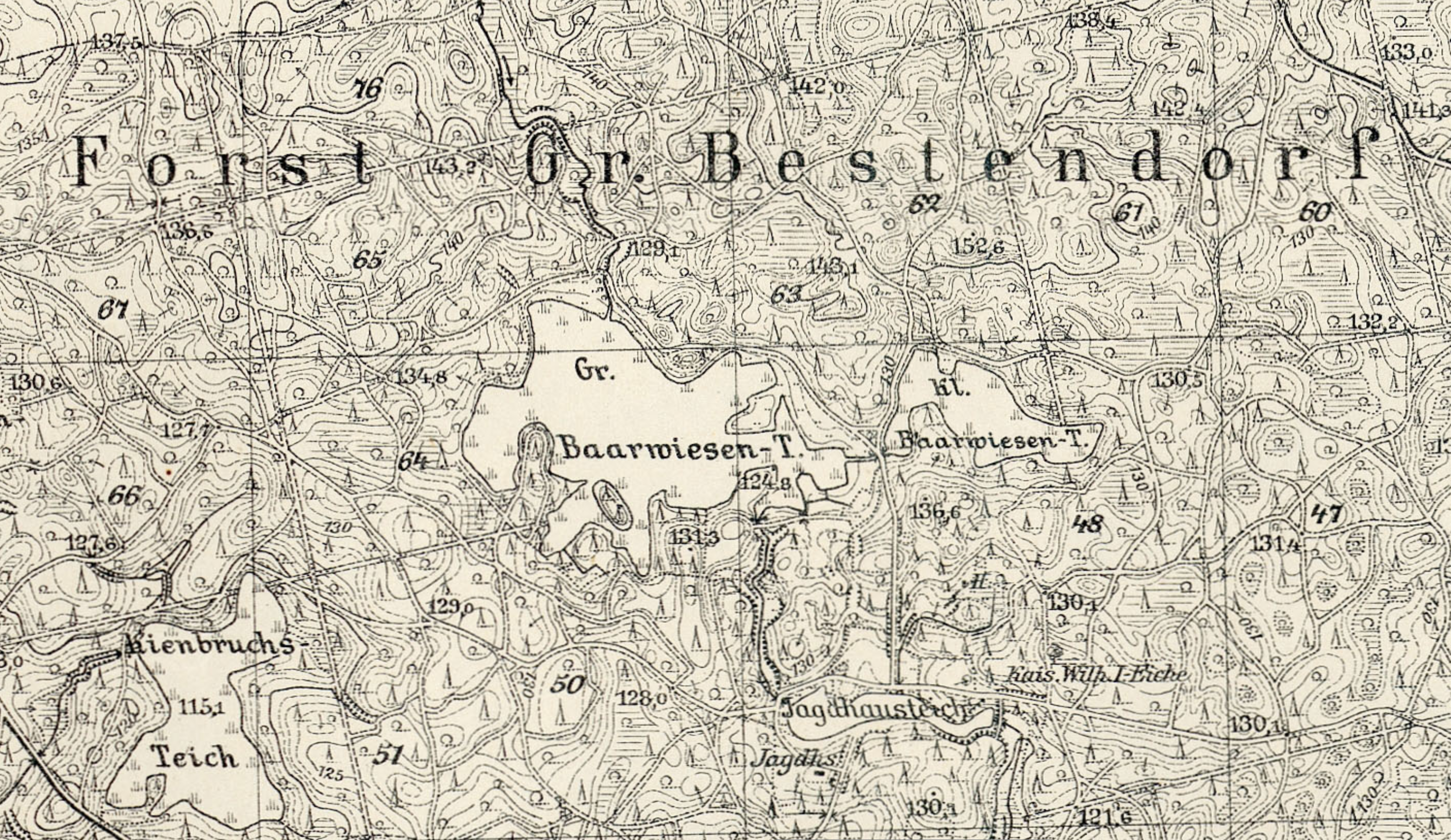
Działka leśna (niem. Jagen) numer 48 oraz dąb Cesarza Wilhelma w Lasach Dobrocińskich

Wokół Dobrocina leżą Lasy Dobrocińskie, w których obecne są pomniki przyrody, np. dęby. Utworzono w nich rezerwat leśny „Niedźwiedzie Wielkie" w celu zachowania naturalnego stanowiska buka we wszystkich fazach rozwojowych na granicy jego naturalnego występowania. Na około 34 ha objęto ochroną naturalne drzewostany bukowe z domieszką grabu, dębu bezszypułkowego i lipy drobnolistnej. Występują tu: krzewy — leszczyna, kruszyna, wawrzynek wilczełyko, wiciokrzew-suchodrzew, jarząb pospolity, porzeczka czarna; spośród roślin zielnych m.in. prosownica rozpierzchła, kopytnik pospolity, czosnek niedźwiedzi, lilia złotogłów; liczne są mchy i porosty.
W 1900 roku odnotowano raport żandarma (niem. Fussgendarm) Bonge z Chojnika, że w Lasach Dobrocińskich na działce leśnej (niem. Jagen) numer 48 należącej do von der Goltz znajduje się godny uwagi (niem. beachtenswerten) buk zwyczajny (Fagus sylvatica) o obwodzie 4,3 metra, a 4 metry nad ziemią drzewo dzieli się na cztery konary, z których jeden rośnie pionowo, a trzy poziomo.
Przez lasy, na południe od Dobrocina, przepływają rzeka Drela oraz, na wschód od Dobrocina, jej prawy dopływ Tąga.

### Święta Góra

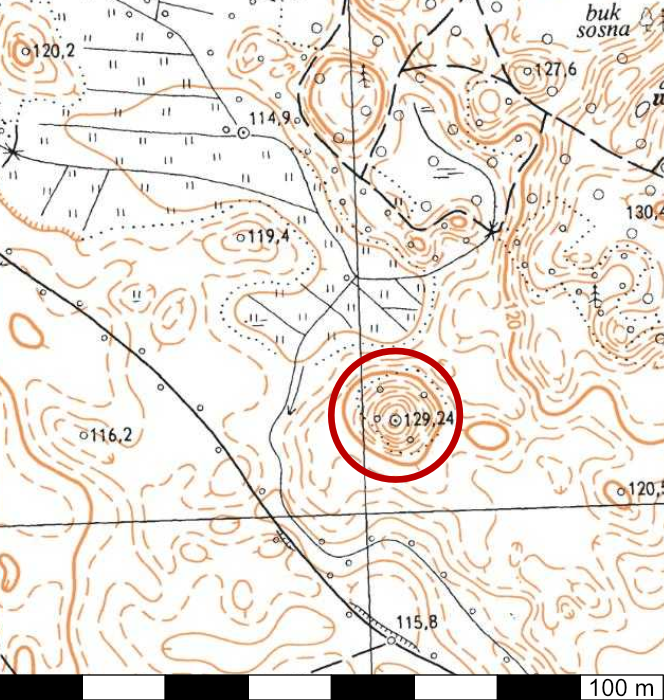
Święta Góra, AZP 21-55/11

Około kilometra na północny zachód od Dobrocina przy drodze 1213N w stronę Kiełkut, na skraju Lasów Dobrocińskich, znajduje się odizolowane wzgórze o nazwie Święta Góra, niegdyś Swente Gora lub Svantegora, o wysokości około 129 m n.p.m. W tych okolicach podobnych pagórków jest więcej, ale żaden z nich nie jest tak dobrze izolowany. Jako że dawna nazwa miała polskie brzmienie już w przedwojennym nazewnictwie niemieckim, może ona świadczyć o znajdujących się tutaj ośrodkach kultu. Choć nie ma pewności co do występowania tutaj lasów w okresie wczesnego średniowiecza, nie można wykluczać zarówno ich istnienia, jak pełnienia przez nie funkcji granicznej pomiędzy włością Zambroch (Sambród) na zachodzie i bliżej nieznaną jednostką terytorialną w okolicach Morąga na wschodzie. Święta Góra mogłaby wtedy znajdować się na rubieży owej jednostki terytorialnej, niezachowanej w źródłach.

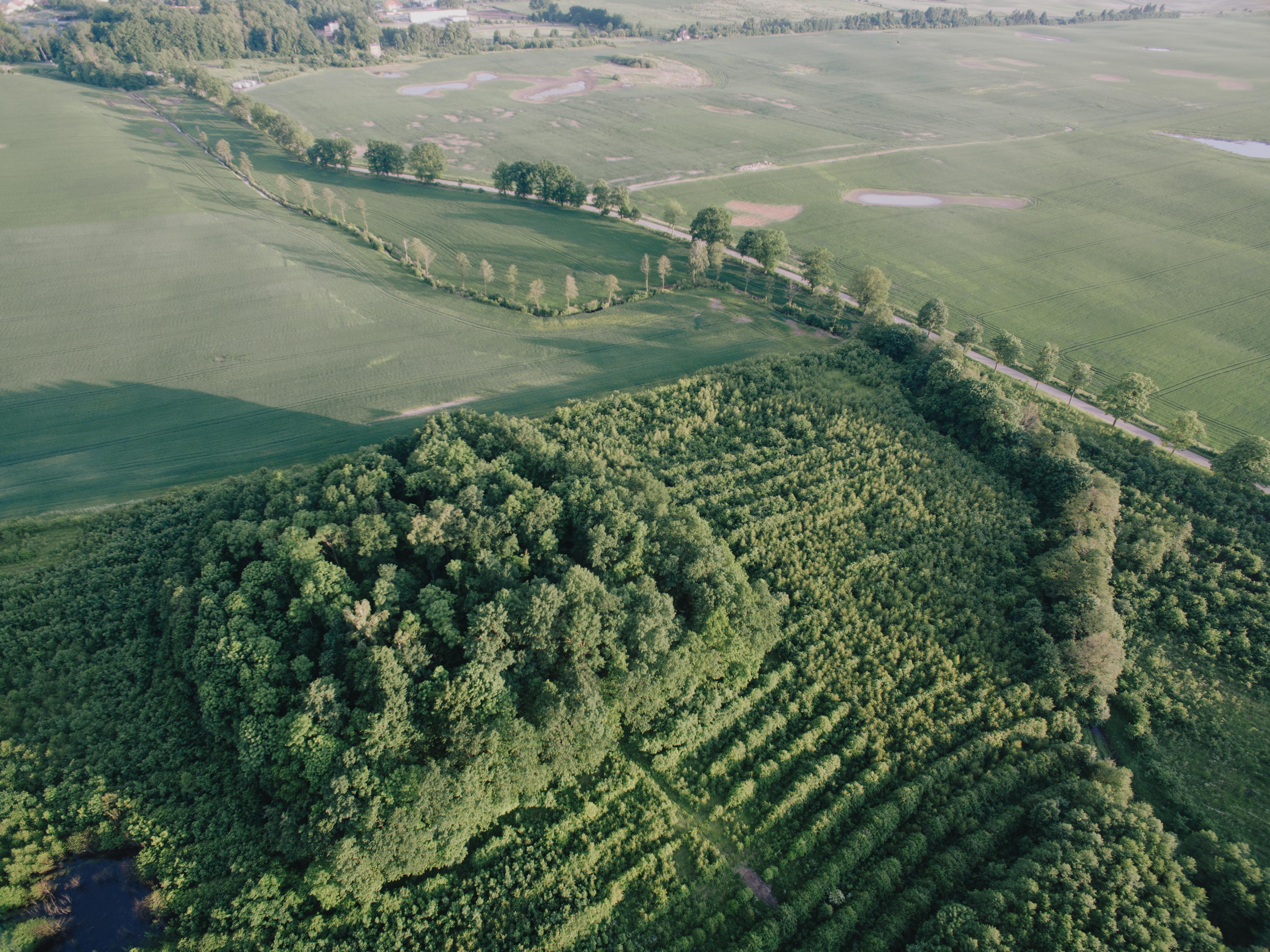
Święta Góra z lotu ptaka (w lewym dolnym rogu)

Wzgórze sklasyfikowane jest w ramach projektu Archeologiczne Zdjęcie Polski jako Kiełkuty, st. 2 (Svantegora); AZP 21-55/11. W poszukiwaniu śladów istnienia grodziska prowadzono tutaj badania geologiczne i archeologiczne.
W ramach badań geologicznych na stanowisku wykonano pięć wierceń, które posłużyły do wykonania przekroju geologicznego o orientacji N-S. W profilach otworów wiertniczych stwierdzono glinę zwałową ze zlodowacenia północnopolskiego i piaski gliniaste. W  przypowierzchniowej warstwie osadów glina jest przekształcona przez procesy wietrzeniowe w tzw. eluwia gliny zwałowej. W żadnym wierceniu nie stwierdzono osadów przekształconych przez człowieka. W wyniku badań geologicznych nie wykryto dowodów na zasiedlenie pagórka.

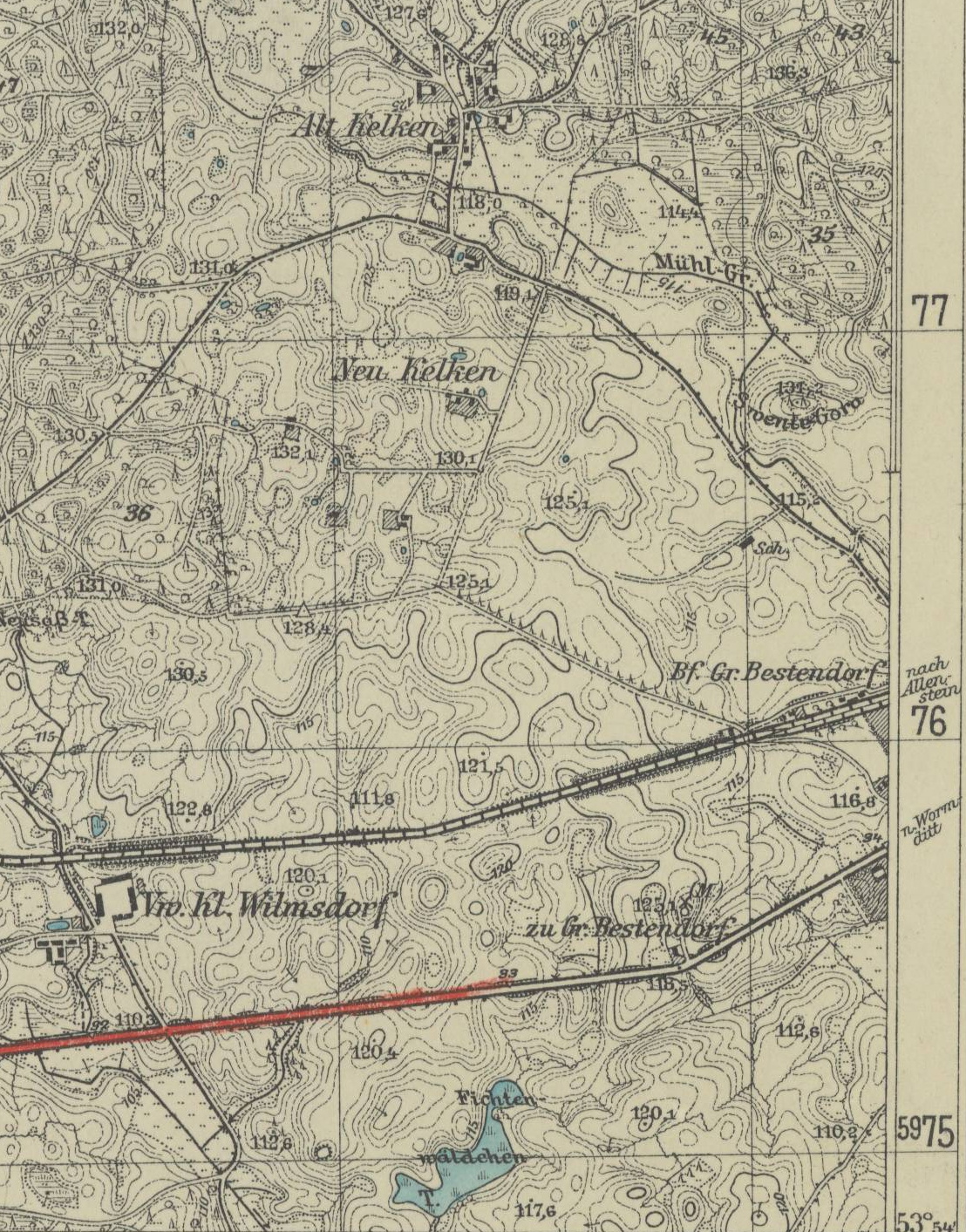
Swente Gora na mapie z 1930 roku. Ciek wodny z Kiełkut do Dobrocina zaznaczony jako Mühl-Gr. (dołownie rów młyński)

Badania archeologiczne były ograniczone, ponieważ wzgórze jest obecnie zalesione młodnikiem, co uniemożliwiło efektywne badania powierzchniowe. Forma nie wskazuje jednak na istnienie tu jakichkolwiek fortyfikacji ziemnych.

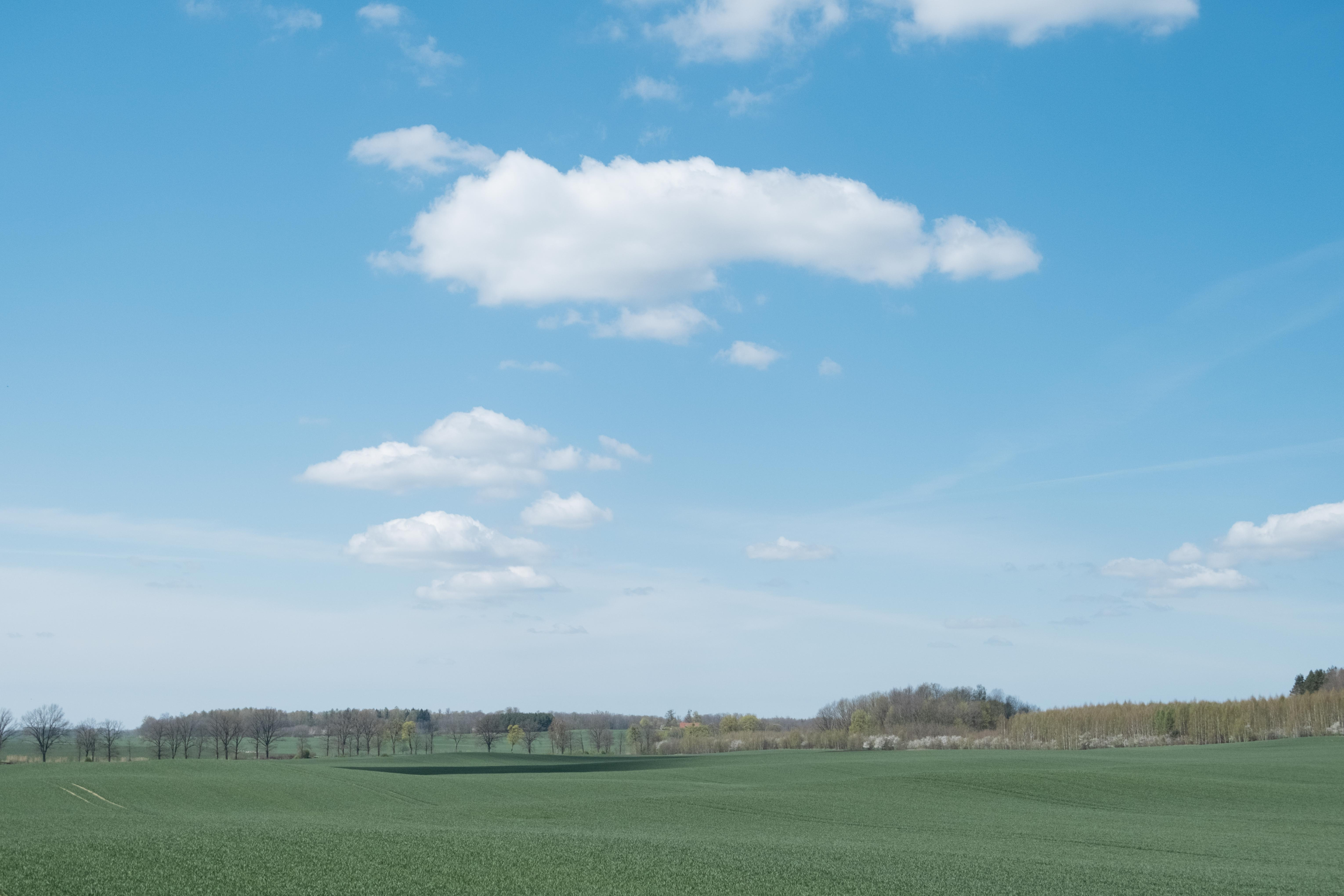
Święta Góra widoczna w oddali na prawo od środka zdjęcia

U stóp Świętej Góry – w obrębie wspomnianego wyżej stanowiska 2 – oraz na brzegu lasu około 150 m na północny wschód – stanowisko 7 (AZP 21-55/16) – znaleziono jednak odpowiednio 34 i 35 fragmentów ceramicznych z VIII–XI wieku. Nieopodal stanowiska 7, przy stanowisku 8 (AZP 21-55/17), znaleziono 14 fragmentów ceramicznych i rogu z czasów kultury wielbarskiej.
Około 300 metrów na północny zachód od Świętej Góry, na stanowiskach archeologicznych 9 i 10 (AZP 21-55/18 i AZP 21-55/19), odkryto nieliczne fragmenty ceramiczne z, odpowiednio, VIII–IX wieków oraz VI–VII i XI–XII wieków. Przy stanowisku 9 znajdował się również nadpiłowany róg.
Miejsca te w pobliżu Świętej Góry opisano jako rozległą osadę wielokulturową, z dominującym materiałem wczesnośredniowiecznym.

## Galeria

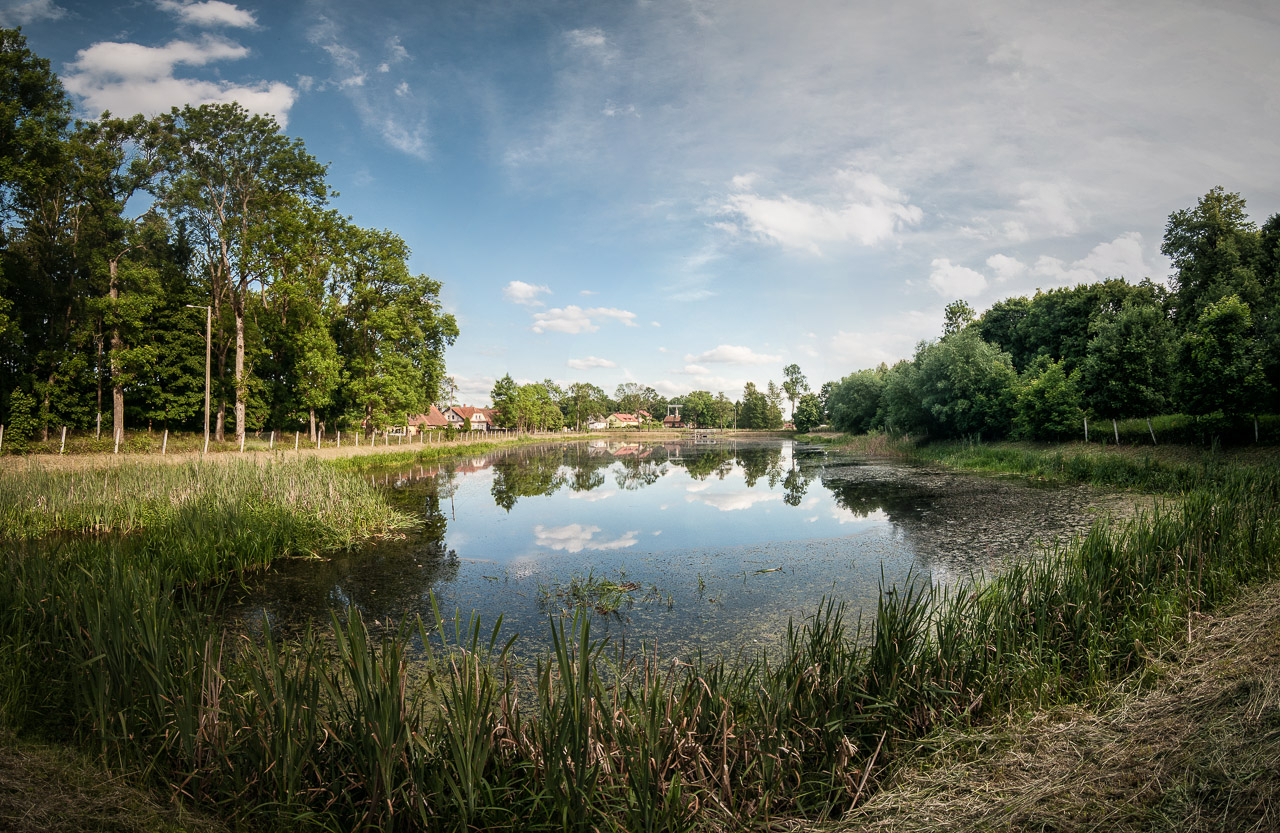
Staw
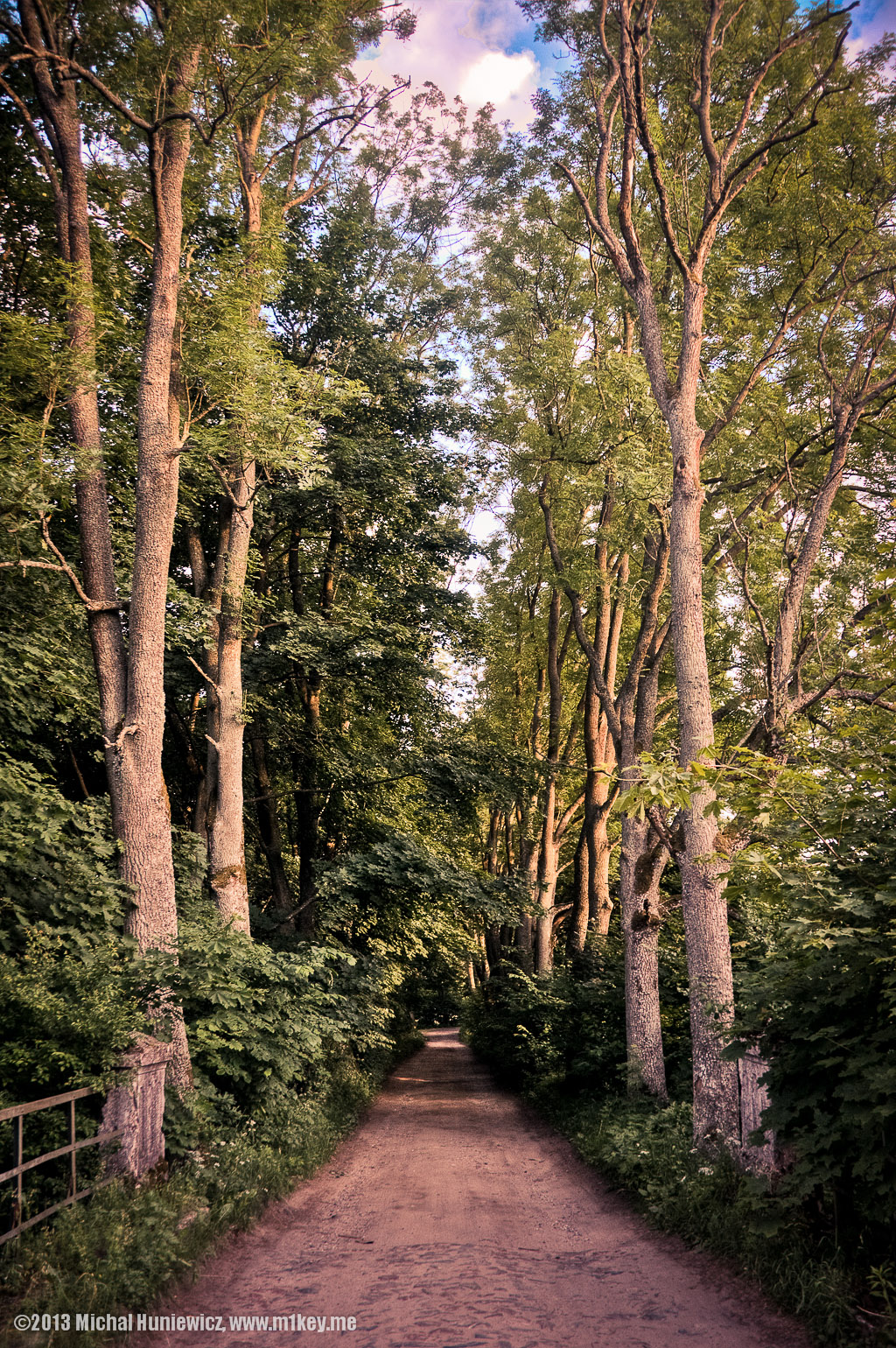
Droga leśna w Dobrocinie
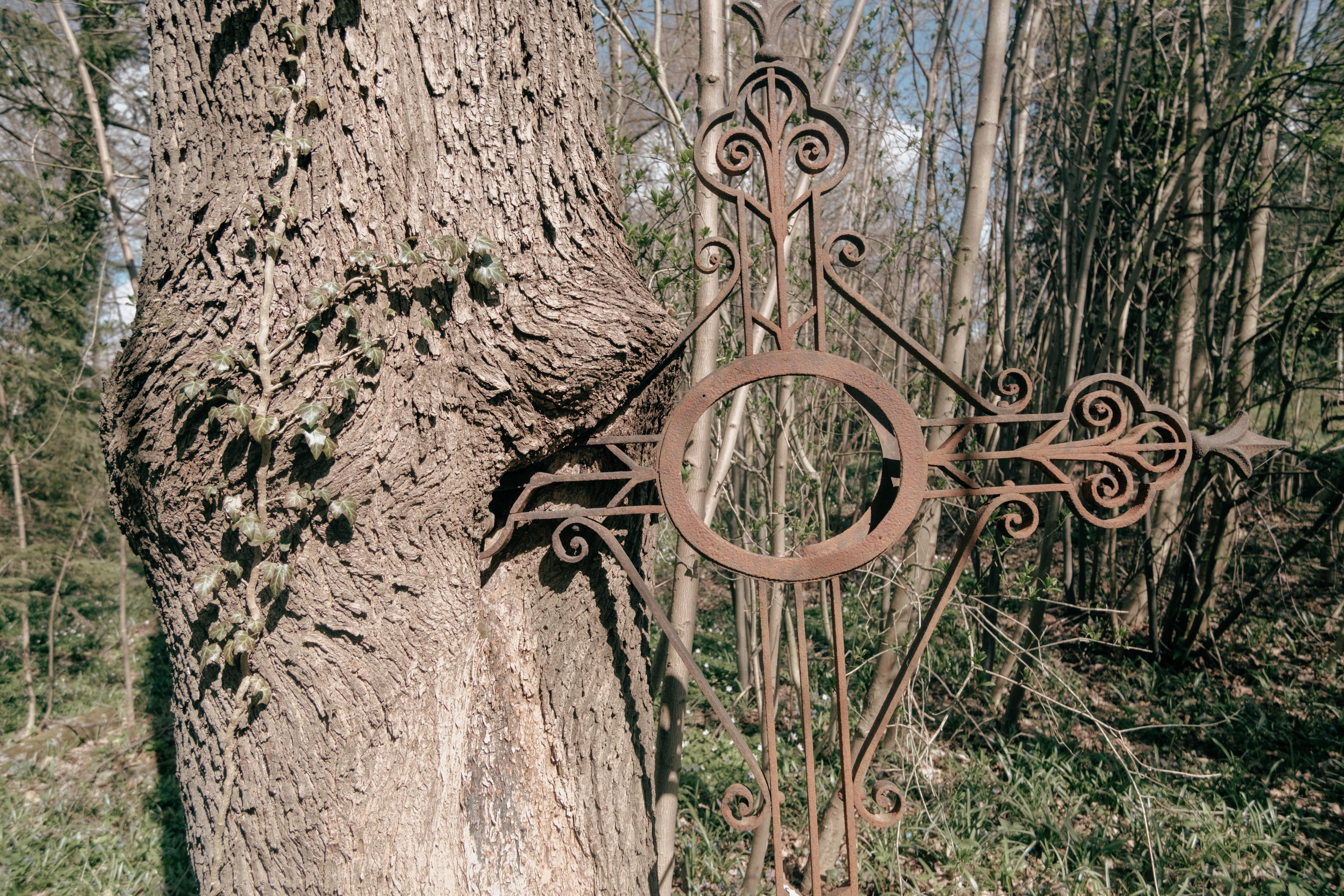
Cmentarz ewangelicko-augsburski
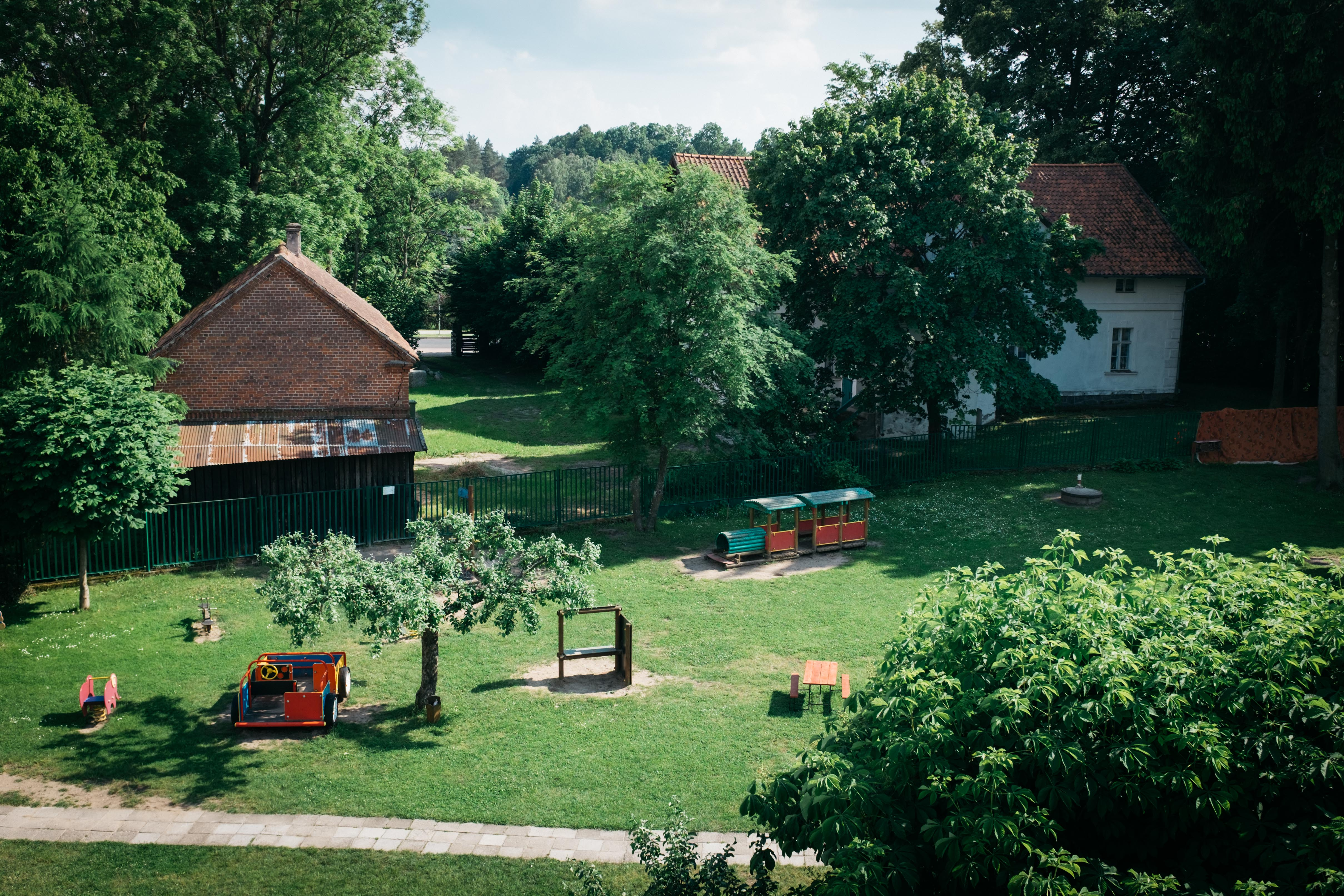
Plac zabaw przy przedszkolu
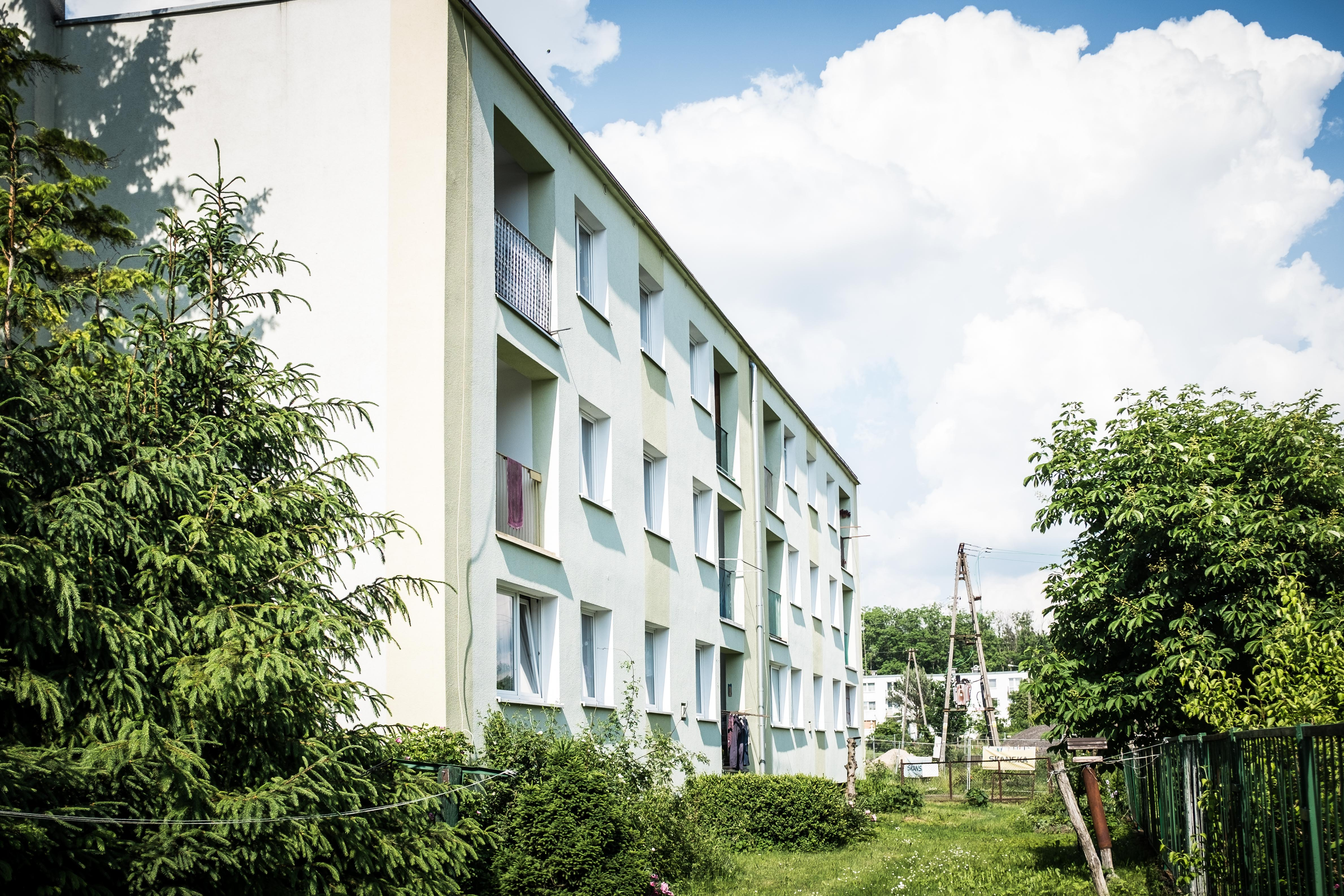
Bloki mieszkalne
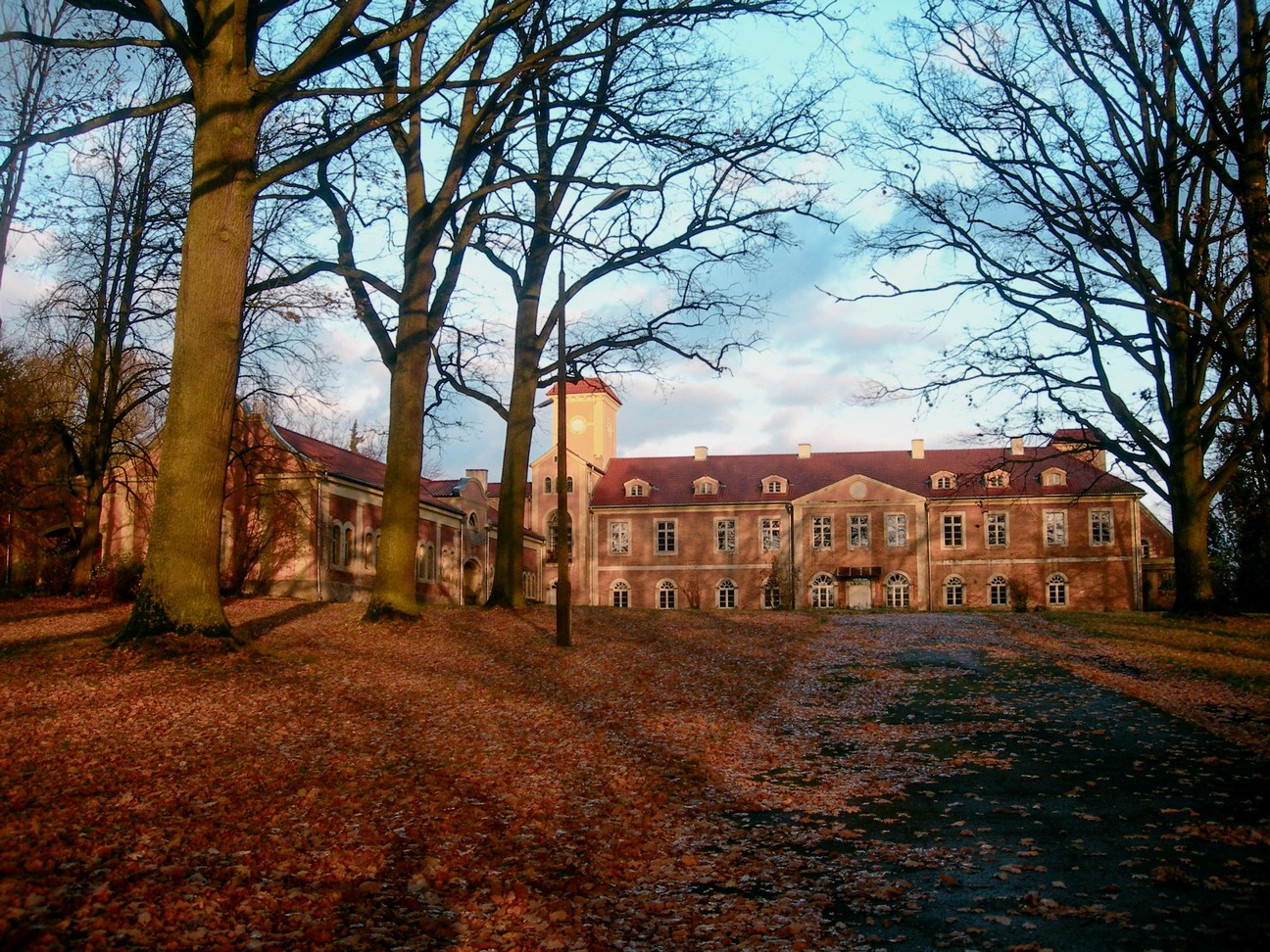
Pałac jesienią
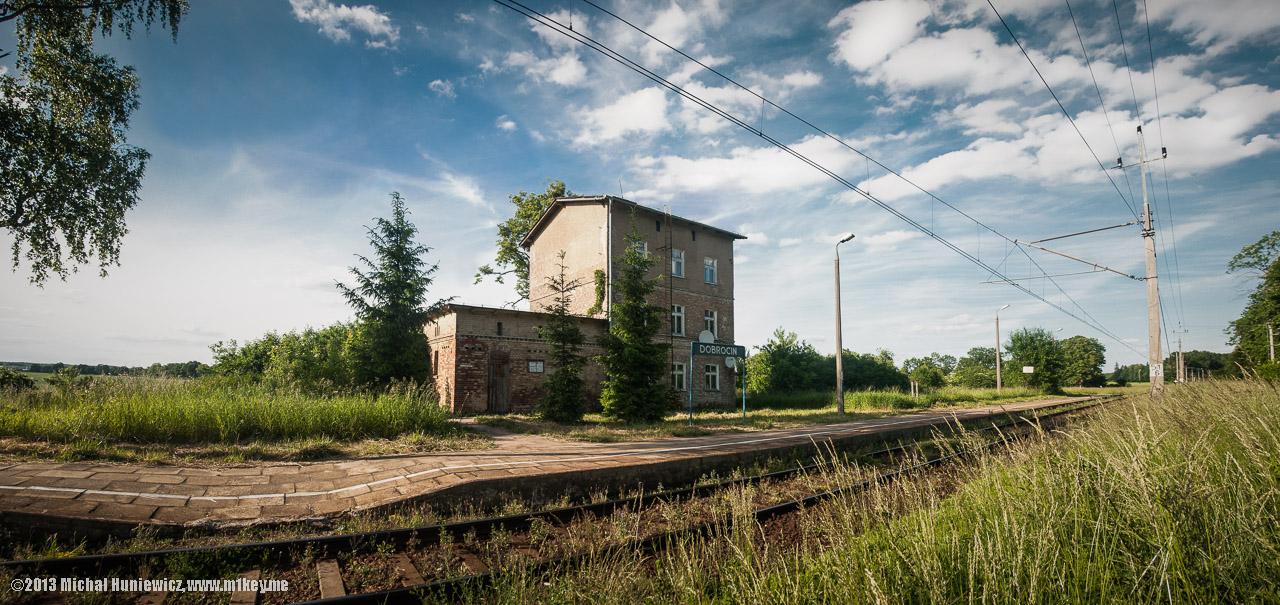
Przystanek kolejowy
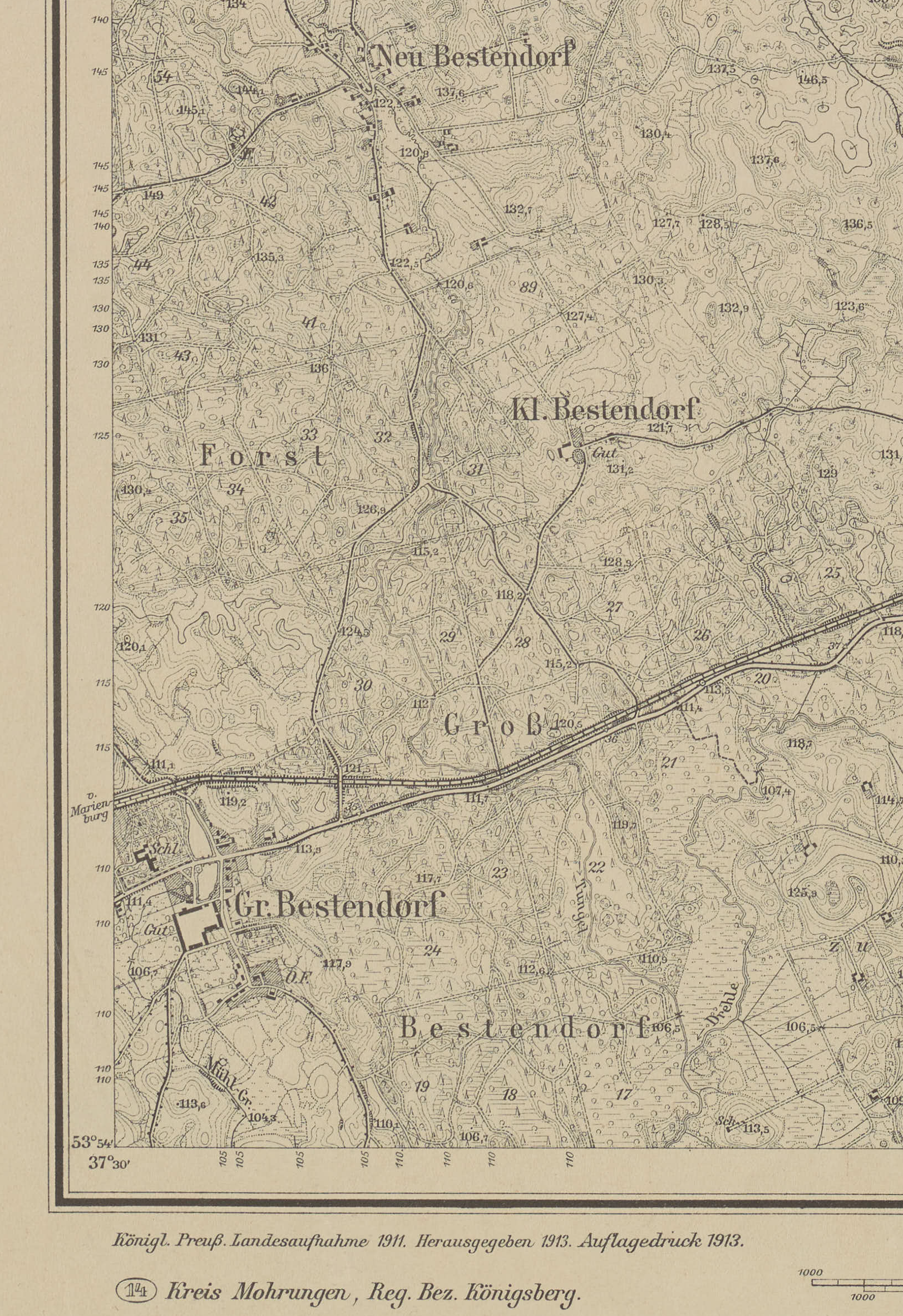
Dobrocin (Groß Bestendorf) na mapie Kreis Mohrungen z 1913
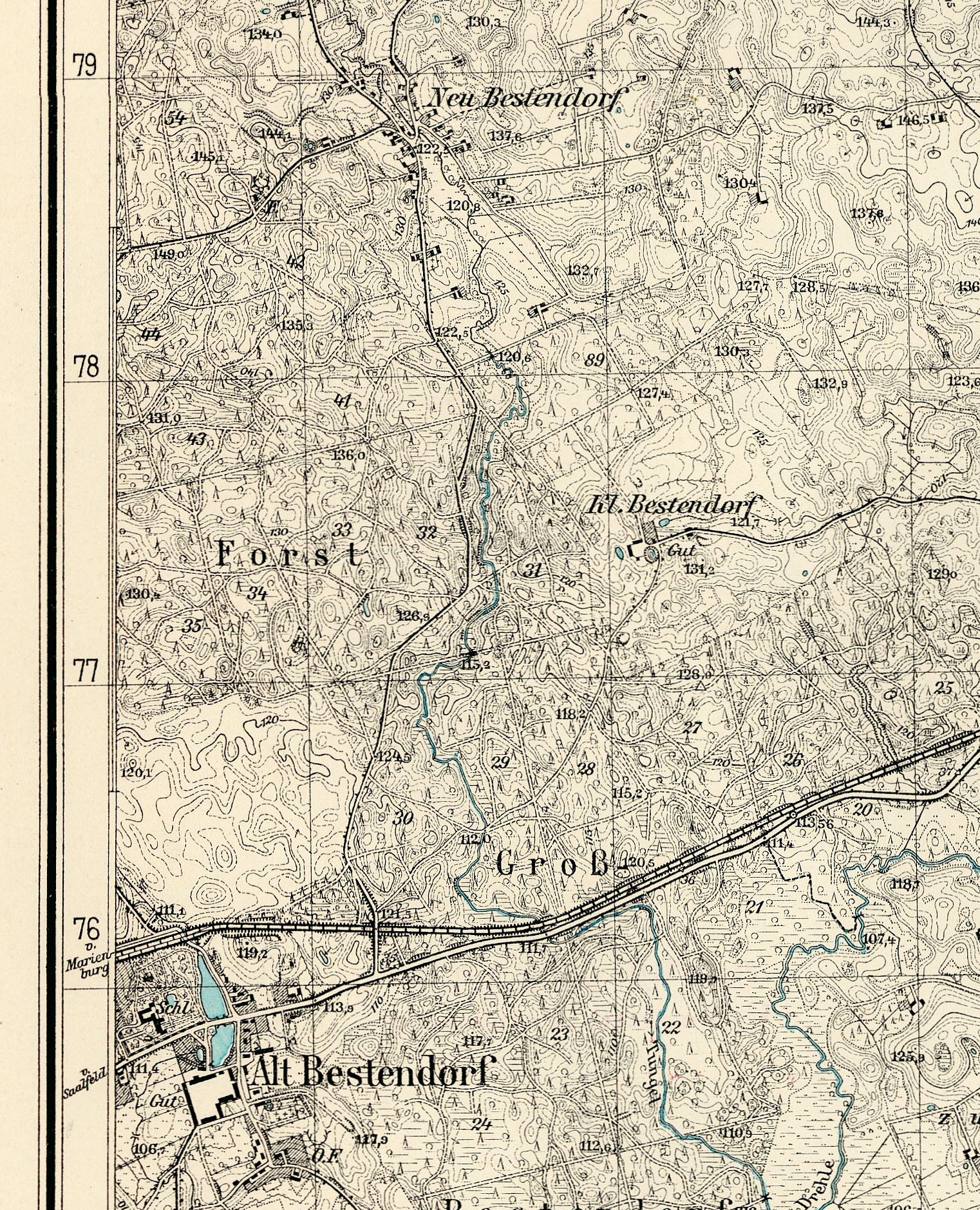
Dobrocin (Alt Bestendorf) na mapie Kreis Mohrungen z 1930